# Noord-Brabant
Noord-Brabant (Brabants: Broabant/Braobant; uitspraakⓘ) is een provincie in het zuiden van Nederland en neemt tussen Zeeland in het westen en Limburg in het oosten de centrale positie in. De hoofdstad is 's-Hertogenbosch.  De provincie telt circa 2,5 miljoen inwoners en komt daarmee op de derde plaats in Nederland. In oppervlakte is zij na Gelderland de grootste.
Noord-Brabant kent een relatief sterke verstedelijking, waarbij men spreekt van de 'Brabantse Stedenrij'. Eindhoven is met ruim 246.000 ingezetenen de grootste stad en is tevens de grootste Nederlandse gemeente buiten de Randstad.
Geworteld in het hertogdom Brabant bezit de provincie in de 21e eeuw nog een herkenbaar eigen karakter. Dat blijkt onder meer uit de Brabantse dialecten en tradities als het carnaval en de schuttersgilden. Het katholicisme dat eeuwenlang een maatschappelijk dominante factor was, heeft grote invloed gehad op de ontwikkeling van de eigen identiteit van Noord-Brabant. Als gevolg van ontkerkelijking vanaf het laatste kwart van de 20e eeuw, heeft het katholicisme er sterk aan invloed ingeboet.
De provincie is de derde economie van alle Nederlandse provincies, na Noord-Holland en Zuid-Holland. De land- en tuinbouwsector is er traditioneel sterk evenals de bosbouw. In de veehouderij is Noord-Brabant de grootste waar het varkens en pluimvee betreft. Van economisch belang zijn verder onder meer de maak- en kennisindustrie in de Metropoolregio Eindhoven, de procesindustrie bij Moerdijk, en het grote aantal distributiecentra. Er zijn veel instellingen voor hoger onderwijs, waaronder een drietal academische. 

## Naam
De naam Brabant is afgeleid van de Karolingische benaming pagus Bracbatensis ('Brabantgouw'). De herkomst van Bra(c)- is onduidelijk; dit woorddeel houdt mogelijk verband met bracha, een oud woord voor 'nieuw land', of met braec, 'drassig land'. In het tweede deel is bant ('gebied') te herkennen.

## Geschiedenis

### Wording van de provincie
Historisch maakte het gebied dat nu de provincie Noord-Brabant vormt, deel uit van het hertogdom Brabant. Het hertogdom ontstond in de middeleeuwen en strekte zich uit van 's-Hertogenbosch tot Nijvel in Waals-Brabant. Het was een welvarend en toonaangevend gewest. Aan die situatie kwam een eind door het uitbreken van de Nederlandse opstand. Het noordelijk deel van Brabant werd veroverd door de Staatse troepen. Bij de Vrede van Münster in 1648 kwam het veroverde gebied onder de naam Staats-Brabant bij de Republiek der Zeven Verenigde Nederlanden, terwijl het zuidelijke gedeelte in handen bleef van de Spaanse koning, die ook hertog van Brabant was. Ten tijde van de Republiek was Staats-Brabant een zogeheten generaliteitsland, waarmee het lange tijd geen eigen stem had in het landsbestuur. Deze situatie duurde tot 1796, toen het gewest met autonome status toetrad tot de Bataafse Republiek.
Na de Franse tijd, bij de stichting van het Verenigd Koninkrijk der Nederlanden in 1815, werden op het grondgebied van het voormalige hertogdom Brabant drie provincies gevormd: Noord-Brabant, Antwerpen en Zuid-Brabant. Nadat België zich in 1830 Belgische Revolutie afscheidde van het koninkrijk, bleef Noord-Brabant bij Nederland, terwijl beide andere 'Brabantse' provincies Belgisch grondgebied werden.

### Negentiende eeuw

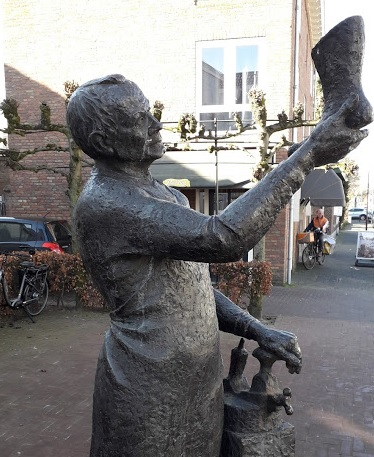
Een monument ter nagedachtenis van de bloeiende schoenenindustrie in de Langstraat

Noord-Brabant maakte in de 19e eeuw een geleidelijke groei van de welvaart mee. De landbouw was sterk bepalend voor de economie, tot de industrialisatie op gang kwam. Dat proces begon in de al aanwezige nijverheidssectoren als leerlooierijen en de schoenmakerijen. De leder en schoenenindustrie centraliseerde zich in de streek De Langstraat door de natuurlijke voorzieningen.
Ook de sigarenindustrie (met name in de Kempen) en de klompenindustrie (in de Meierij) kwamen tot bloei. Op de kleigebieden in west Noord-Brabant ontstond een suikerbietenteelt met daaraan gerelateerde suikerfabrieken.
De Baronie van Breda verwierf bekendheid om haar aardbeienteelt. Het Bredase aarbeienras "Scarlet" werd een ongekend goede kwaliteit toegedicht. Mede door de komst van de Hero-fabriek, groeide de Baronie uit tot de grootste aarbeienteeltcentrum van Nederland.
Met de komst van Philips naar Eindhoven in 1891 ontstond in Noord-Brabant ook een maakindustrie. Aan het einde van de 19e eeuw waren met name Eindhoven, Helmond en Tilburg opkomende industriesteden.
In 1853 werd de bisschoppelijke hiërarchie hersteld, waarmee in Noord-Brabant twee bisdommen werden ingevoerd. De Rooms-Katholieke Kerk manifesteerde zich sterk in de provincie. Katholieke kloosterorden beheersten grote delen van de ziekenzorg en het onderwijs en de kerk wist zich in vrijwel alle maatschappelijke organisaties de functie 'geestelijk adviseur' te verwerven. Op deze wijze verzekerde de Kerk zich van een invloedrijke rol in zowel het publieke als het persoonlijke leven van veel katholieken.

### Twintigste eeuw
In de periode eind 19e/begin 20e eeuw kreeg de Noord-Brabantse landbouw een impuls door de oprichting van landbouwcoöperaties, met name de NCB. Ook de voedingsmiddelenindustrie werd steeds belangrijker, met Veghel als centrum. Grote ketens zoals Koninklijke Jumbo Foodgroup, Sligro Food Group en supermarktketens EMTÉ en Edah werden opgericht.
Tijdens de Tweede Wereldoorlog werd veel schade toegebracht aan de industrie en de infrastructuur. Na de bevrijding van de provincie in 1944 werd de schade met succes hersteld tijdens de Wederopbouw. Tot de jaren 1960 nam de welvaart weer toe, maar daarna daalde de werkgelegenheid in de traditionele industrie sterk en veel bedrijven in de textiel- en lederindustrie beëindigden hun activiteiten. Enkele decennia later kwamen ook moderne industrieën als Philips en DAF in de problemen.
In diezelfde tijd begon de Rooms-Katholieke Kerk haar dominante positie in Noord-Brabant te verliezen. Er ontstond een massale geloofsafval, die ertoe leidde dat veel rooms-katholieke kerken in de provincie werden gesloten en dat organisaties als ziekenhuizen, scholen en sport-, muziek- en toneelverenigingen zich onttrokken aan kerkelijke bemoeienis.
In de laatste decennia van de 20e eeuw groeide de intensieve veehouderij in Noord-Brabant sterk, met een grote veedichtheid van vooral varkens en pluimvee.

### Eenentwintigste eeuw
In reactie op de massaontslagen bij DAF, Philips en hun toeleveranciers stimuleerde de Metropoolregio Eindhoven intensieve samenwerking tussen bedrijven, overheden en kennisinstellingen. ASML groeide uit tot de belangrijkste leverancier van machines voor de halfgeleiderindustrie en er kwam een instroom van buitenlandse bedrijven op gang. Mede daardoor ontwikkelden zich nieuwe groeisectoren zoals automotive, design en zakelijke dienstverlening. Brainport Regio Eindhoven  was in 2018 qua groei de tweede economische regio van Nederland, na de regio Amsterdam. Vanwege de centrale ligging werd Noord-Brabant door veel bedrijven gekozen als de plek waar ze hun distributiecentrum bouwden.

## Geografie

### Ligging

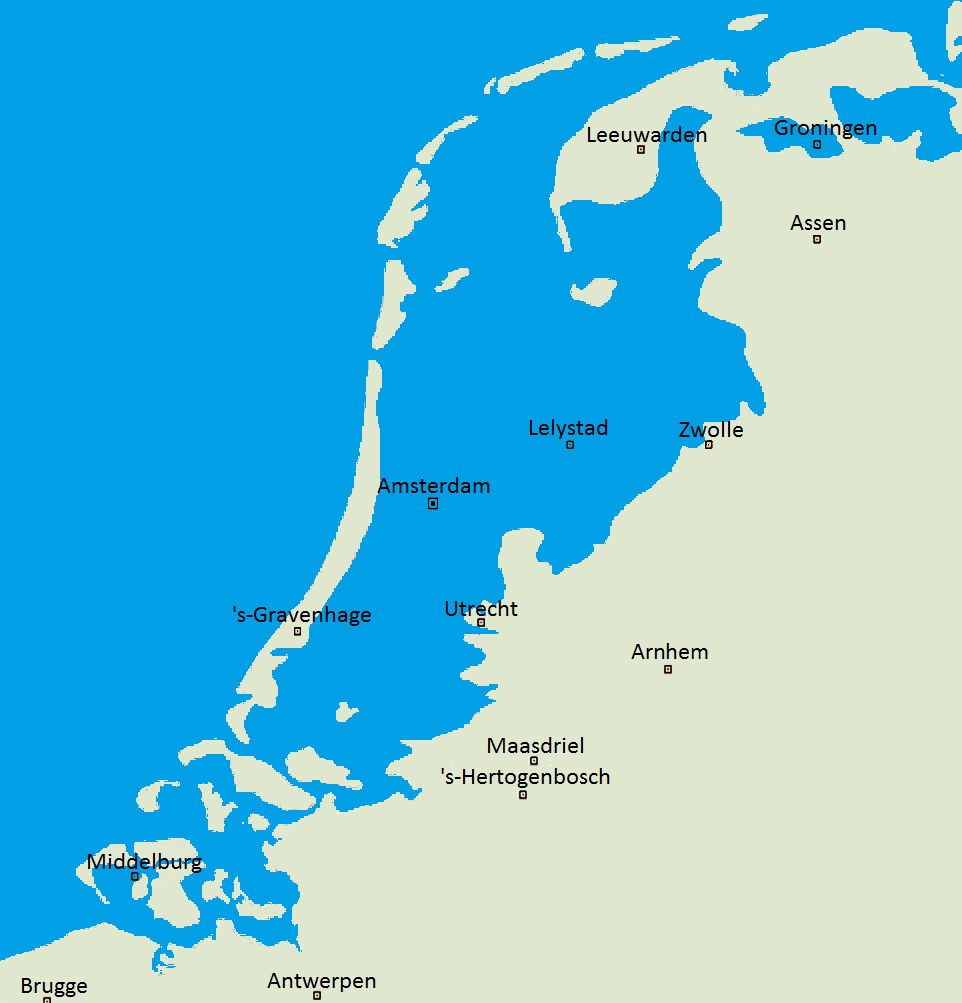
Het deel van Nederland dat boven zeeniveau is gelegen

Noord-Brabant grenst in het noorden aan de provincies Zuid-Holland en Gelderland, in het westen aan Zeeland, in het oosten aan Limburg, en in het zuiden aan de Belgische provincies Antwerpen en Limburg. Behalve Gelderland en Overijssel heeft geen andere Nederlandse provincie zoveel 'buren'. Met een landoppervlak van 5.081 km² is Noord-Brabant in grootte de tweede provincie van Nederland, na Gelderland.

### Natuur
Noord-Brabant is relatief vlak en bestaat voor het overgrote deel uit dekzandgebieden, doorsneden door beekdalen. Het riviergebied aan de noord- en de westgrens heeft rivierklei en in het noordwesten zijn restanten te vinden van het vroegere Hollandveen. Net als in de oostelijke provincies het geval is, ligt het grootste deel van Noord-Brabant boven zeeniveau. De grote hoeveelheden woeste gronden uit het verleden zijn grotendeels in cultuur gebracht, voornamelijk als bos en landbouwgrond. Na Gelderland (97.690 hectare) kent de provincie Noord-Brabant (74.641 hectare) de meeste bebossing van de Nederlandse provincies.
Enkele stuifzand- en heidegebieden zijn bewaard gebleven, zoals in de Loonse en Drunense Duinen, de Strabrechtse Heide en de Kampina. In het oosten van de provincie bevinden zich hoogveenrestanten in de verschillende reservaten van de Peel. Verder zijn er diverse boswachterijen in Noord-Brabant.
Noord-Brabant telt vier nationale parken. Naast de nationale parken worden er in de provincie 21 gebieden beheerd als Natura 2000 biotoop. Tevens heeft de provincie het door UNESCO erkende biosfeerreservaat Maasheggen bij Vierlingsbeek.
Met een oppervlakte van 3500 hectare is Provinciaal Landschap De Maashorst het grootste aaneengesloten natuurgebied in Noord-Brabant. Het Groene Woud is het enige Nationaal Landschap in de provincie. Er wordt naar gestreefd naar een erkenning ervan als 'Nationaal Park nieuwe stijl'.

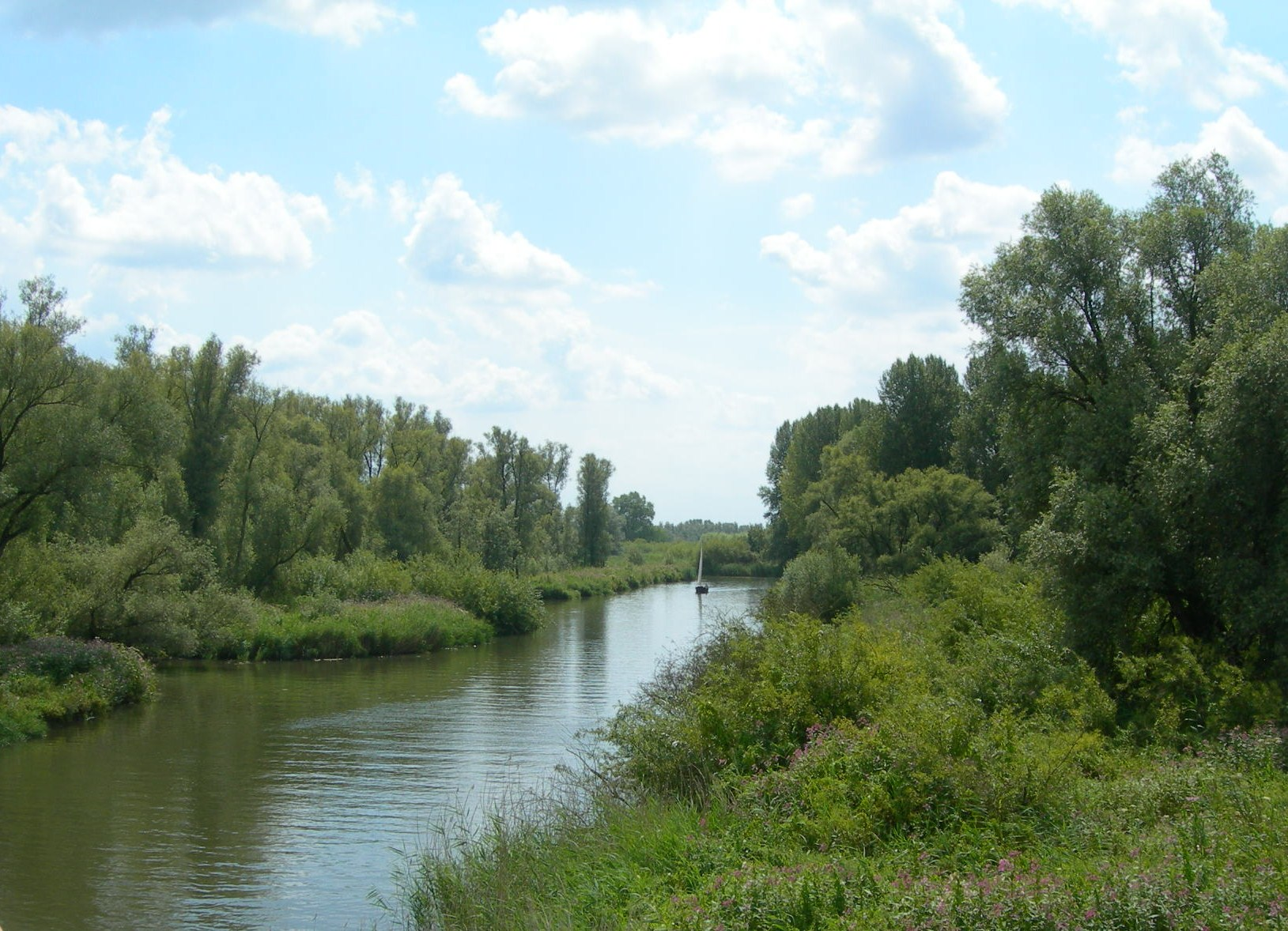
De Biesbosch in Noordwest-Brabant
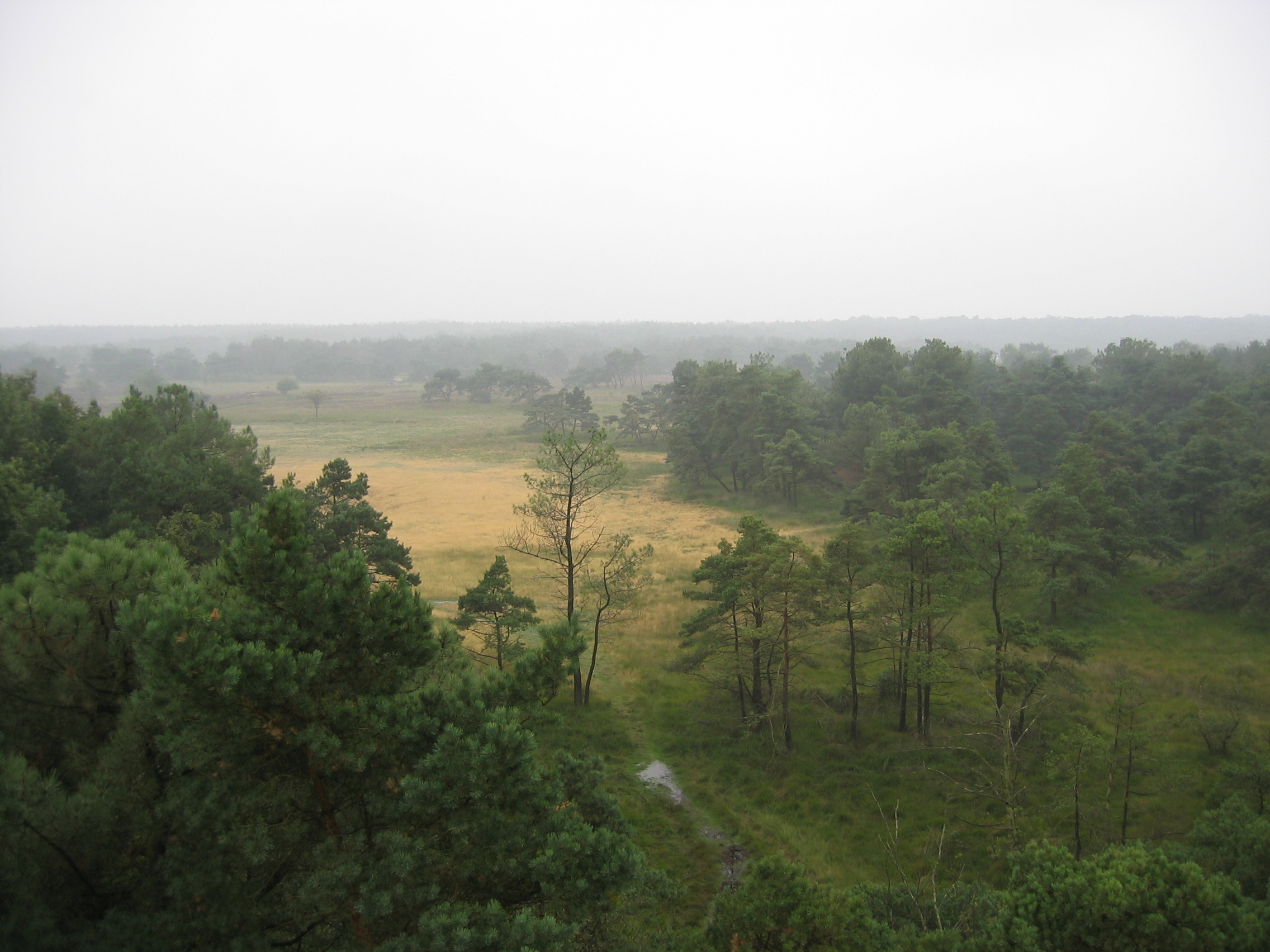
Grenspark De Zoom-Kalmthoutse Heide in Zuidwest-Brabant
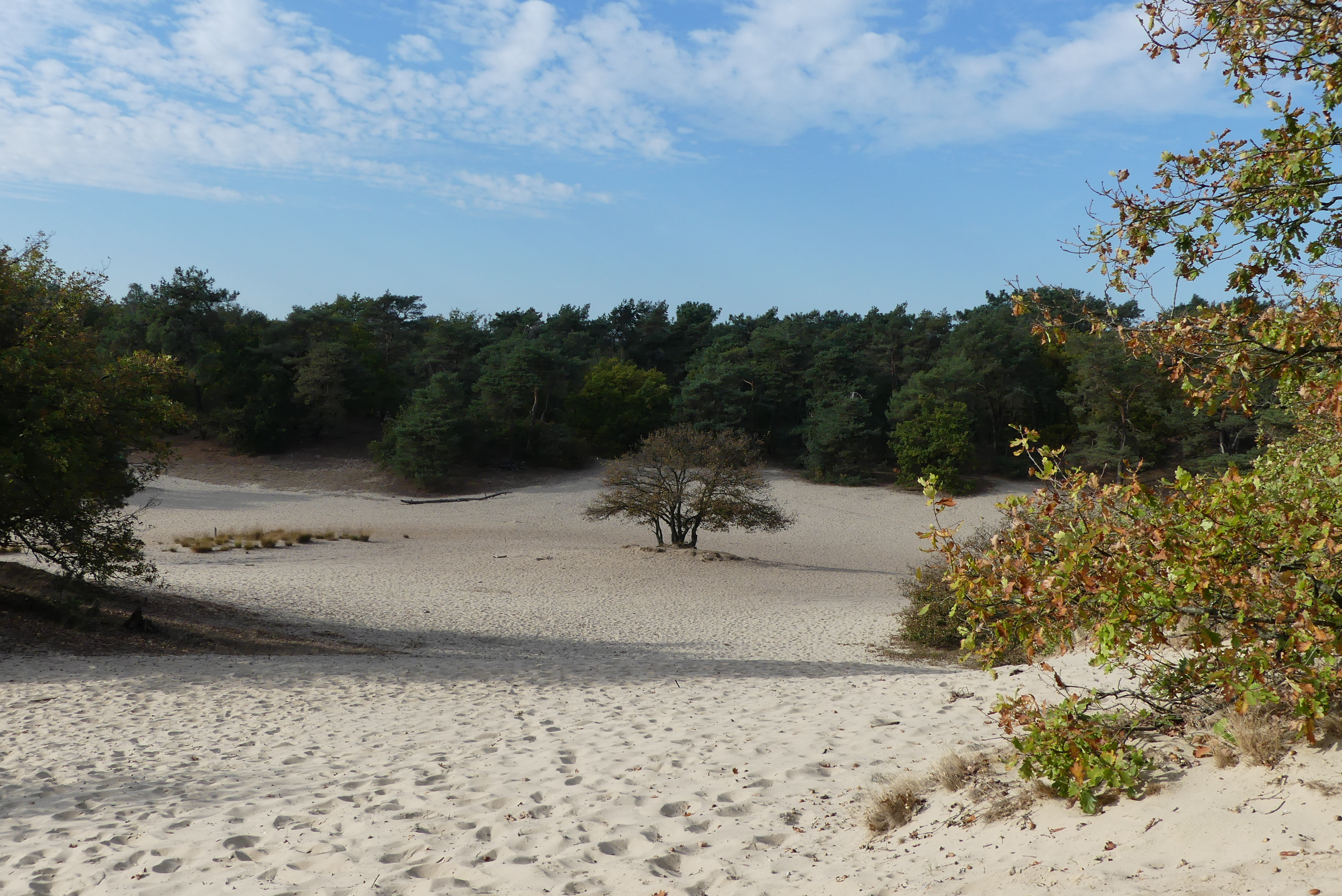
De Loonse en Drunense Duinen in Midden-Brabant
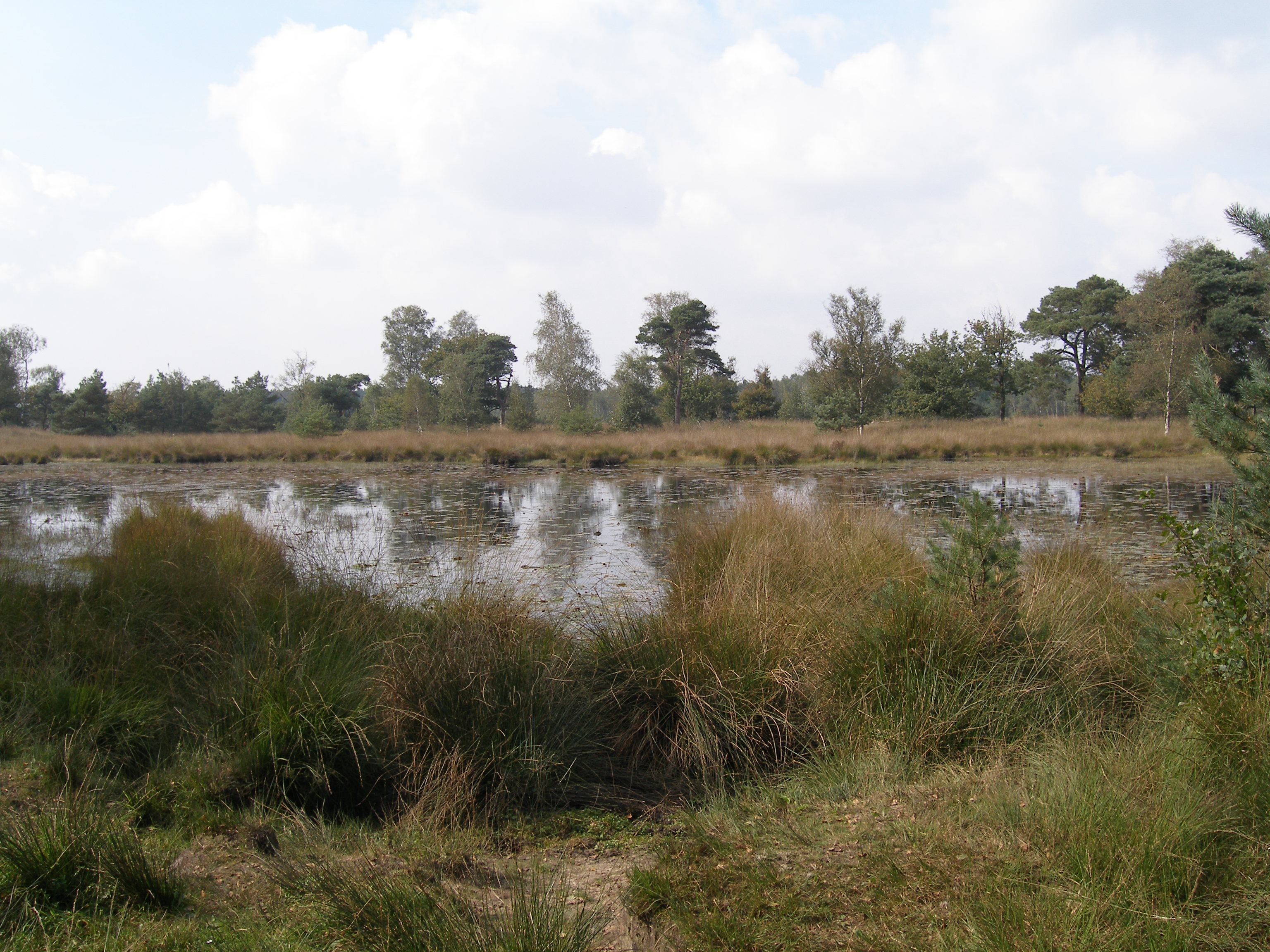
Het Groene Woud, tussen 's-Hertogenbosch, Eindhoven en Tilburg
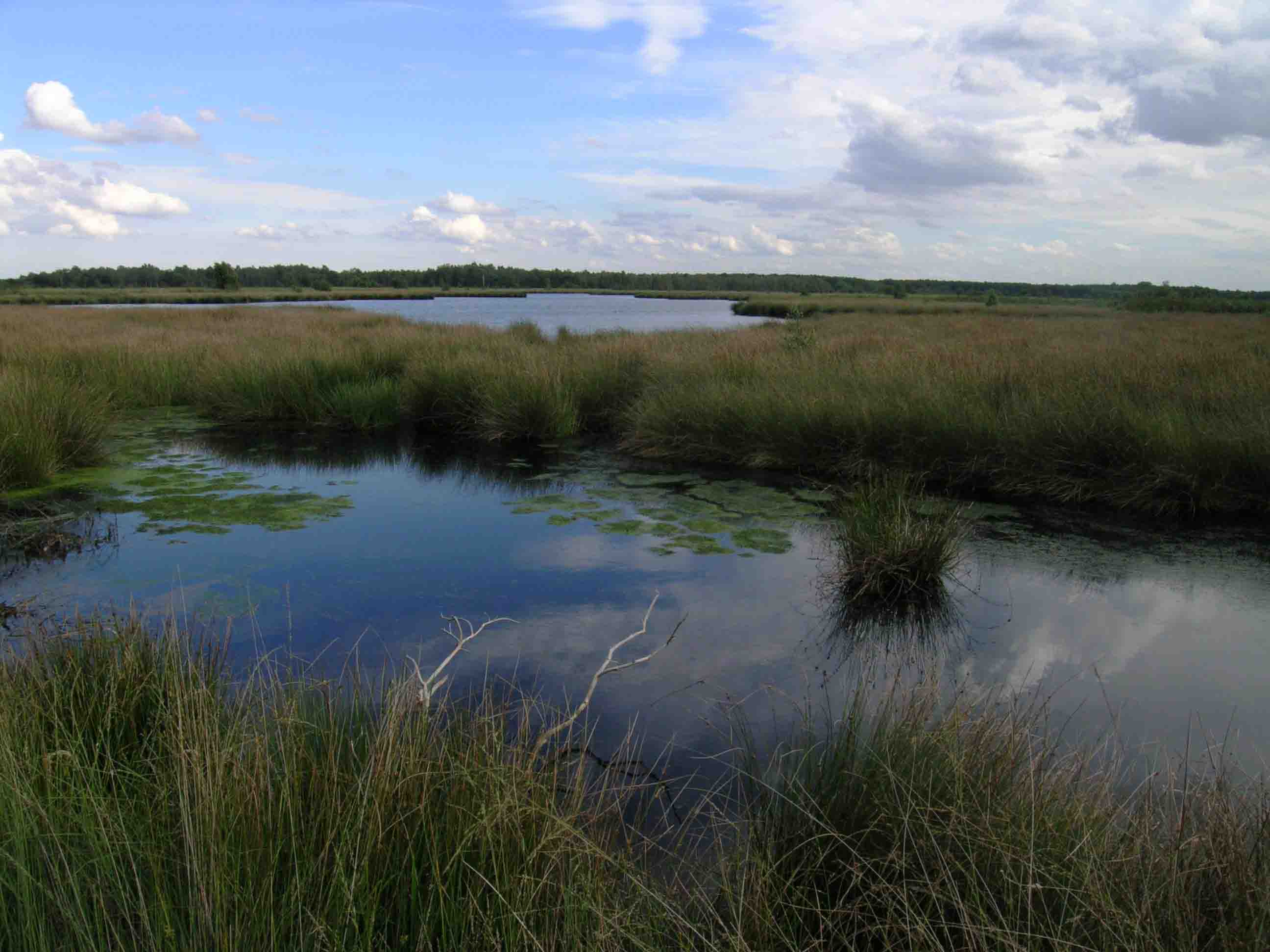
De Groote Peel in Zuidoost-Brabant
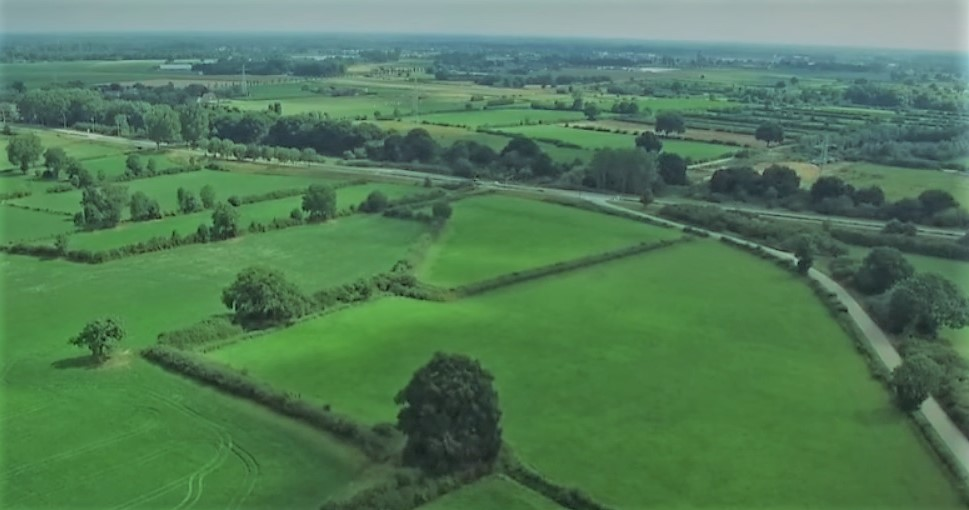
Unesco Biosfeerreservaat 'Maasheggen' in Noordoost-Brabant
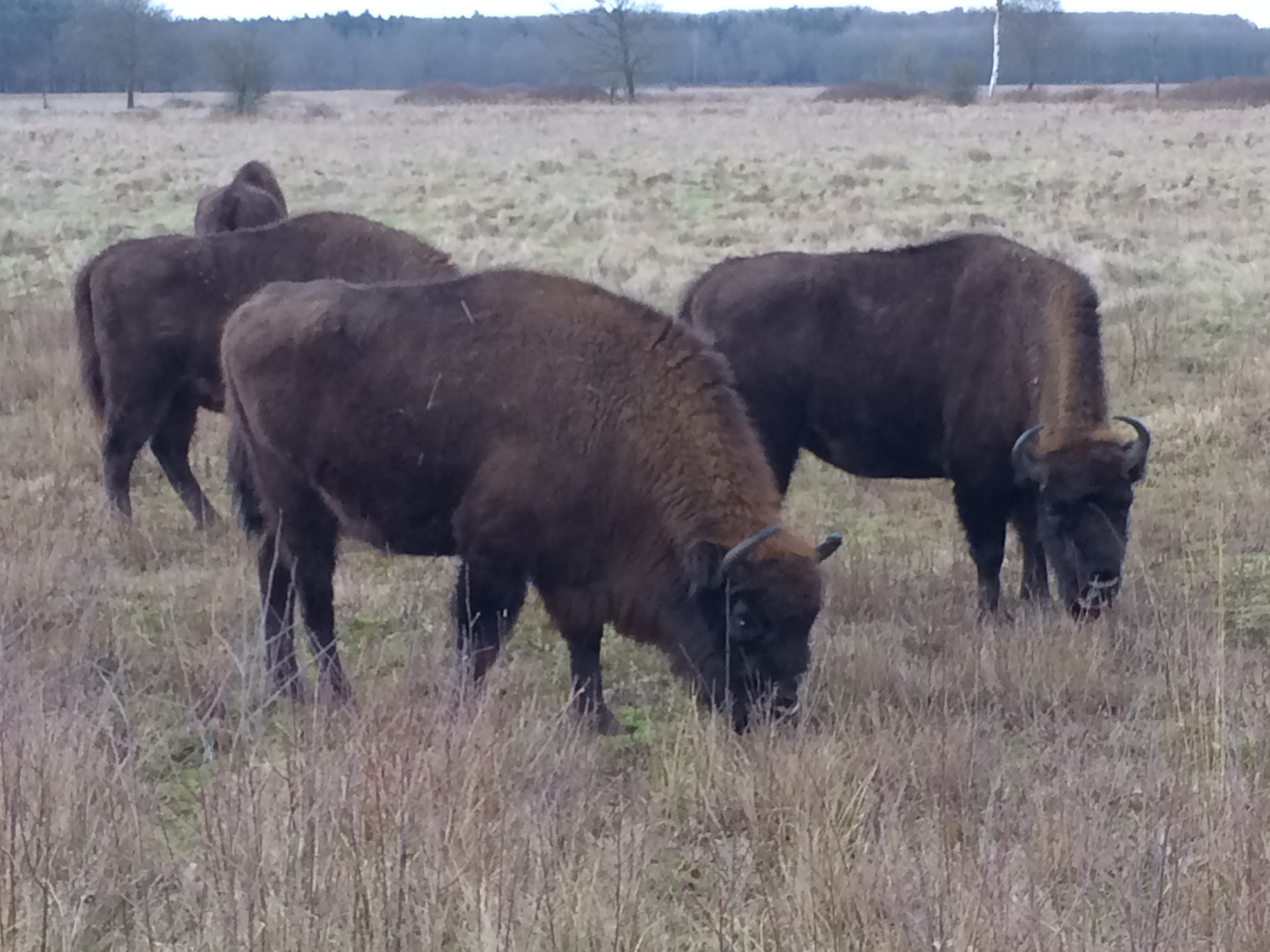
De Maashorst in Noordoost-Brabant

### Landstreken

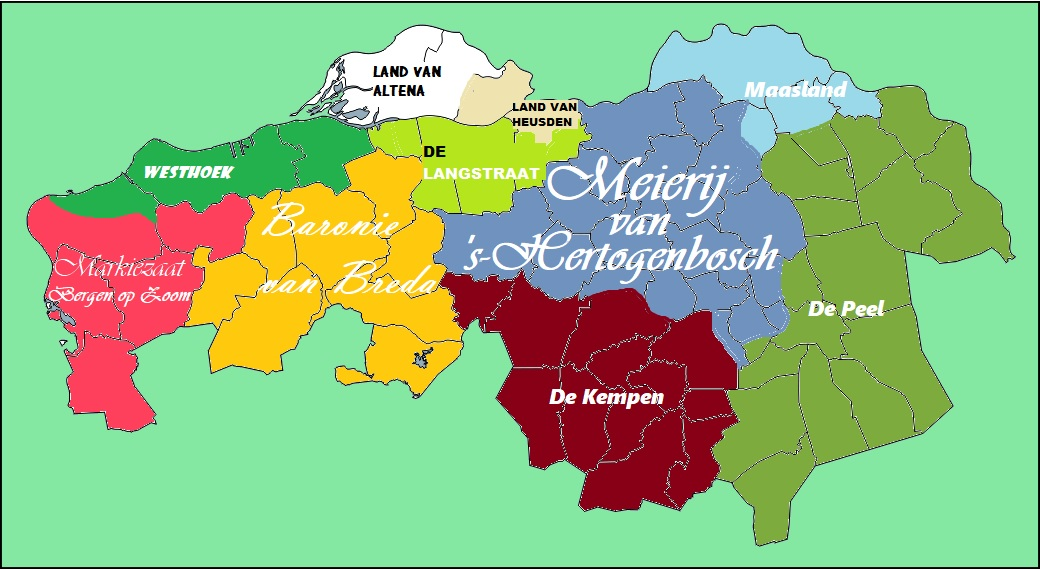
Cultuurhistorische streken Noord Brabant

Noord-Brabant kent een aantal aaneengesloten geografisch gebieden met een bepaald taalkundig, cultureel, demografisch en/of institutioneel karakter, al dan niet erkend door de officiële instanties. Sommige van deze zogenaamde streken vallen samen met bestuurlijke regio's of gemeenten. Ook hebben in het verleden sommige streken een bestuurlijke status gehad. Vaak is er overlap tussen streken en kunnen kleinere streken in grotere vervat zitten. Enkele streken liggen niet alleen in Noord-Brabant, maar strekken zich ook uit over naastgelegen provincies of België.
De bekendste streken van Noord-Brabant zijn:
- Acht Zaligheden (substreek in de Kempen)
- Baronie van Breda
- Brabantse Biesbosch
- Brabantse Stedenrij
- Brabantse Wal
- Kempen (overlap met België)
- Land van Cuijk
- Land van Heusden en Altena
- Langstraat
- Maasland
- Markiezaat Bergen op Zoom
- Meierij van 's-Hertogenbosch
- Peel (overlap met Limburg)
- Rivierengebied (overlap met Gelderland, Utrecht en Zuid-Holland)
- Westhoek
- Zeven Heerlijkheden (overlap met Antwerpen en Belgisch Limburg)

## Bestuur

### Provincie
De provincie Noord-Brabant vormt de bestuurslaag tussen de rijksoverheid en de gemeenten. Aan het hoofd van de provincie staan de Provinciale Staten van Noord-Brabant. De staten tellen 55 leden, die gekozen worden bij de vierjaarlijkse provinciale verkiezingen. De staten vormen het algemeen bestuur van de provincie en kiezen een dagelijks bestuur, het College van Gedeputeerde Staten (GS). Het college bestaat uit de gekozen gedeputeerden, onder voorzitterschap van de commissaris van de Koning. De gedeputeerden treden tegelijk af met de leden van Provinciale Staten. De commissaris wordt niet gekozen door de inwoners van de provincie, maar benoemd door de Kroon. De benoeming geldt voor een periode van zes jaar, met de mogelijkheid tot herbenoeming.
De provincie heeft specifieke bevoegdheden en taken op een aantal onderwerpen, zoals ruimtelijke ordening, milieubescherming en cultuur. Daarnaast houdt de provincie toezicht op de gemeenten en speelt ze op veel gebieden een coördinerende rol in de samenwerking die gemeenten hebben met elkaar en andere instanties.

### Samenwerkingsregio's
De provincie kent een aantal samenwerkingsregio's. Daarin werken gemeenten samen met  overheidsinstellingen als provincie, waterschappen, en politie. Ook met private marktpartijen en kennisinstellingen wordt veelvuldig samengewerkt. Afhankelijk van het doel van de samenwerking kan de samenstelling van de regio's variëren. De belangrijkste vormen van samenwerking zijn: bestuurlijke regio's en veiligheidsregio's.
Noord-Brabant kent vier bestuurlijke regio's waarin de provincie samenwerkt met gemeenten: West-Brabant, Midden-Brabant, Noordoost-Brabant en Zuidoost-Brabant. Bij de samenwerking zijn de waterschappen betrokken die in de provincie werkzaam zijn: Aa en Maas, De Dommel, Brabantse Delta en Rivierenland. Aandachtsgebieden bij de samenwerking zijn Economie, Ruimte en mobiliteit, Energie, Klimaat, Transitie landbouw, en Voedsel en gezondheid. De indeling is niet geheel strak: het Zeeuwse Tholen maakt deel uit van de bestuurlijke regio West-Brabant, en Heusden is lid van twee bestuurlijke regio's, Midden-Brabant en Noordoost-Brabant.
De provincie heeft daarnaast onder de naam Brabantstad een samenwerkingsverband met de vijf grootste steden van Noord-Brabant, Eindhoven, Tilburg, Breda, 's-Hertogenbosch en Helmond. De regio waarin dit verband opereert, wordt door planologen en stedenbouwkundigen wel aangeduid als de Brabantse Stedenrij. Doel van de samenwerking is een stedelijk netwerk te vormen dat zich ontwikkelt tot een toonaangevende kennisregio. Er wordt samengewerkt op economisch, ruimtelijk, sociaal en cultureel terrein.
De regio's werken, los van de provincie, vaak ook samen met marktpartijen als bedrijven en kennisinstellingen. Zo vormen 21 gemeenten in Zuidoost-Brabant het openbaar lichaam Metropoolregio Eindhoven en werken negen gemeenten van Midden-Brabant samen onder de naam Regio Hart van Brabant.
Er zijn in Noord-Brabant drie veiligheidsregio's waarin gemeenten samenwerken met verscheidene instanties, te weten Veiligheidsregio Midden- en West-Brabant, Veiligheidsregio Brabant-Noord en Veiligheidsregio Brabant-Zuidoost. De veiligheidsregio's hebben de status van een openbaar lichaam, met taken op het terrein van brandweerzorg, rampen- en crisisbeheersing, geneeskundige hulpverlening, openbare orde en veiligheid. De gemeenten werken per veiligheidsregio samen met de brandweer en de GHOR. De politie is, zoals ook in andere provincies, officieel geen onderdeel van de veiligheidsregio's, maar neemt wel deel aan het veiligheidsberaad.

### Gemeenten

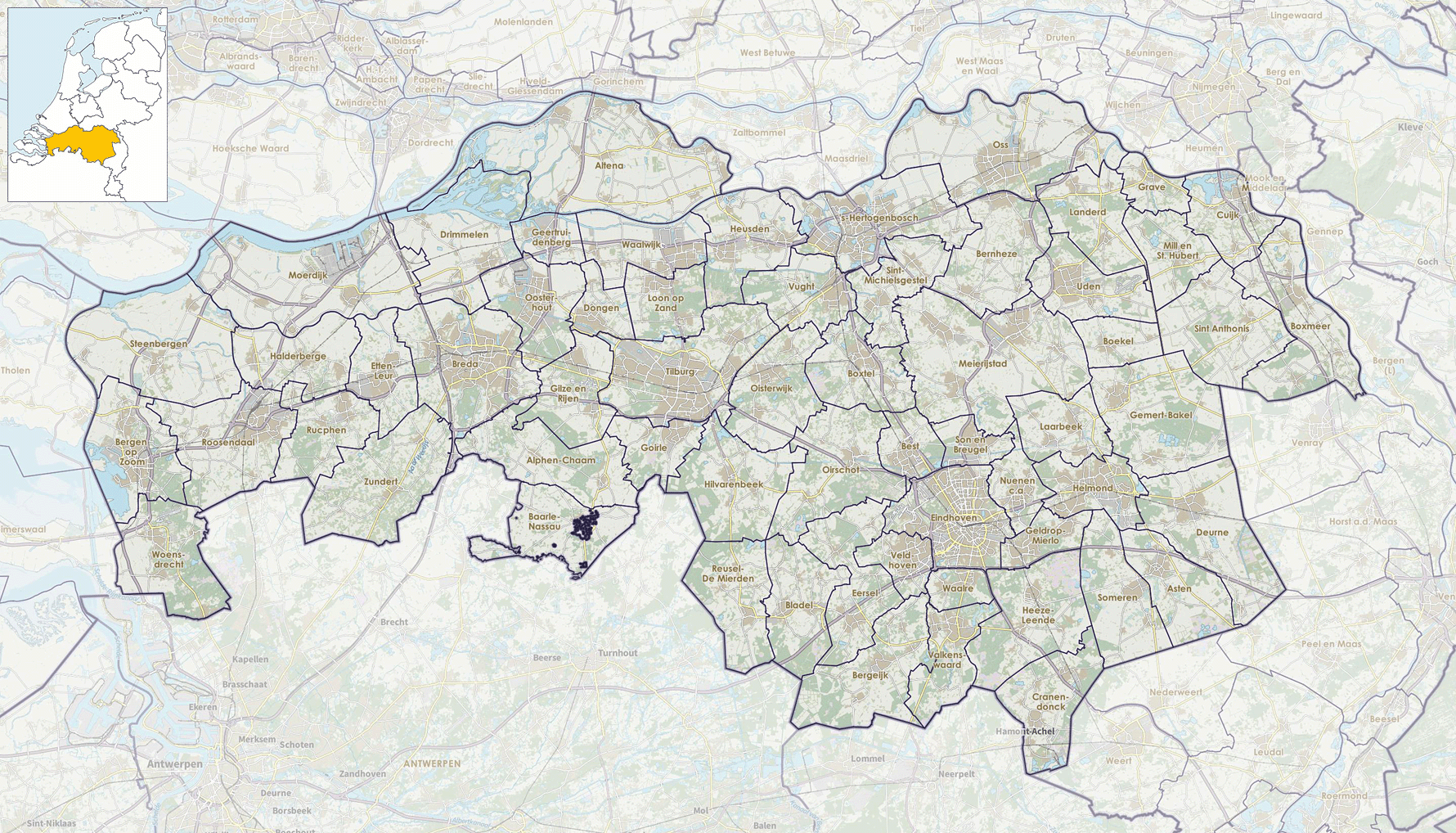
Provincie Noord-Brabant, gemeenten (2021)

Met gemeentelijke herindelingen in de jaren negentig is het aantal gemeenten in Noord-Brabant sterk teruggebracht. Daarna zijn nog diverse gemeenten opgeheven (zoals Maasdonk) of ontstaan door samenvoegingen (zoals Meierijstad).  Per 2022 telt de provincie 56 gemeenten, waarmee het de gemeentenrijkste provincie van Nederland is. Deze gemeenten zijn:
- Alphen-Chaam
- Altena
- Asten
- Baarle-Nassau
- Bergeijk
- Bergen op Zoom
- Bernheze
- Best
- Bladel
- Boekel
- Boxtel
- Breda
- Cranendonck
- Deurne
- Dongen
- Drimmelen
- Eersel
- Eindhoven
- Etten-Leur
- Geertruidenberg
- Geldrop-Mierlo
- Gemert-Bakel
- Gilze en Rijen
- Goirle
- Halderberge
- Heeze-Leende
- Helmond
- 's-Hertogenbosch
- Heusden
- Hilvarenbeek
- Laarbeek
- Land van Cuijk
- Loon op Zand
- Maashorst
- Meierijstad
- Moerdijk
- Nuenen c.a.
- Oirschot
- Oisterwijk
- Oosterhout
- Oss
- Reusel-De Mierden
- Roosendaal
- Rucphen
- Sint-Michielsgestel
- Someren
- Son en Breugel
- Steenbergen
- Tilburg
- Valkenswaard
- Veldhoven
- Vught
- Waalre
- Waalwijk
- Woensdrecht
- Zundert

## Demografie
| Achtergrond     | Aantal personen | Aandeel |
| --------------- | --------------- | ------- |
| Nederland       | 2.054.070       | 80,1%   |
| Rest van Europa | 251.742         | 9,8%    |
| Azië            | 119.654         | 4,7%    |
| Afrika          | 79.151          | 3,1%    |
| Amerika         | 55.428          | 2,2%    |
| Oceanië         | 2.919           | 0,1%    |
|                 |                 |         |
| Totaal          | 2.562.955       | 100%    |

Bevolkingspiramide

Het aantal inwoners van Noord-Brabant is van 2000 tot 2020 gestaag gestegen, van 2.356.004 naar 2.562.955. Tegelijkertijd is het aandeel daarin van personen van wie beide ouders in Nederland zijn geboren continu gedaald, van 86,1 naar 80,1 procent. De personen die behoren tot de 19,1 procent met minstens een ouder die in het buitenland geboren is, worden in demografische terminologie aangeduid als inwoners met een migratieachtergrond. In meer dan de helft van de gevallen is dat een Europese achtergrond, zie tabel. De vijf landen die het vaakst als migratieachtergrond voorkomen zijn: Turkije met 53.190 personen, Indonesië met 47.511 personen, Polen met 45.520 personen, Marokko met 44.653 personen en Duitsland met 36.920 personen.
Op de meeste demografische aspecten wijkt de provincie enigermate af van het landelijk beeld. Zo groeide in 2019 de Noord-Brabantse bevolking met 0,7 procent tegen een landelijke groei van 0,6 procent. Het aantal inwoners jonger dan 20, vergeleken met het aantal vanaf 20 tot en met 64, de zogenaamde groene druk, was iets lager dan landelijk: 36,3 procent in Noord-Brabant en 37,3 in Nederland. De grijze druk, het aantal mensen ouder dan 64 ten opzichte van de groep 20-64, was iets hoger: 34,0 procent in Noord-Brabant en 32,6 landelijk.
Om de bevolking in Noord-Brabant zichzelf in stand te laten houden is een gemiddeld kindertal van 2,10 per inwoonster noodzakelijk. Het gemiddelde kindertal van Noord-Brabantse vrouwen, inclusief vrouwen met een migratieachtergrond, loopt reeds jaren terug en lag in 2019 op 1,55. Daarmee samenhangend daalde het geboortecijfer van circa 30.000 in 2000 tot minder dan 24.000 in 2019. In dat laatste jaar werden in de provincie 600 personen meer geboren dan er stierven. Dat de bevolking desondanks toenam met circa 18.000 personen is te danken aan de instroom van nieuwe inwoners, vanuit andere provincies en vooral vanuit het buitenland. Het beeld van 2019 past in een voortgaande ontwikkeling.
Jaarlijks vestigen zich ongeveer 2000 personen meer vanuit andere provincies in Noord-Brabant, dan er personen Noord-Brabant verlaten om elders in Nederland te gaan wonen. Een van de mogelijke oorzaken van het positieve saldo is de grote krapte op de Randstedelijke woningmarkt, waardoor mensen uit andere provincies in Noord-Brabant komen wonen om van daaruit te forenzen. Het saldo is positief in alle leeftijdscategorieën met uitzondering van de categorie jongvolwassenen. Dat er meer jongeren uit Noord-Brabant vertrekken dan er zich vestigen komt doordat veel jonge Brabanders verhuizen naar de Randstad. Daarbij speelt waarschijnlijk arbeidsaanbod een rol, evenals het aanbod van onderwijsvoorzieningen.
Vanuit het buitenland komen eveneens jaarlijks meer personen naar Noord-Brabant dan er Brabanders emigreren. De buitenlandse migratiesaldi zijn aanzienlijk groter dan de binnenlandse. Bovendien lopen ze vanaf 2010 op, vanaf een niveau van 4000 per jaar naar 15.000. Deze groei kan voor een belangrijk deel verklaard worden door de toename van het aantal arbeidsmigranten uit nieuwe lidstaten van de Europese Unie. Maar ook de vluchtelingencrisis en de komst van kenniswerkers (expats) en buitenlandse studenten hebben bijgedragen aan de sterk opgelopen buitenlandse migratiesaldi. Hiermee is de bevolkingsgroei in Noord-Brabant uitgekomen op het hoogste niveau sinds jaren.

### Grootste woonplaatsen naar inwonertal
| Nº | Naam             | Inwoners |
| -- | ---------------- | -------- |
| 1  | Eindhoven        | 246.417  |
| 2  | Tilburg          | 229.836  |
| 3  | Breda            | 188.078  |
| 4  | 's-Hertogenbosch | 160.757  |
| 5  | Helmond          | 95.874   |
| 6  | Roosendaal       | 67.320   |
| 7  | Oss              | 59.740   |
| 8  | Bergen op Zoom   | 54.440   |
| 9  | Oosterhout       | 51.755   |
| 10 | Veldhoven        | 46.827   |
| 11 | Etten-Leur       | 45.237   |
| 12 | Uden             | 37.325   |
| 13 | Waalwijk         | 34.770   |
| 14 | Veghel           | 33.895   |
| 15 | Valkenswaard     | 31.714   |

Cijfers voor de vijf grootste steden (Eindhoven, Tilburg, Breda, 's-Hertogenbosch en Helmond) zijn die voor de desbetreffende gemeente per november 2024, idem voor  Veldhoven, Etten-Leur en Valkenswaard.  Voor de overige steden gelden de cijfers als woonplaats per 1 januari 2023. Gemeenten bepalen zelf of de gemeente uit één of meerdere woonplaatsen bestaat. De gemeente Tilburg bevat bijvoorbeeld ook dorpen als Udenhout en Biezenmortel als eigen woonplaatsen. Eindhoven daarentegen telt Acht en Meerhoven als onderdeel van de woonplaats 'Eindhoven', in de gemeente Veldhoven geldt dat voor Oerle. Het bijzondere bij de woonplaats 'Veghel' is dat deze vier afzonderlijke dorpen (Eerde, Mariaheide, Zijtaart en de kern Veghel met zelf 28.900 inwoners) omvat binnen de grotere gemeente Meierijstad (84.304 inwoners).

## Immaterieel erfgoed
Diverse aan de provincie gebonden cultuuruitingen geven aan Noord-Brabanders een gevoel van identiteit en continuïteit, en behoren daarmee tot het immaterieel cultureel erfgoed. Dat erfgoed omvat onder andere de eigen taal, de tradities en religie.

### Taal
Het Brabantse dialect is, samen met het Hollands, vanaf de 16de eeuw sterk bepalend geweest voor het ontstaan van het Standaardnederlands. Na de Tachtigjarige Oorlog verloor het Brabants aan gewicht. In de 21e eeuw wordt het Brabants in zijn vele regionale varianten gesproken in grote delen van Nederland en Vlaanderen. Het Brabants dat in Noord-Brabant gangbaar is, kent twee varianten: het West-Brabants en het Oost-Brabants. De Brabantse tongval is voor de meeste Nederlandstaligen redelijk te volgen; voor het Brabants dialect echter is dit meestal niet het geval. In tegenstelling tot het Fries, het Limburgs en het Nedersaksisch is het Brabants geen erkende minderheidstaal.
Uit een onderzoek uit 2005 bleek dat van de Noord-Brabanders van twaalf jaar en ouder ruim 90 procent het Brabants begreep. Ruim 70 procent kon het ook spreken, in de plaatselijke vorm of als een taalvorm tussen het dialect en Standaardnederlands in. De meesten van hen spraken hun Standaardnederlands met een Brabants accent en waren daar doorgaans trots op. Jongere leeftijdscategorieën waren minder in staat om dialect te spreken, in totaal zo'n 60 procent. Ook bleek dat de dialectsprekers met hun kinderen vaak minder dialect spraken dan met hun partners.
Niet in de gehele provincie wordt Brabants gesproken. In de Westhoek spreekt men Westhoeks, een in essentie Hollands dialect met Brabantse trekken. In het Land van Cuijk wordt een variant van het Kleverlands gesproken ("Land-van-Cuijks"), net als in aangrenzende delen van Gelderland en Limburg. In de gemeente Cranendonck spreekt men Budels, een dialect dat verwant is aan het West-Limburgs. Daarnaast zijn er verschillende gebieden buiten de provincie die, doordat ze op een grote Brabantse stad zijn gericht, dialecten kennen met zekere overeenkomsten met het Brabants, onder andere de Bommelerwaard.

### Tradities
Noord-Brabant kent veel tradities, die vaak in verenigingsverband beoefend worden. Oorspronkelijk zijn de meeste van die verenigingen geïnitieerd door de Rooms-Katholieke Kerk, die ze organiseerde overeenkomstig de hiërarchische kerkstructuur: per parochie, dekenaat, bisdom en kerkprovincie. In enkele gevallen ontstonden verenigingen vanuit particulier initiatief, zoals bij Philips in Eindhoven waar veel werknemers van buiten Brabant werden aantrokken. Vrijwel elke plaats heeft een of meerdere harmonieorkesten, majorettekorpsen en toneelverenigingen. Typerend voor Noord-Brabant zijn vooral carnavalsverenigingen, schuttersgilden en heemkundekringen.

#### Carnaval

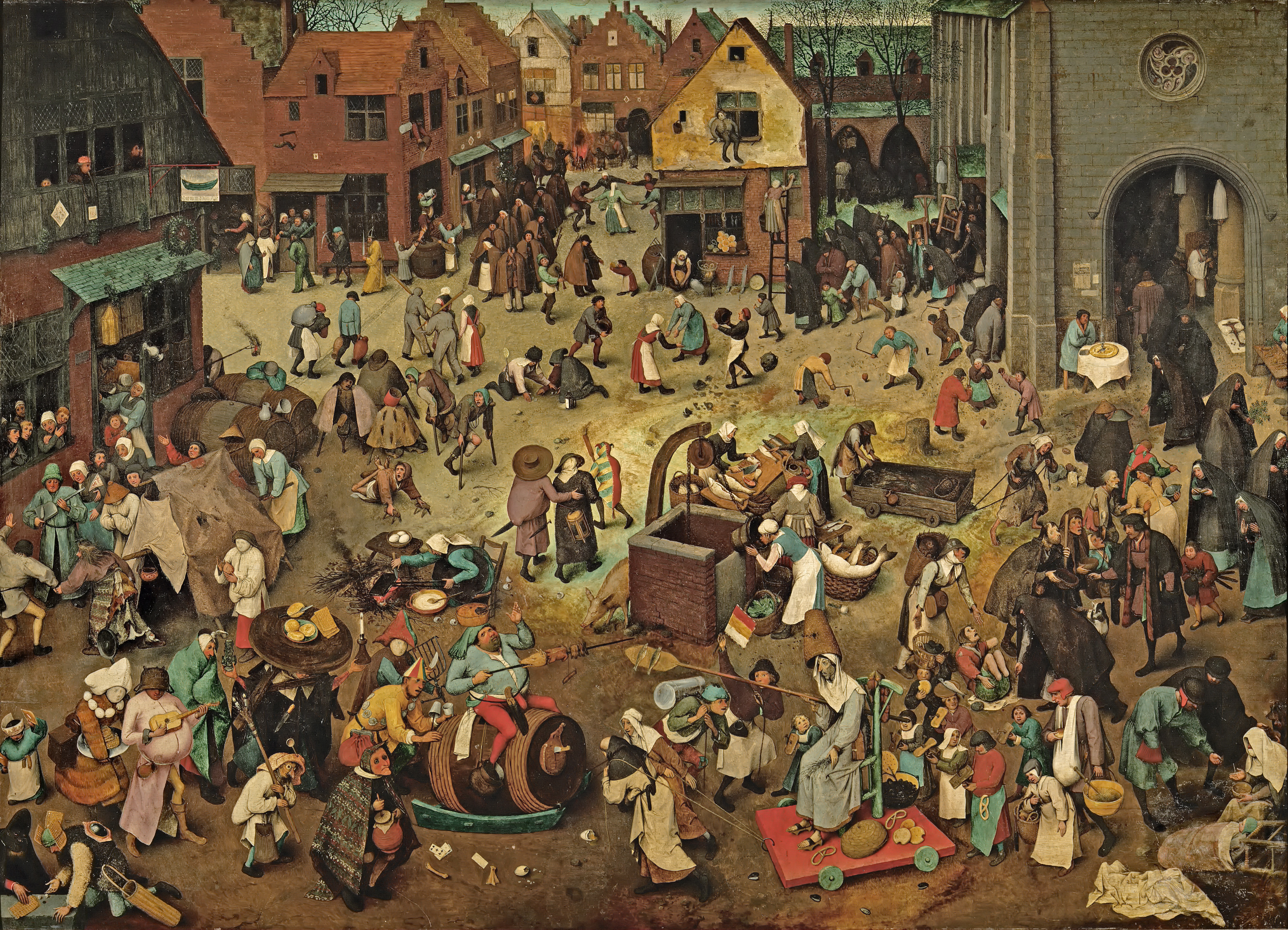
De strijd tussen Vasten en Vastenavond (1559) door Brabantse schilder 'Pieter Bruegel de Oude

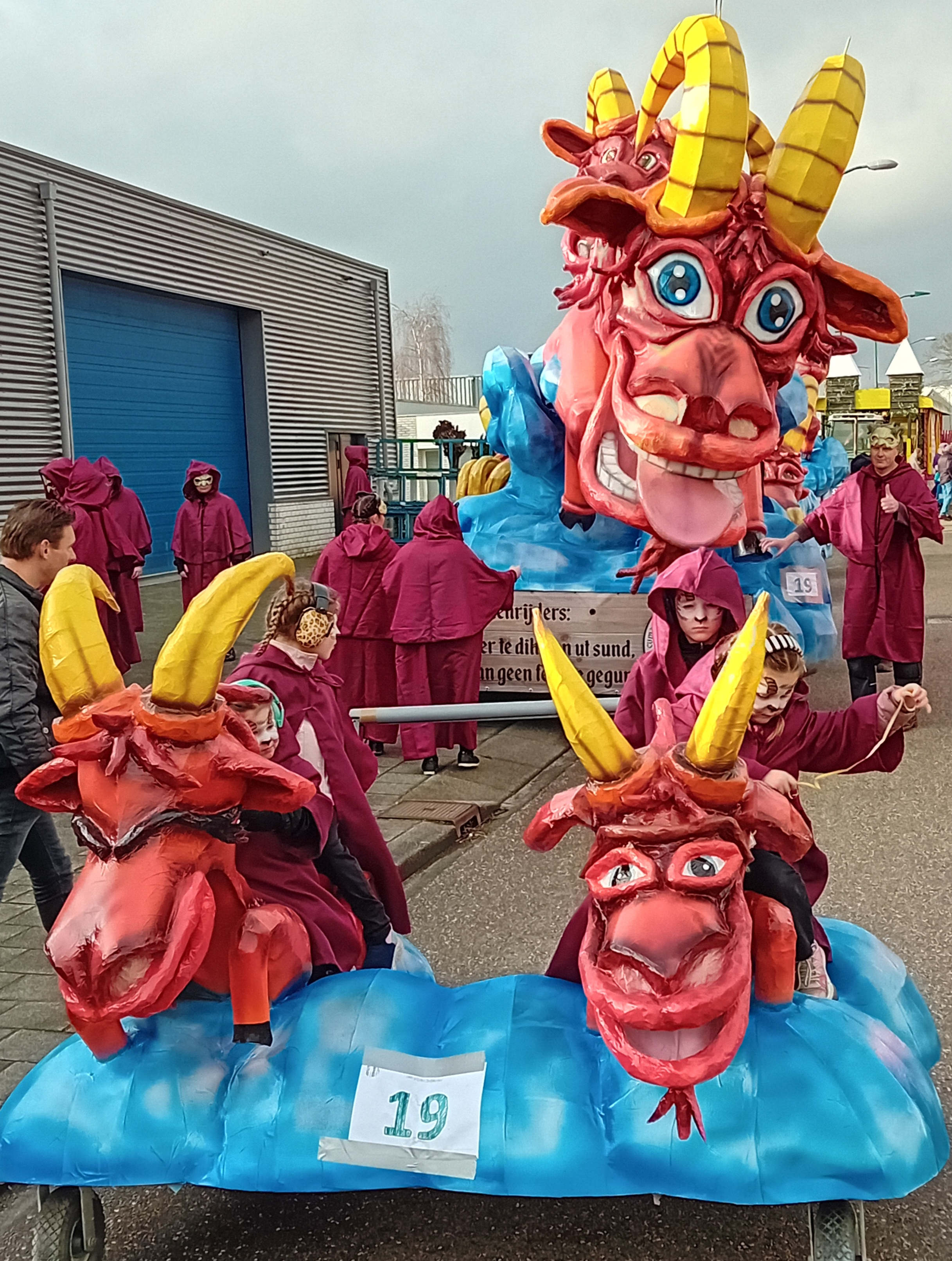
Tijdens de carnavalsoptochten rijden er diverse praalwagens en loopgroepen in een stoet

Carnaval werd in Brabant reeds in de middeleeuwen gevierd. Het werd gehouden op de dag voor het begin van de vastentijd en werd aangeduid met de toepasselijke naam Vastenavond. Veel middeleeuwse documenten getuigen van betalingen voor festiviteiten en voor extra eten en drank rond die dag. Jeroen Bosch en Pieter Breughel gebruikten Vastenavond als thema voor hun schilderijen. In de 17e en 18e eeuw was de katholieke eredienst in Noord-Brabant verboden en verdween het volksfeest uit de openbaarheid.
Het bleef bijna twee eeuwen achter gesloten deuren bestaan en bloeide weer op toen in Nederland in de 19e eeuw godsdienstvrijheid werd ingevoerd. Vooral in steden als Breda, 's-Hertogenbosch en Bergen op Zoom werd carnaval gedurende meerdere dagen publiekelijk gevierd, terwijl het op het platteland vaak beperkt bleef tot een feest in de huiselijke kring op de dag voor Aswoensdag. Na de Tweede Wereldoorlog ontstonden in vrijwel alle steden en dorpen carnavalsverenigingen en -stichtingen, in totaal ruim 250. Het feest werd steeds grootser gevierd en besloeg een steeds langere periode.
In Noord-Brabant wordt voornamelijk Bourgondisch carnaval gevierd. De plaatsen dragen een carnavalsnaam, waarvan Oeteldonk voor 's-Hertogenbosch een van de bekendste is. Veel carnavalsverenigingen kiezen elk jaar een motto, dat onder andere gebruikt wordt voor de wagens en loopgroepen in de optocht. De carnavalsperiode begint op 11 november, de elfde van de elfde. Vriendengroepen beginnen met de bouw van de wagens voor de carnavalsoptocht, de namen van de nieuwe Prins of Prinses en het prinselijk gevolg worden bekendgemaakt en carnavalsverenigingen organiseren wedstrijden in tonpraten. Het carnavalsfeest begint op de vrijdag voor Aswoensdag en duurt traditioneel tot middernacht op dinsdag. Veel carnavalsverenigingen organiseren een boerenbruiloft. De carnavalsvierders feesten in cafés en zalen en veel van hen trekken van de ene locatie naar de andere, het zogenaamde dweilen, vaak begeleid door carnavalsorkestjes.  Een carnavalsmis op zondag, en de askruisjes en het haringhappen op woensdag zijn eveneens onderdeel van de festiviteiten, hoewel de connecties van het gekerstende feest met de katholieke rituelen langzaam aan het verdwijnen is.

#### Schuttersgilden

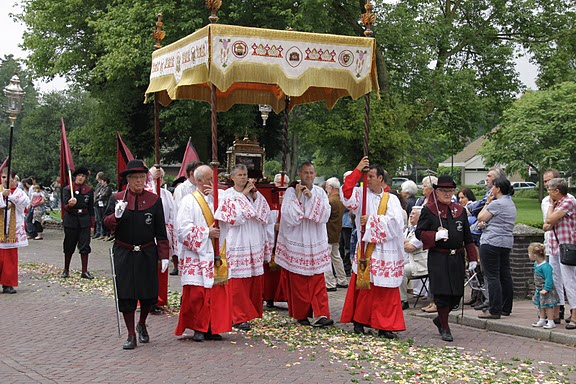
Het schuttersgilde St-Anthonius uit Sambeek begeleidt de Heilig Hartgroep tijdens de Boxmeerse Vaart.

Ook de schuttersgilden hebben een traditie die terugvoert tot de middeleeuwen. Veel gilden die in de loop van de eeuwen waren opgehouden te bestaan zijn na de Tweede Wereldoorlog heropgericht. Noord-Brabant telt sindsdien ruim tweehonderd schuttersgilden die zeer uiteenlopend zijn samengesteld en waarvan de tradities en gebruiken per gilde enigszins kunnen verschillen. Bij diverse schuttersgilden zijn ook vrouwelijke leden actief. Ieder schuttersgilde is vernoemd naar een heilige, van wie de naamdag feestelijk gevierd wordt.
Een belangrijke activiteit die minstens één keer per jaar in vrijwel ieder schuttersgilde voorkomt, is het Koningsschieten, ook wel vogelschieten genoemd. Er wordt een schutsboom opgericht met daarop een houten vogel waar de schutters om beurten op richten. De schutter die het laatste stukje van de vogel eraf schiet, wordt 'Koning' genoemd. Hij draagt bij officiële gebeurtenissen een zilveren vogel of zilveren schild. Naast het organiseren van eigen bijeenkomsten nemen schuttersgilden vaak deel aan processies en geven ze in gildekostuums acte de présence bij feestelijke gebeurtenissen als een gouden bruiloft en het ontvangen van een Koninklijke onderscheiding, waarbij als eerbetoon een demonstratie vendelzwaaien wordt gegeven.

#### Heemkunde
Na de Tweede Wereldoorlog ontstond in Noord-Brabant een groeiende belangstelling voor het eigen erfgoed. In vrijwel elke plaats werd een Heemkundekring opgericht waarin vrijwilligers onderzoek doen op het gebied van geschiedenis, archeologie, geografie, demografie, genealogie, dialectologie, toponymie, aardrijkskunde, biologie en ecologie van hun woonplaats of omgeving. In 2020 telde Noord-Brabant 123 heemkundekringen met ruim 33.000 aangesloten leden. Hierbij speelden onder anderen Willem Binck en Hein Mandos een prominente rol bij het opzetten van heemkundekringen over de gehele provincie.

#### Unesco-lijst van immaterieel cultureel erfgoed

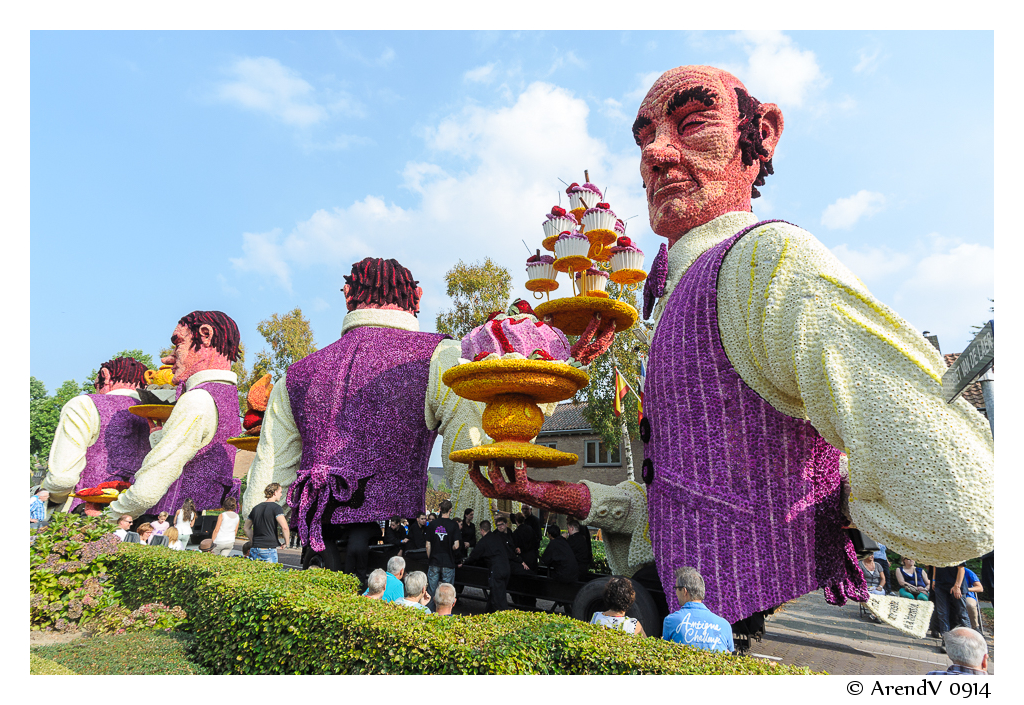
Bloemencorso Zundert 2014

Diverse Noord-Brabantse tradities zijn opgenomen in de lijst van immaterieel cultureel erfgoed van de Unesco:
- Acht van Chaam
- Bloemencorso Valkenswaard
- Bloemencorso Zundert
- Boxmeerse Vaart
- Brabantse Dag in Heeze
- Brabants worstenbroodje
- Driekoningenzingen Midden-Brabant
- Heilig Bloedprocessie Boxtel
- Jas de Keistamper, stadsreus van Boxtel
- Metworstrennen in Boxmeer
- Noord-Brabantse Schuttersgilden
- Prijsdansen in Nieuw-Vossemeer
- Sint Janstrossenwijding in Leenderstrijp
- Stoelenmatten in Zundert
- Weervisserij in Bergen op Zoom

### Religie

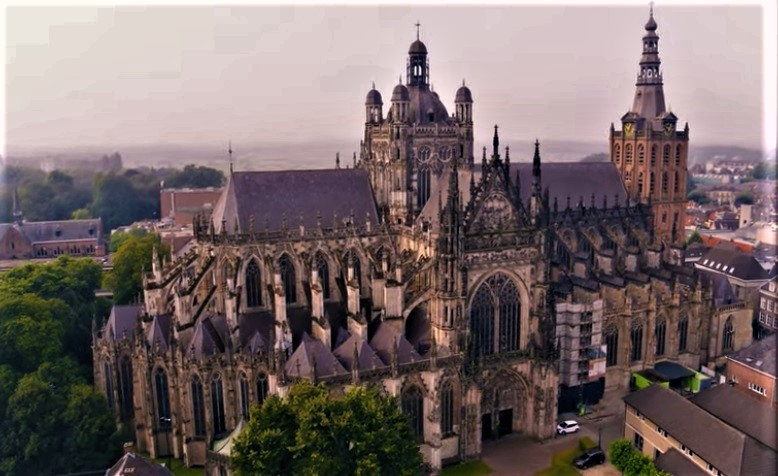
Sint-Janskathedraal in 's-Hertogenbosch

Anders dan in het protestantse noorden is na de Reformatie het katholicisme in Noord-Brabant de dominante godsdienst gebleven. Alleen de streken die vroeger tot Holland hadden behoord, zoals het Land van Heusden en Altena en de dorpen Sprang-Capelle en 's Gravenmoer, waren overwegend protestant. Aan het eind van de 19e en in de eerste helft van de 20e eeuw hadden katholieke geestelijken via kloostercongregaties en andere organisaties veel invloed op de bevolking, waardoor het sociale en persoonlijke leven voor vrijwel alle inwoners doordesemd was van het katholieke geloof.
Brabantse katholieken stemden op een katholieke politieke partij, lazen de Katholieke Illustratie, luisterden naar de Katholieke Radio Omroep, stuurden hun kinderen naar katholieke scholen, verboden hen om met niet-katholieke kinderen te spelen, boycotten winkeliers die hun zondagsplicht niet vervulden en waren lid van katholieke verenigingen waar een geestelijk adviseur de godsdienstige en zedelijke begeleiding van de leden behartigde. Er was een katholieke voetbalcompetitie waaraan alleen katholieke voetbalverenigingen meededen, en het bezoeken van wedstrijden van niet-katholieke voetbalclubs als PSV en Willem II werd door de clerus sterk afgeraden.
Het beeld van het katholieke Noord-Brabant is vanaf de jaren 1960 dramatisch veranderd. Tussen 2000 en 2014 verloor de Rooms-Katholieke Kerk in Nederland een kwart van zijn leden en dit verval trad ook in Noord-Brabant op. Anno 2015 was het aantal katholieken gedaald tot 48 procent van de bevolking, terwijl het aantal inwoners dat aangaf niet tot een gezindte te behoren gestegen was naar 38,8 procent. Het aandeel van protestanten in de bevolking was 5,6 procent, dat van moslims 4,4 procent en 3,3 procent behoorde tot overige gezindten.

## Kunsten

### Architectuur
In het hertogdom Brabant zijn enkele architectuurstijlen ontwikkeld, die in het huidige Noord-Brabant nog zichtbaar zijn in het straatbeeld. Architectuur van Brabantse bodem is ook buiten de provincie te vinden.
In zowel België als in Nederland, vindt men de Brabants gotische stijl, die rond 1300 ontstaan is in de stad Mechelen. Veel kerken en stadhuizen in het voormalige hertogdom zijn in deze stijl gebouwd. Voorbeelden hiervan in Noord-Brabant zijn de Sint-Janskathedraal in 's-Hertogenbosch, de Grote of Onze-Lieve-Vrouwekerk in Breda en het stadspaleis Markiezenhof in Bergen op Zoom.
De Kempense gotiek is een andere Brabantse bouwstijl. De stijl ontstond in de 15e eeuw in de Kempen en wordt gekenmerkt door een sterke vereenvoudiging van de klassieke gotiek. Van de stijl, die buiten de Kempen weinig toepassing vond, zijn een aantal torens en slechts enkele kerken bewaard gebleven. Voorbeelden ervan in Noord-Brabant zijn de toren van de voormalige Sint-Michaëlkerk in Beek en Donk en de Sint Petrusbasiliek in Oirschot.
Een derde architectuurstroming die ontstond in Brabant is de Bossche School. De naam van de stroming is ontleend aan de driejarige Cursus Kerkelijke Architectuur die van 1946 tot 1973 werd gegeven in het Kruithuis te 's-Hertogenbosch. Aanleiding voor de cursus waren de vele kerken die tijdens de Tweede Wereldoorlog zwaar waren beschadigd of geheel verwoest. De stroming heeft ook buiten de bouw van kerken navolging gevonden. Voorbeelden in Noord-Brabant zijn de Kerk van Onze Lieve Vrouw Koningin van de Vrede in Tilburg en het Sint-Janslyceum in 's-Hertogenbosch.

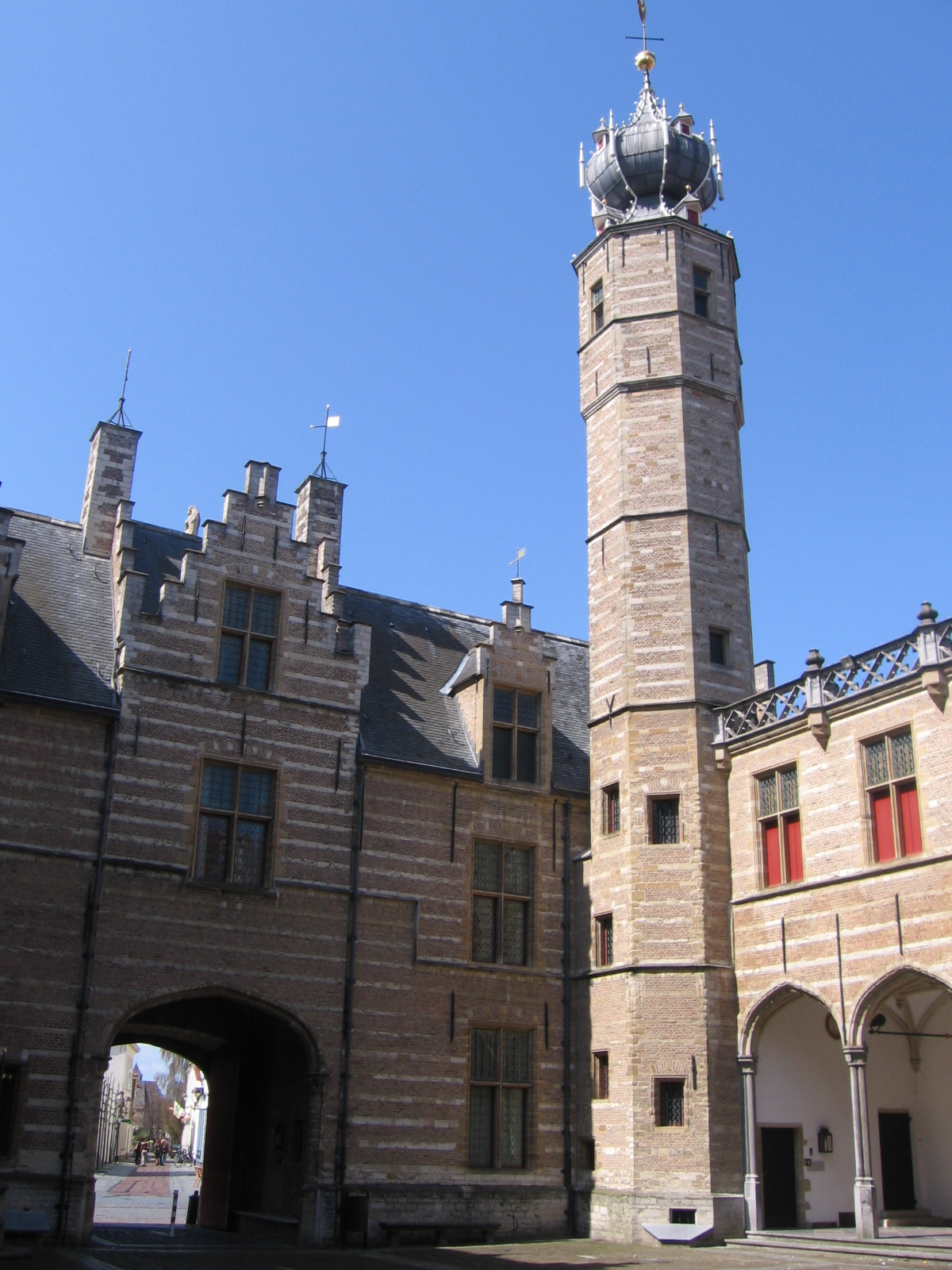
Brabants gotisch Stadspaleis, Markiezenhof in Bergen op Zoom
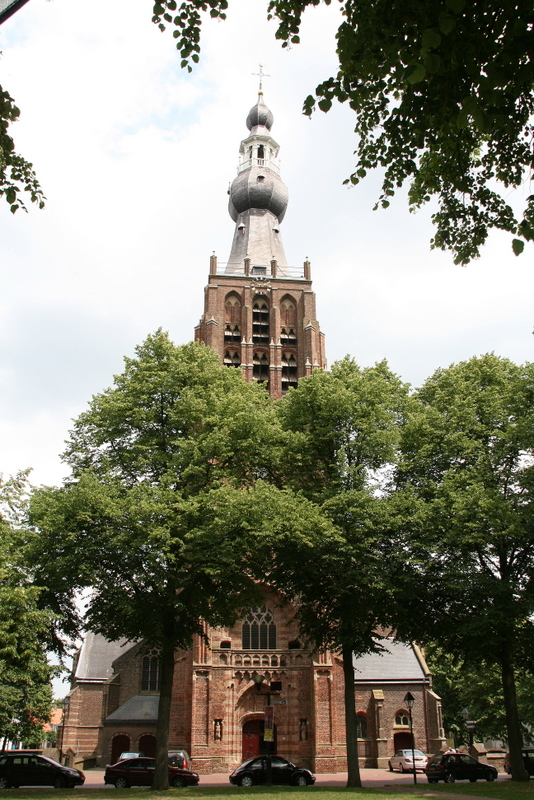
Kempens gotische kerk St. Petrus in Hilvarenbeek
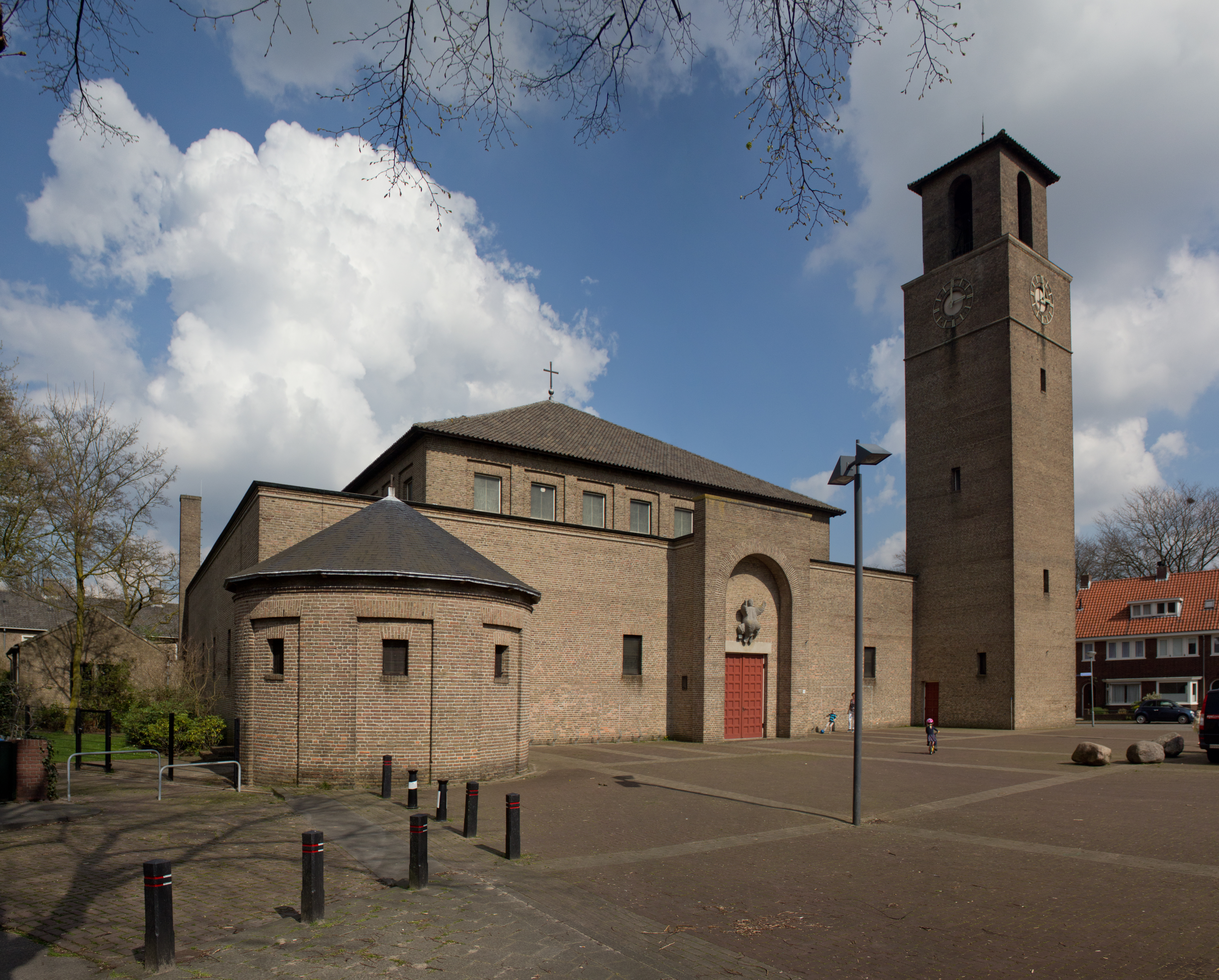
Sint Salvatorkerk in 's-Hertogenbosch in de Bossche School
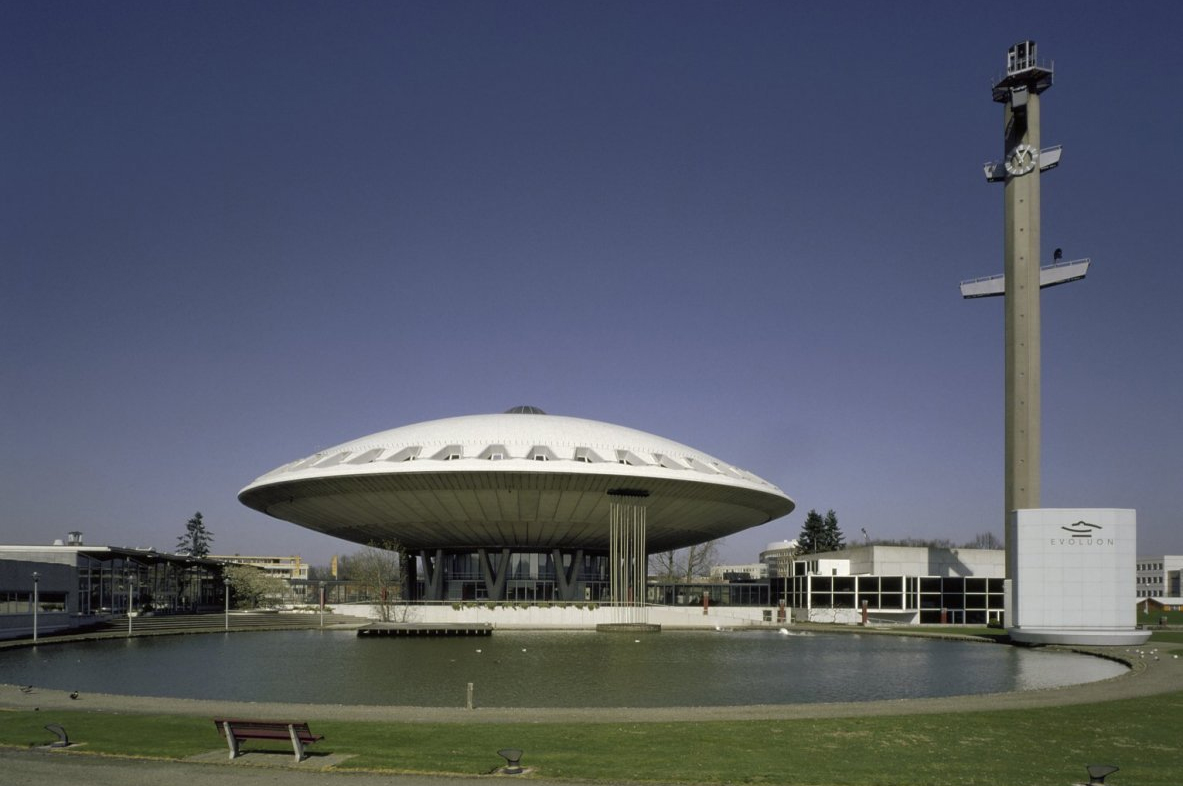
Het Evoluon in Eindhoven in internationale stijl
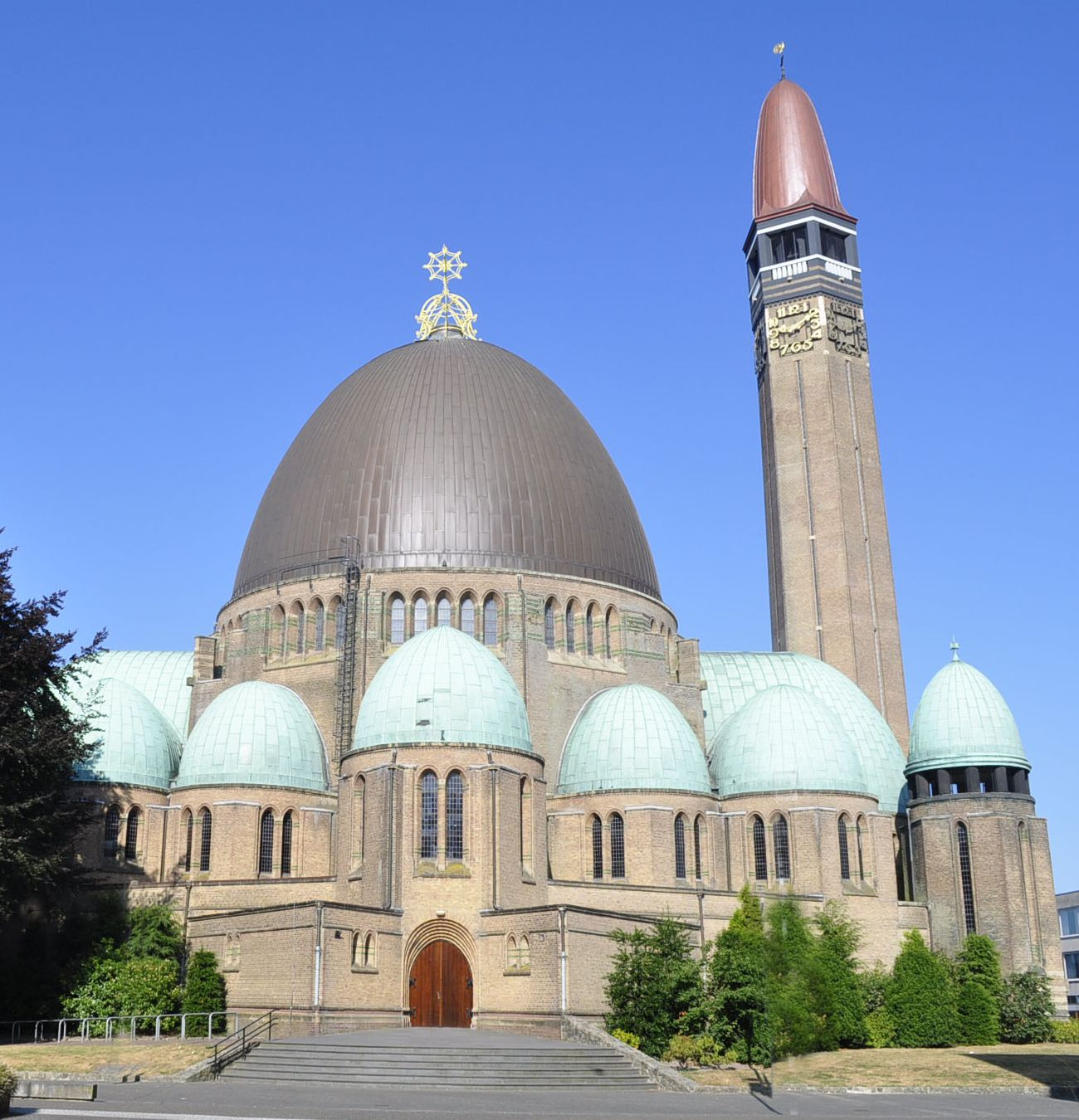
Sint-Janskerk in neo-Byzantijnse stijl in Waalwijk
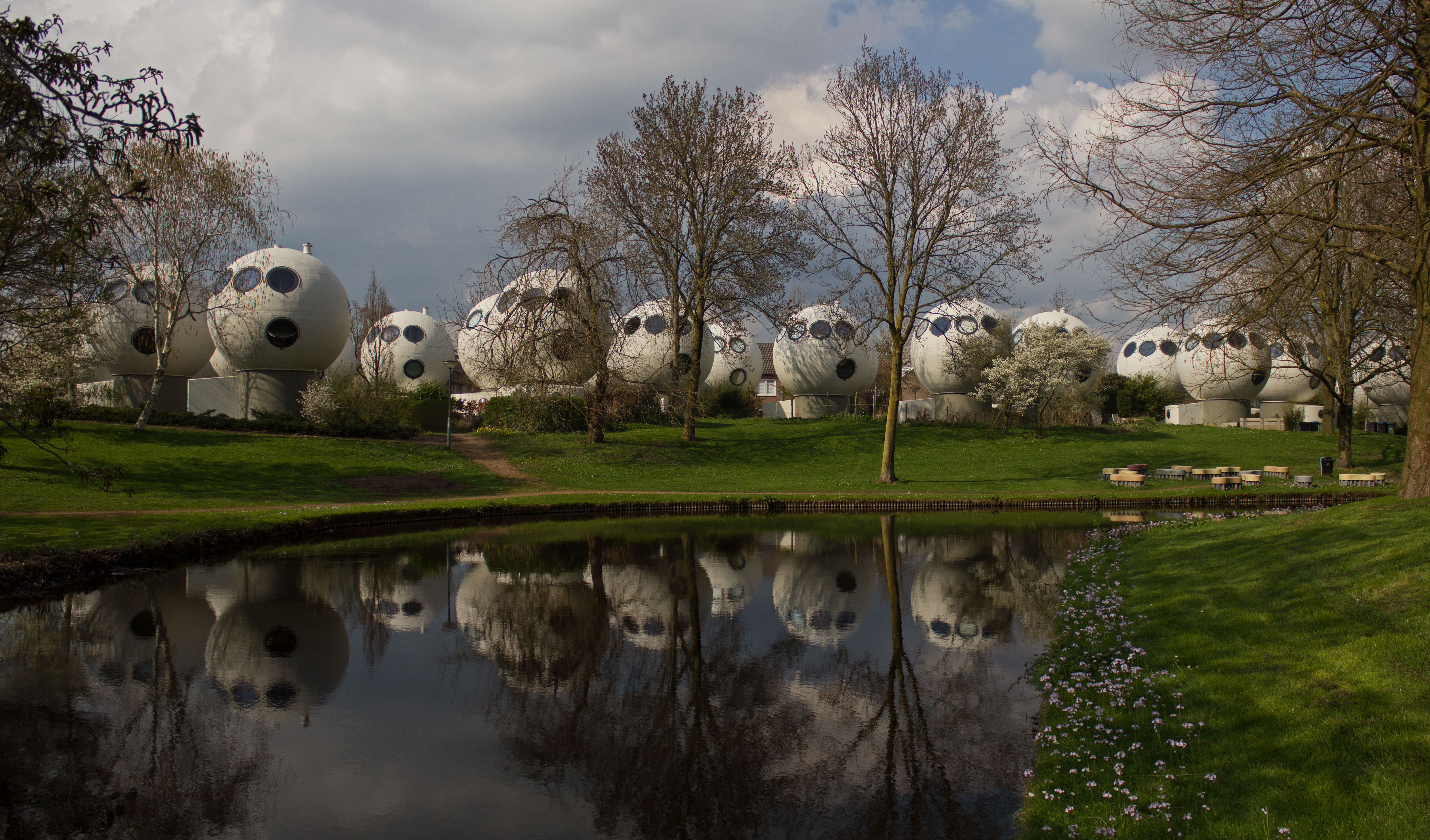
Structuralistische bolwoningen in 's-Hertogenbosch
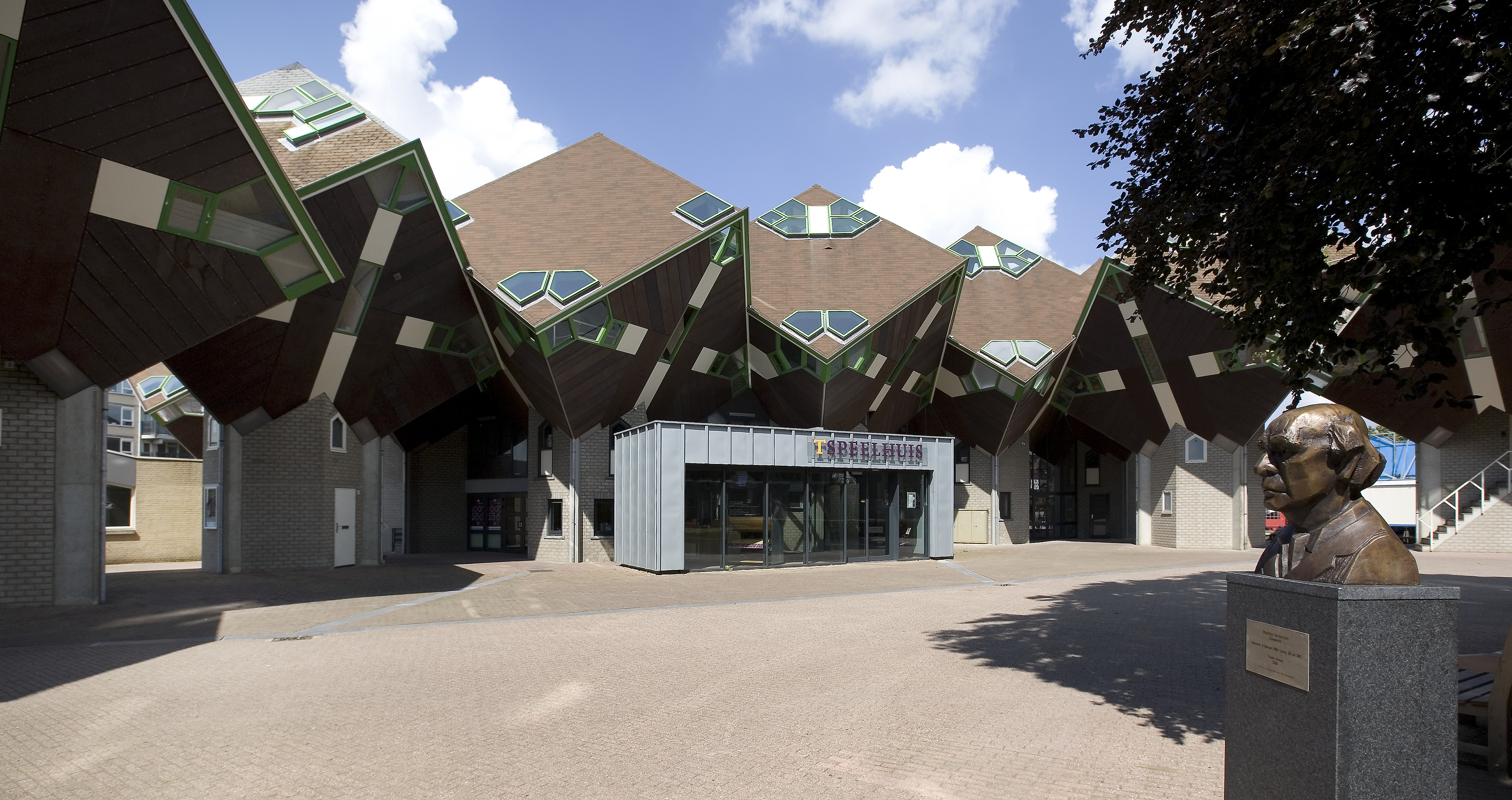
Structuralistische kubuswoningen in Helmond

#### Bekende architecten
Een aantal bekende architecten is geboortig uit een plaats die tot de provincie Noord-Brabant behoort: 
- Alaert du Hamel ('s-Hertogenbosch, ca. 1450), ontwierp onder andere de Sint-Janskathedraal in 's-Hertogenbosch;
- Hendrik Jacobus van Tulder (Tilburg, 1819), ontwierp onder meer de Heuvelse kerk in Tilburg;
- Lambert Hezenmans ('s-Hertogenbosch, 1841), bekend van onder andere de Sint-Antonius Abtkerk in Acht;
- Gerrit de Jongh (Willemstad, 1845), ontwierp het Philipsdorp in Eindhoven en restaureerde de Grote kerk in 's-Hertogenbosch;
- Constant Panis (Dongen, 1891), ontwierp onder meer het Fraterhuis Petrus Donders in Tilburg;
- Jan de Jong (Lith, 1917), ontwierp onder andere de Heilige Kruisvindingskerk in Odiliapeel en Priorij Emmaus in Maarssen;
- Leo de Bever (Eindhoven, 1930), ontwierp onder andere het Evoluon en het Catharina Ziekenhuis in Eindhoven;
- Gerard Wijnen ('s-Hertogenbosch, 1930), onder meer bekend van De Twee Snoecken in 's-Hertogenbosch;
- Ton van de Ven (Acht, 1944), architect van onder meer het Huis van de Vijf Zintuigen, het entreegebouw van de Efteling;
- Hans van Heeswijk (Breda, 1952), renoveerde het Mauritshuis in Den Haag en bouwde Museum MORE in Gorssel.

### Schilderkunst
De oudste schilders die geboortig waren uit de streek die later Noord-Brabant zou vormen, waren actief ten tijde van de Brabantse Gouden Eeuw (rond 1500). Toonaangevend waren onder meer Petrus Christus (Baarle, 1410), Jheronimus Bosch ('s-Hertogenbosch, 1450) en Pieter Brueghel de Oude (Breugel of Breda, tussen 1525 en 1530). Gedurende de 16e eeuw waren Jan Soens ('s-Hertogenbosch, ca. 1457), Lucas Gassel (Deurne, 1488) en Willem Key (Breda, 1516) de bekendste kunstschilders, al waren ze voornamelijk actief in het buitenland.
De periode vanaf het uitbreken van de Tachtigjarige Oorlog was minder vruchtbaar voor de schilderkunst in wat later generaliteitsland zou worden, hoewel de schilders Abraham van Diepenbeeck, ('s-Hertogenbosch, 1596), Theodoor van Thulden ('s-Hertogenbosch, 1606) en Thomas Willeboirts Bosschaert (Bergen op Zoom, 1613) succesvol waren. Met name hun allegorie- en historiestukken zijn bekend en hangen onder meer in het stadhuis van ’s-Hertogenbosch.
In de 18e eeuw groeiden in Tilburg verschillende kunstschilders op, die zich specialiseerden in stillevens, zoals Gerard van Spaendonck (Tilburg, 1746), Adriaan de Lelie (Tilburg, 1755), Cornelis van Spaendonck (Tilburg, ca. 1756), Josephus Augustus Knip (Tilburg 1777) en Henriëtta Geertrui Knip (Tilburg, 1783).
In de 19e eeuw verkregen Petrus van Schendel (Terheijden, 1806) en Thomas van Leent (Princenhage, 1807) status met hun kaarslichtscènes, terwijl tijdgenoot Jan Kruysen (Liempde, 1874) zich meer toelegde in religieuze onderwerpen. Ook Piet Slager sr. ('s-Hertogenbosch, 1841) en Piet Slager jr. ('s-Hertogenbosch, 1871) waren succesvol. 
Constant Cornelis Huijsmans (1810) was een talentvol tekenaar en schilder, maar werd later vooral bekend door een van zijn studenten.
Deze student groeide uit tot bekendste schilder uit die eeuw, Vincent van Gogh (Zundert, 1853). 
Zijn werk wordt gerekend tot het postimpressionisme. Verschillende Nederlandse musea zijn specifiek gericht op deze schilder, waaronder het Van Gogh Museum in Amsterdam, het Van Gogh Huis in Zundert en het Vincentre in Nuenen. Ook zijn er diverse gebouwen en kunst in de openbare ruimte in Noord-Brabant aangewezen als Van Gogh Monumenten. Voorts hebben diverse Noord-Brabantse overheden, bedrijven, organisaties en particulieren een masterplan ontwikkeld voor een Van Gogh Nationaal Park.
In de eerste helft van 20e eeuw wist Jan Sluijters ('s-Hertogenbosch, 1881) de aandacht te trekken met naaktschilderingen, experimenteel kleurgebruik en figuratieve kunst. In de jaren tachtig van die eeuw werd René Daniëls (Eindhoven, 1950) internationaal bekend met tekeningen en schilderijen die hij 'automatisch' liet ontstaan uit opwellende impulsen en beelden, om op die manier de grenzen van het eigen denken en overwegen te doorbreken.

Werken van Noord-Brabantse schilders
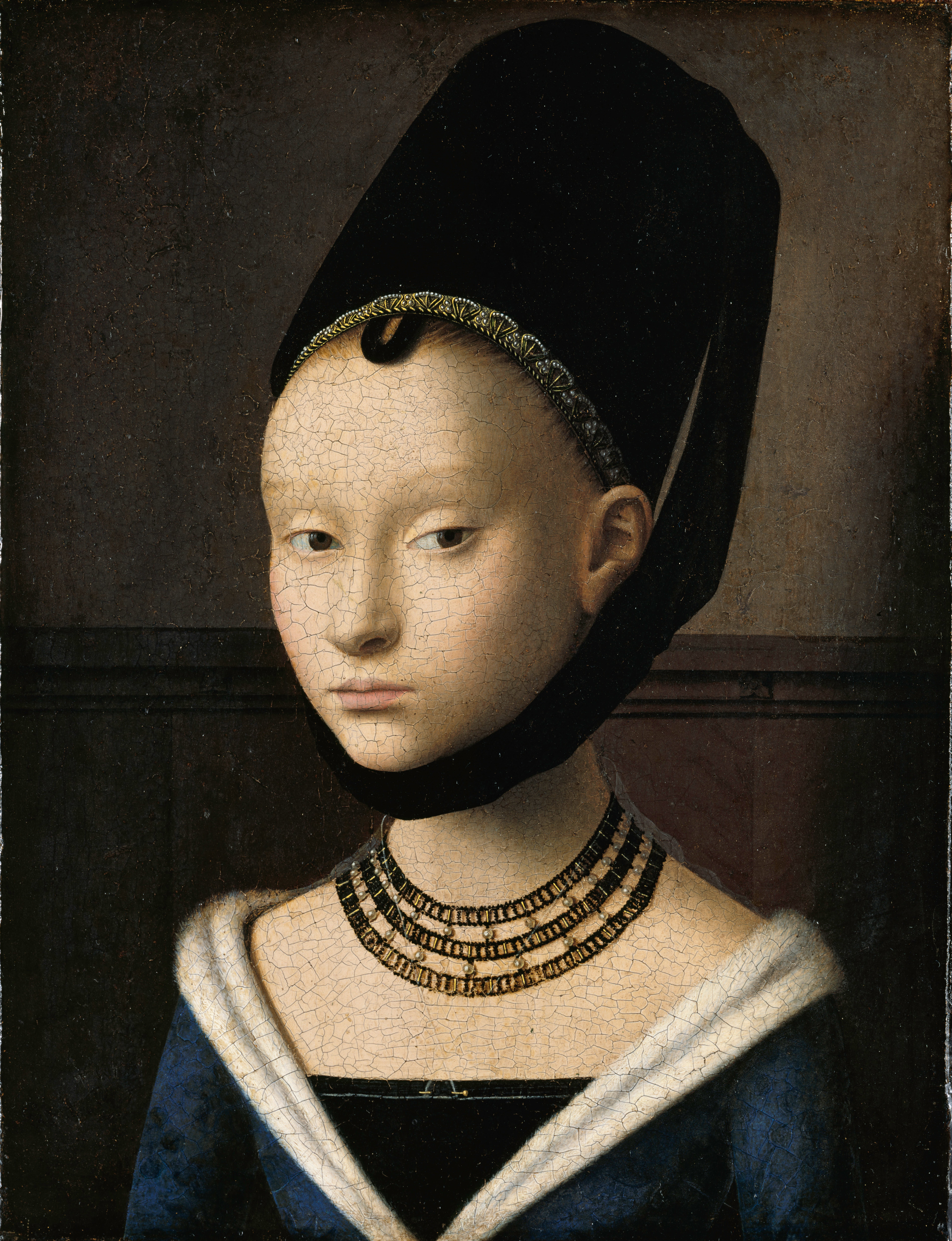
portet van een jonge vrouw, door Petrus Christus
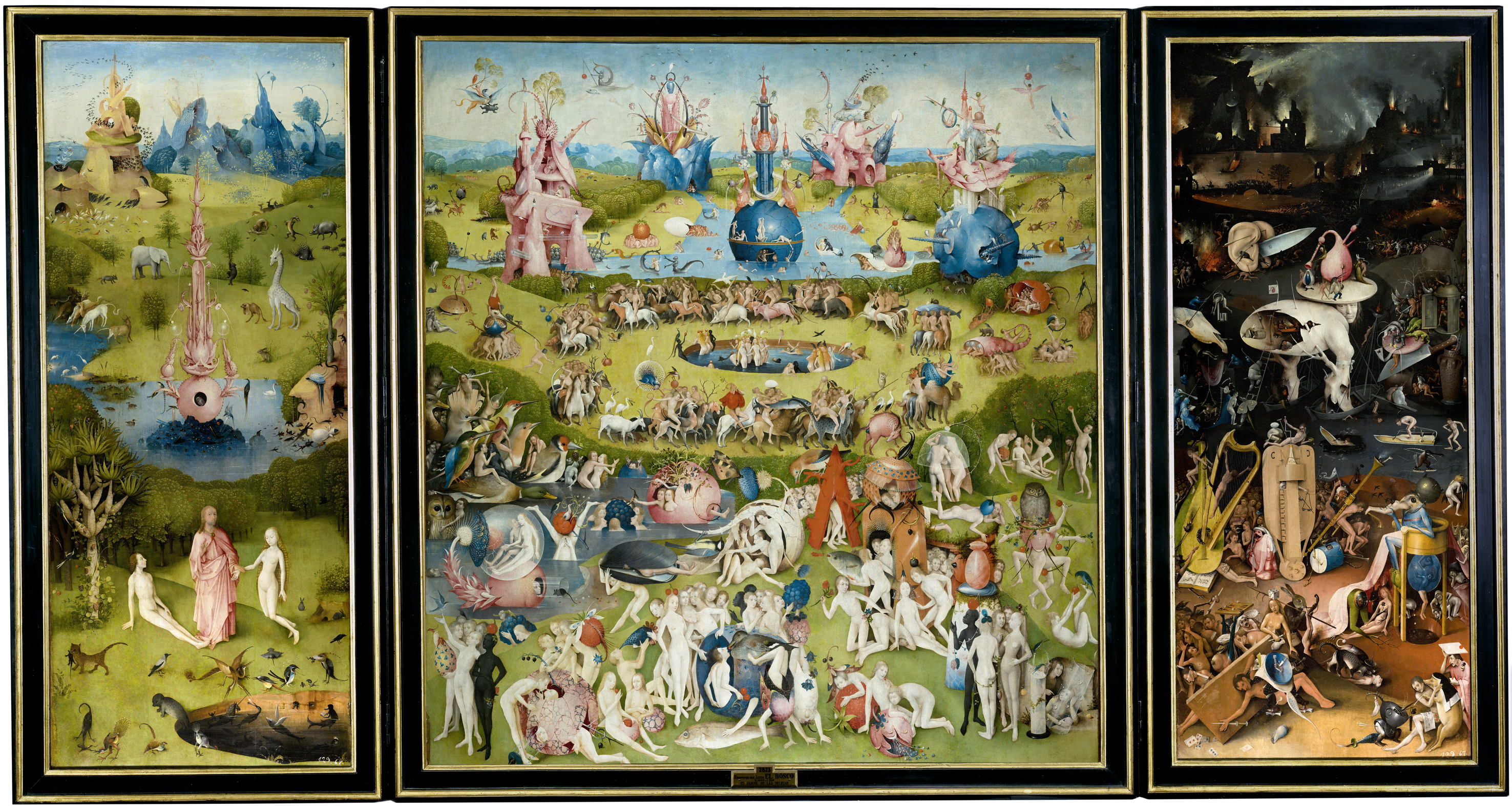
Tuin der Lusten, door Jheronimus Bosch
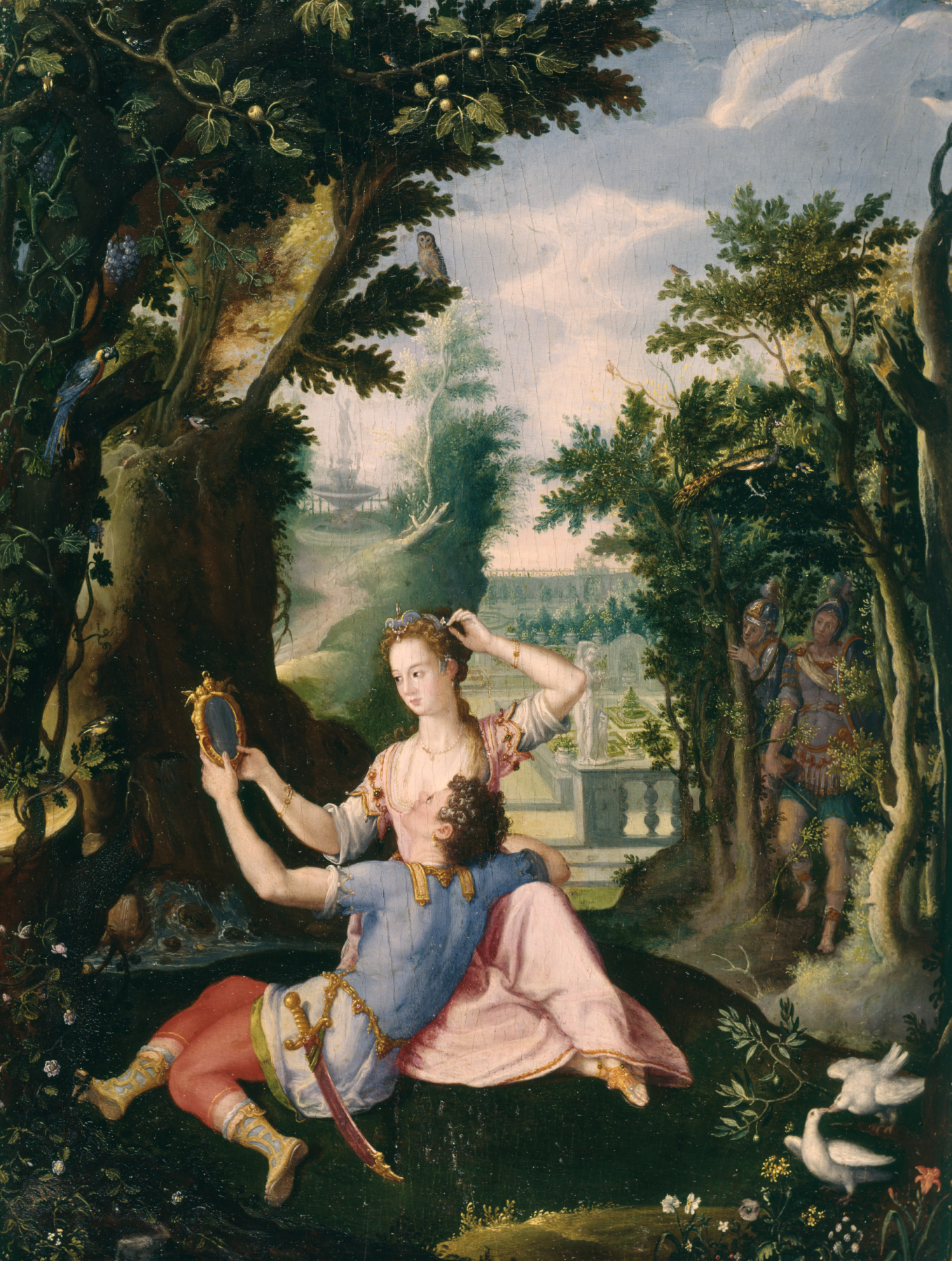
Rinaldo en Armida, door Jan Soens
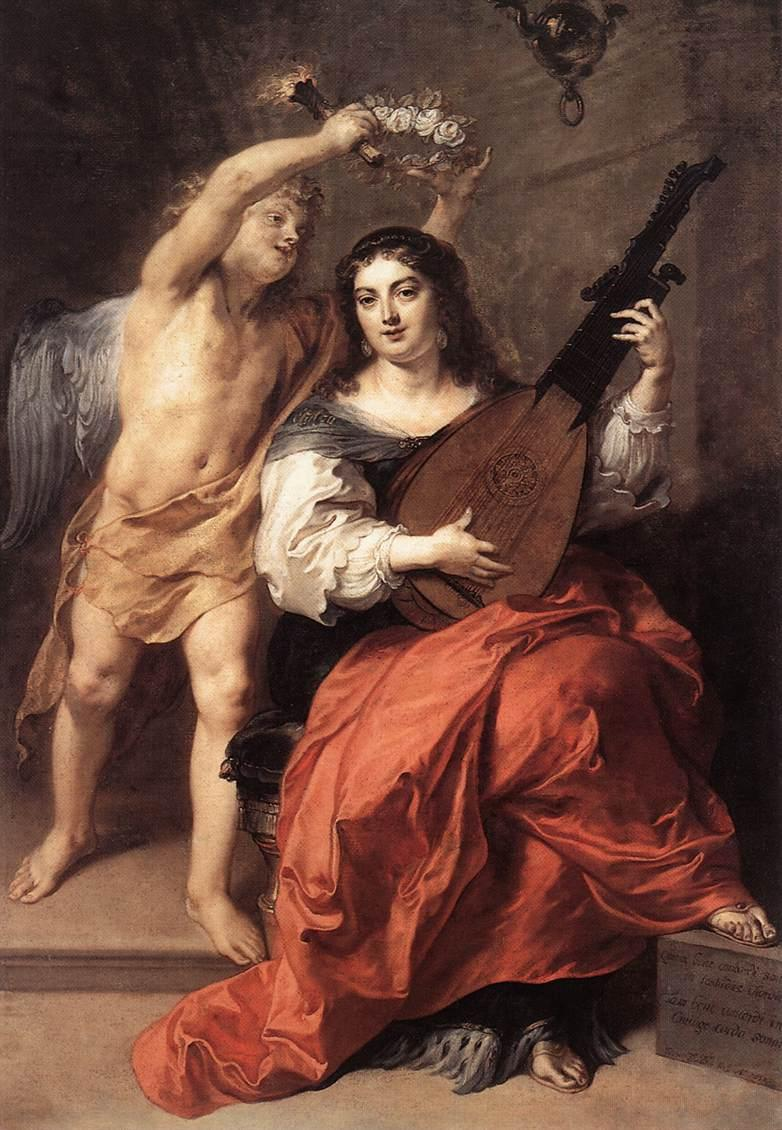
Harmonie en huwelijk, door Theodoor van Thulden
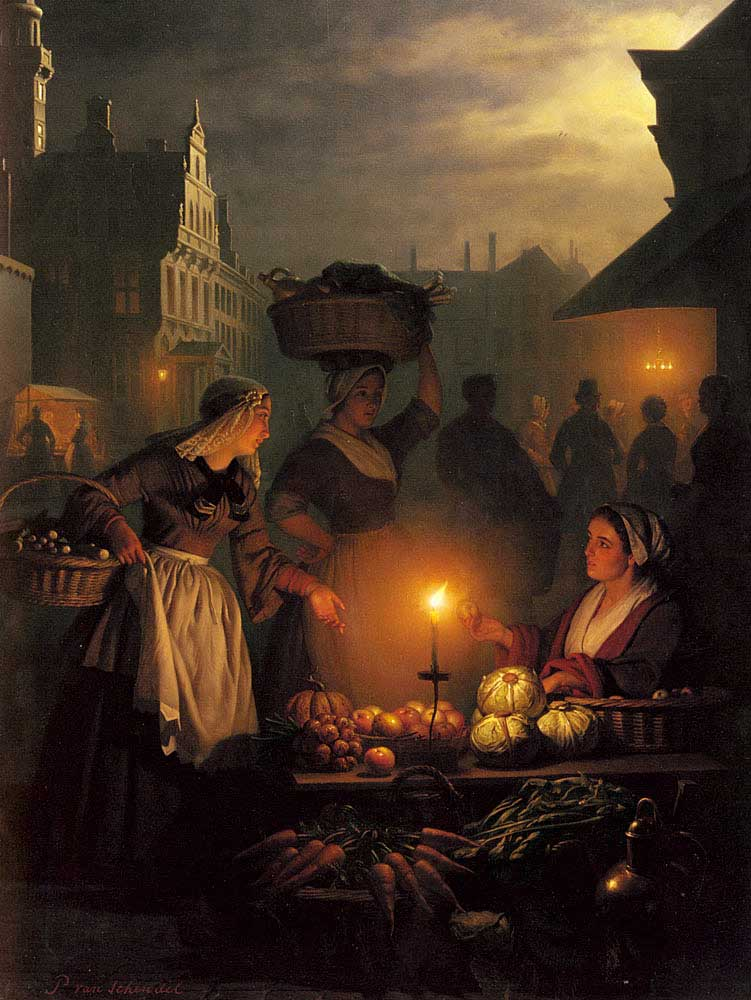
De Nachtmarkt, door Petrus van Schendel
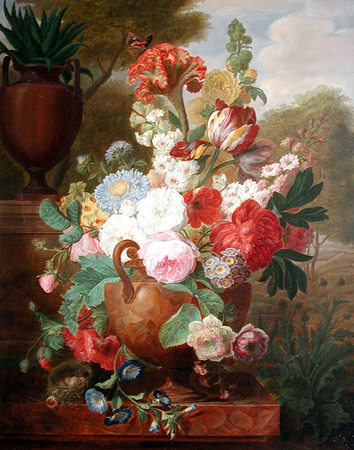
Stilleven van Cornelis van Spaendonck
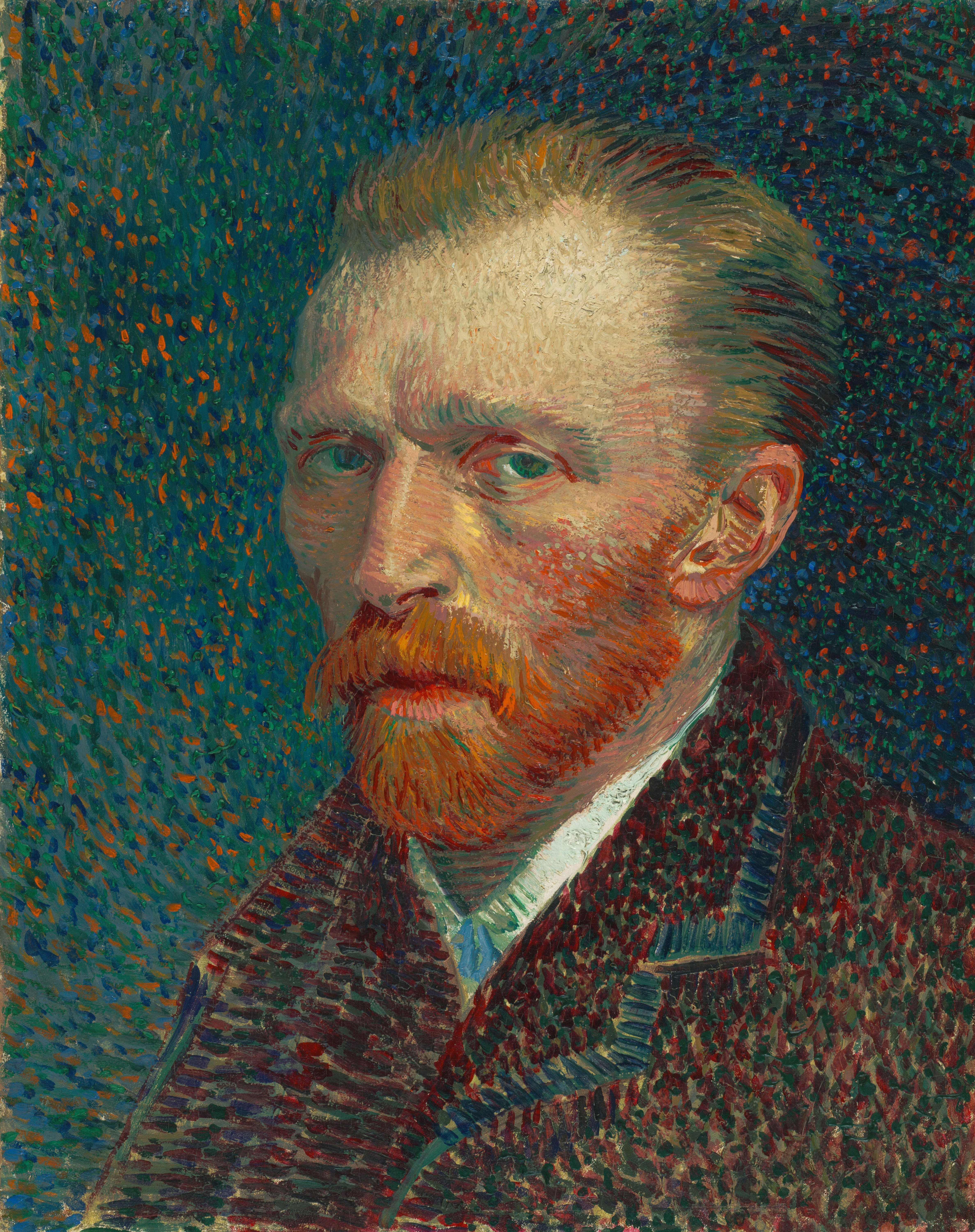
Zelfportret van Vincent van Gogh
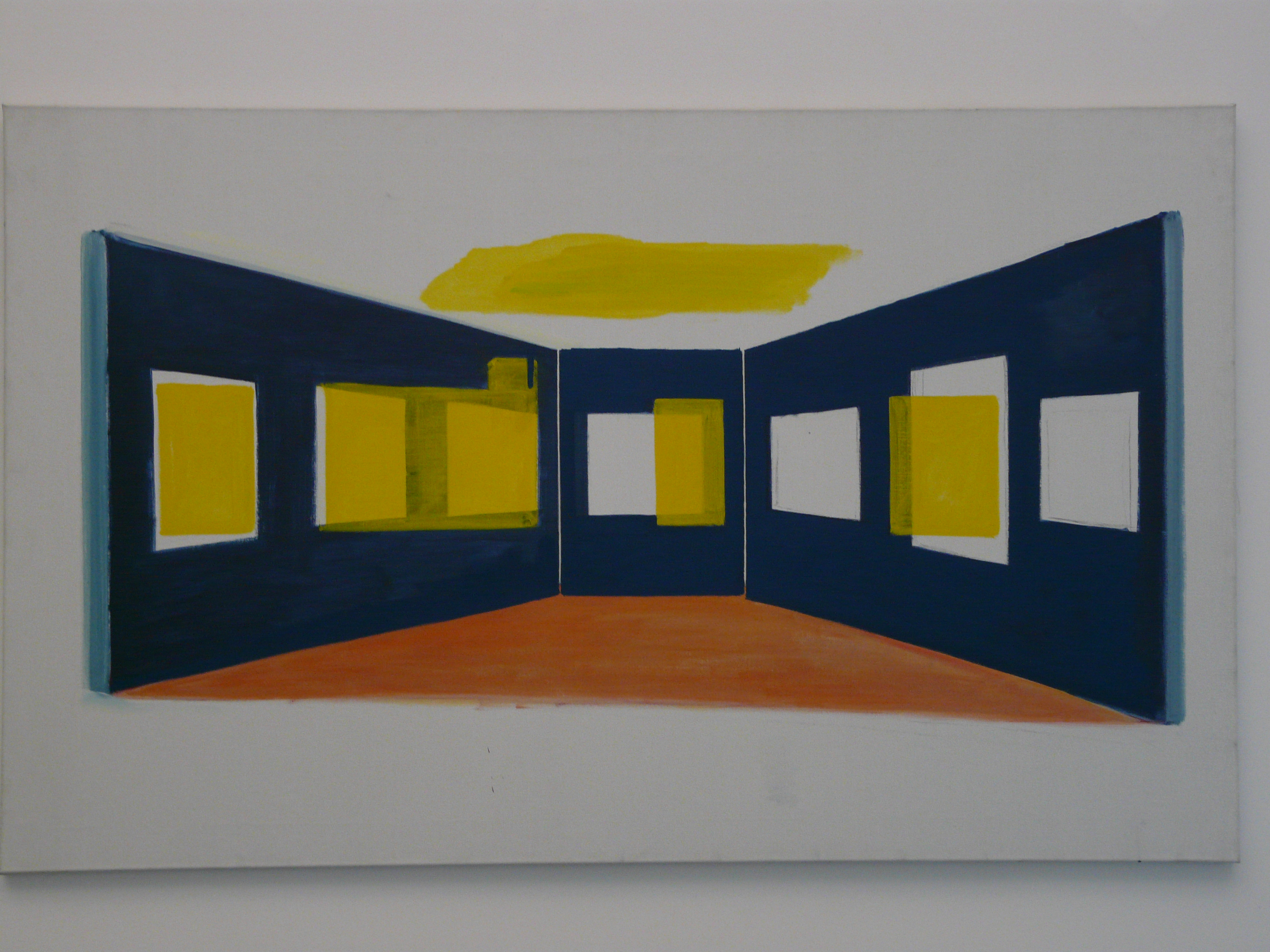
Painting on the bullfight, door René Daniëls

### Beeldende kunst
Internationaal bekende beeldend kunstenaars uit Noord-Brabant zijn Gerrit van Bakel en Joep van Lieshout. Van Bakel werd in 1943 geboren in het Limburgse Ysselsteyn, maar woonde en werkte in het nabij gelegen Deurne. Zijn bekendheid verwierf hij met kinetische, machineachtige objecten gemaakt van staal en werkend op natuurkrachten als zonlicht, temperatuur, regen en wind. Van Lieshout werd in 1963 geboren in Ravenstein. Na zijn middelbareschooltijd verliet hij Noord-Brabant. Hij studeerde aan de Willem de Kooning Academie in Rotterdam. In 1995 richtte hij in die stad het Atelier Van Lieshout op, waar objecten gecreëerd worden op de grens tussen beeldende en toegepaste kunst.
In vrijwel elke Noord-Brabantse plaats zijn beelden te vinden in de openbare ruimte. 
Het betreft zowel standbeelden van heiligen en historische figuren als moderne werken.

Beelden in de openbare ruimte
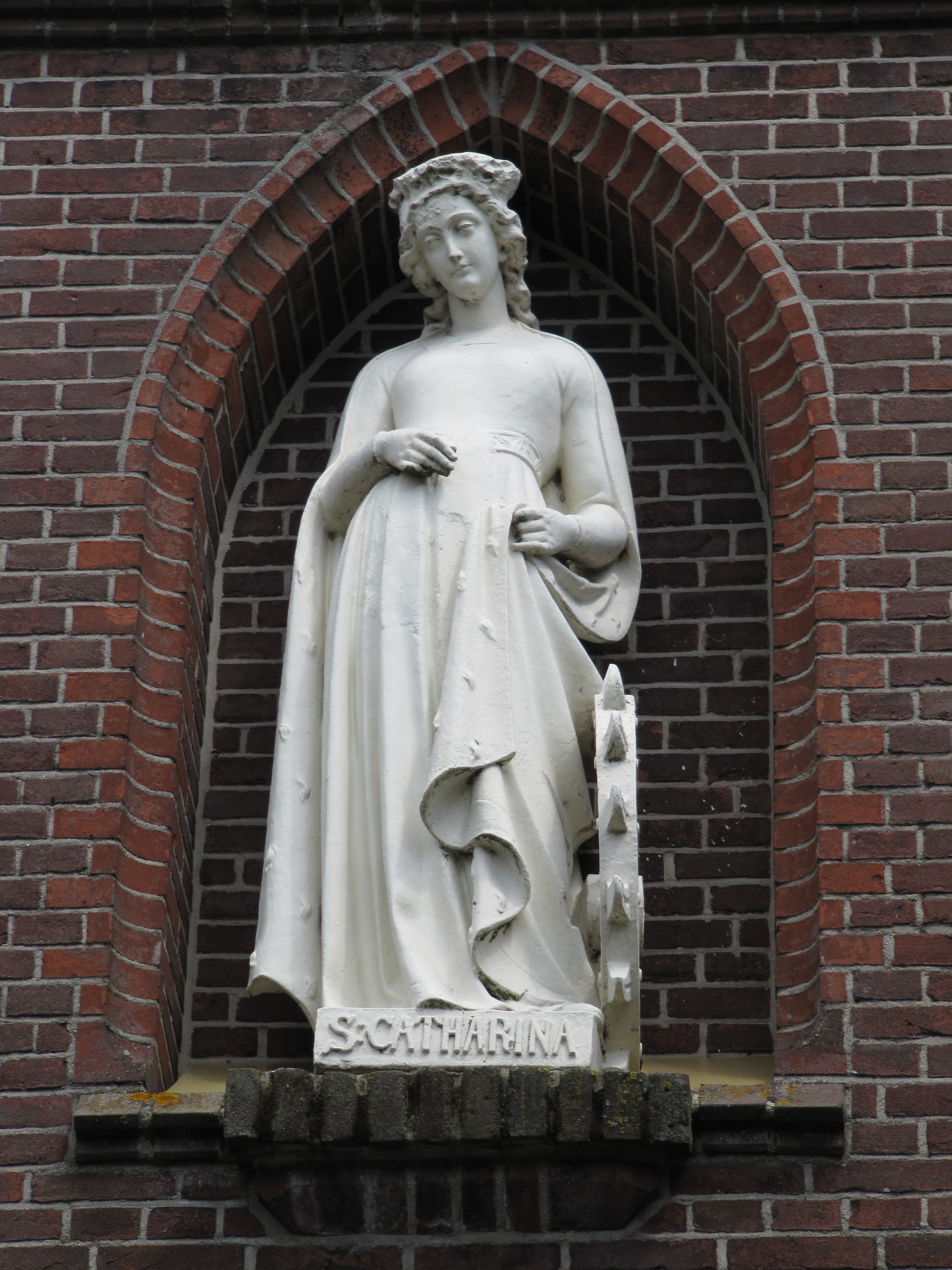
Heilige Catharina Ledeacker, 1896
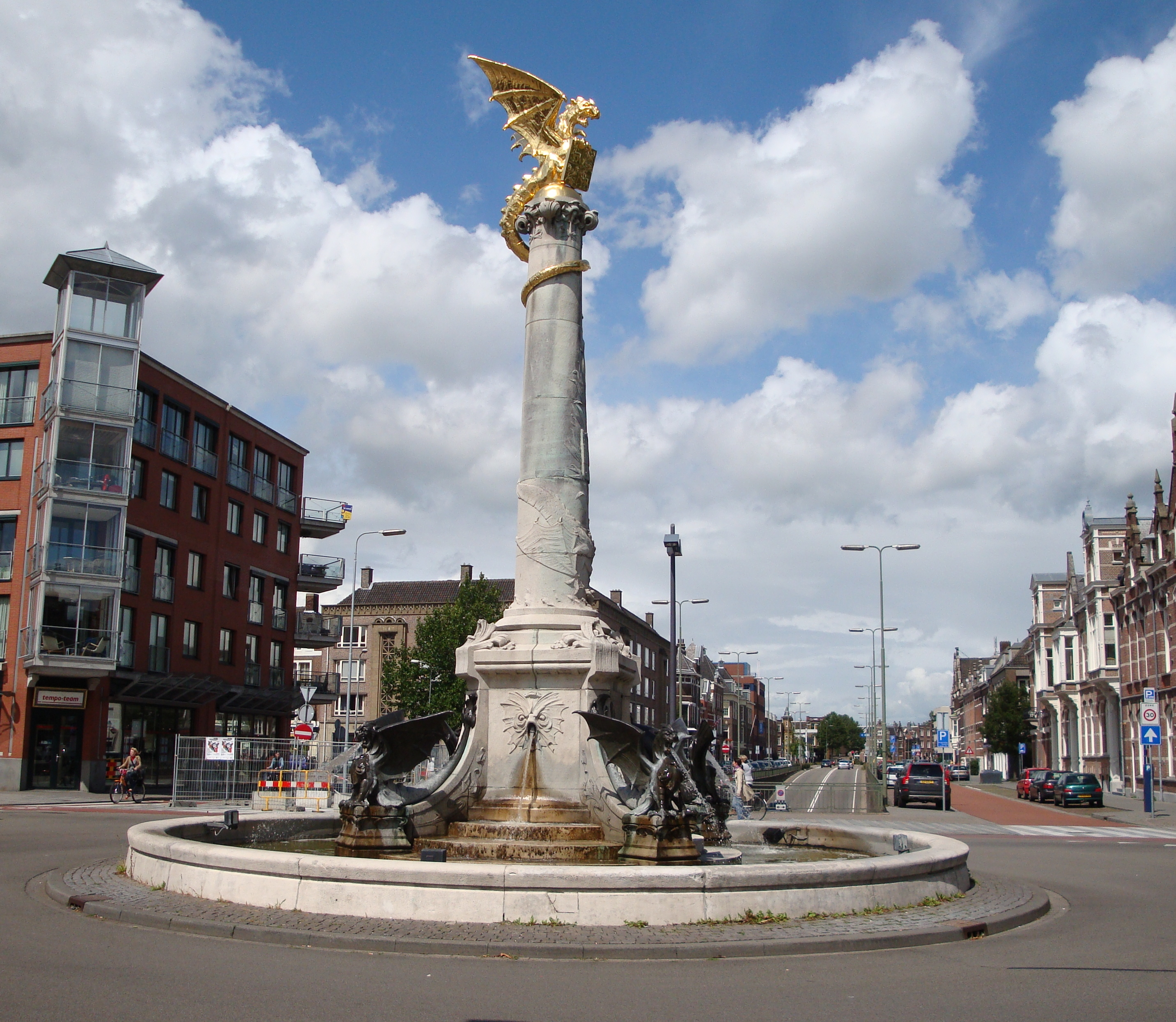
Drakenfontein 's-Hertogenbosch, 1903
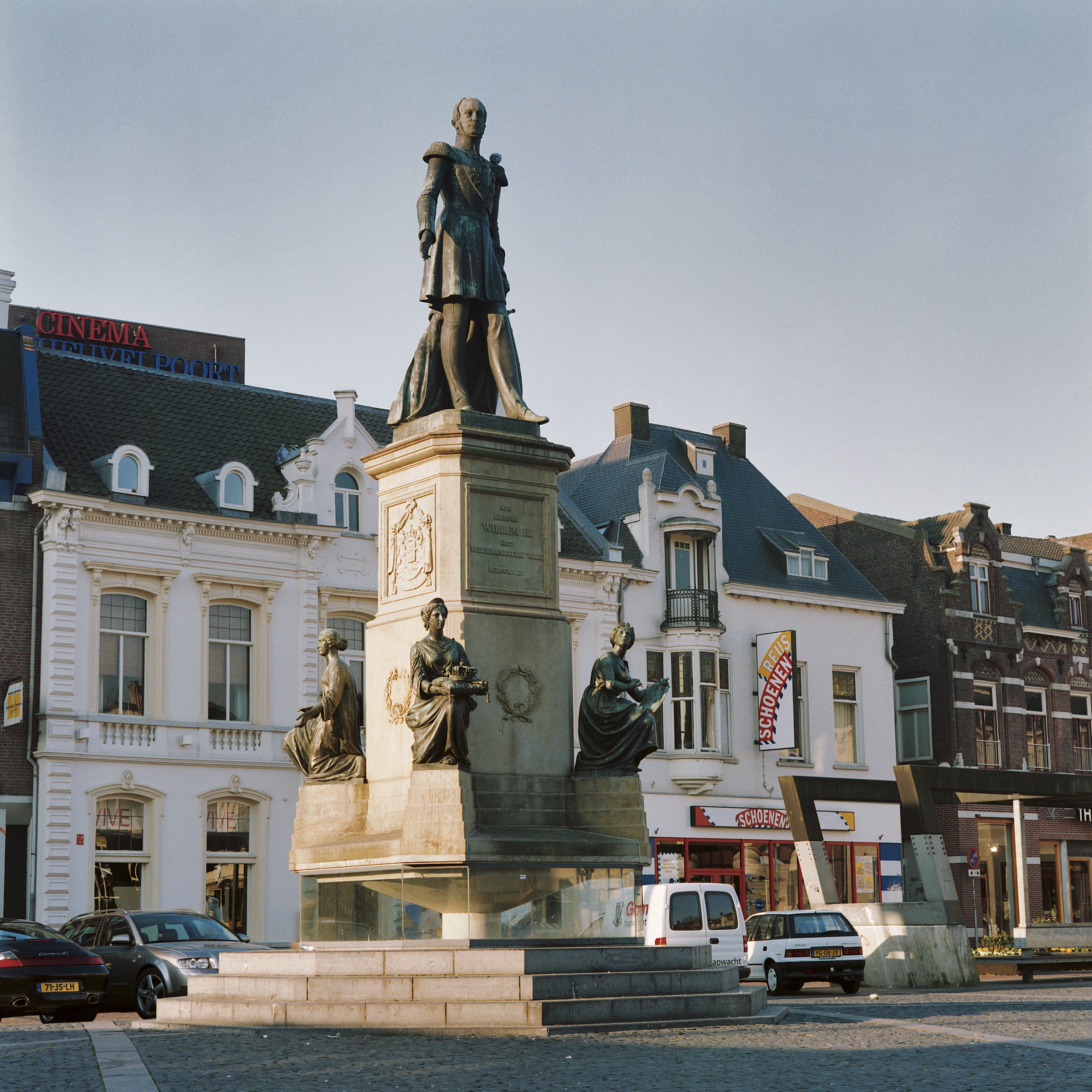
Willem II Monument Tilburg, 1924
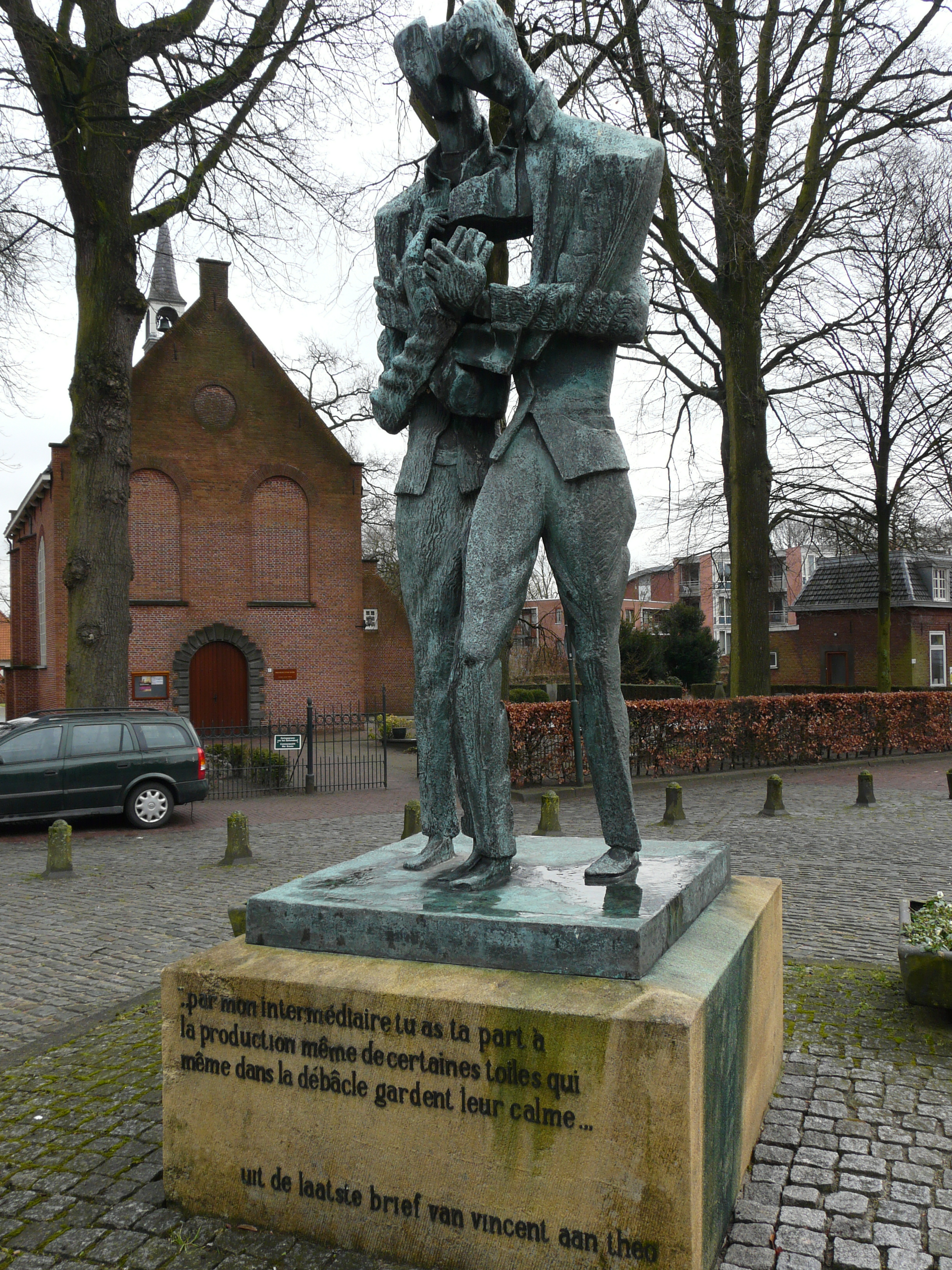
Vincent en Theo van Gogh Zundert, 1964
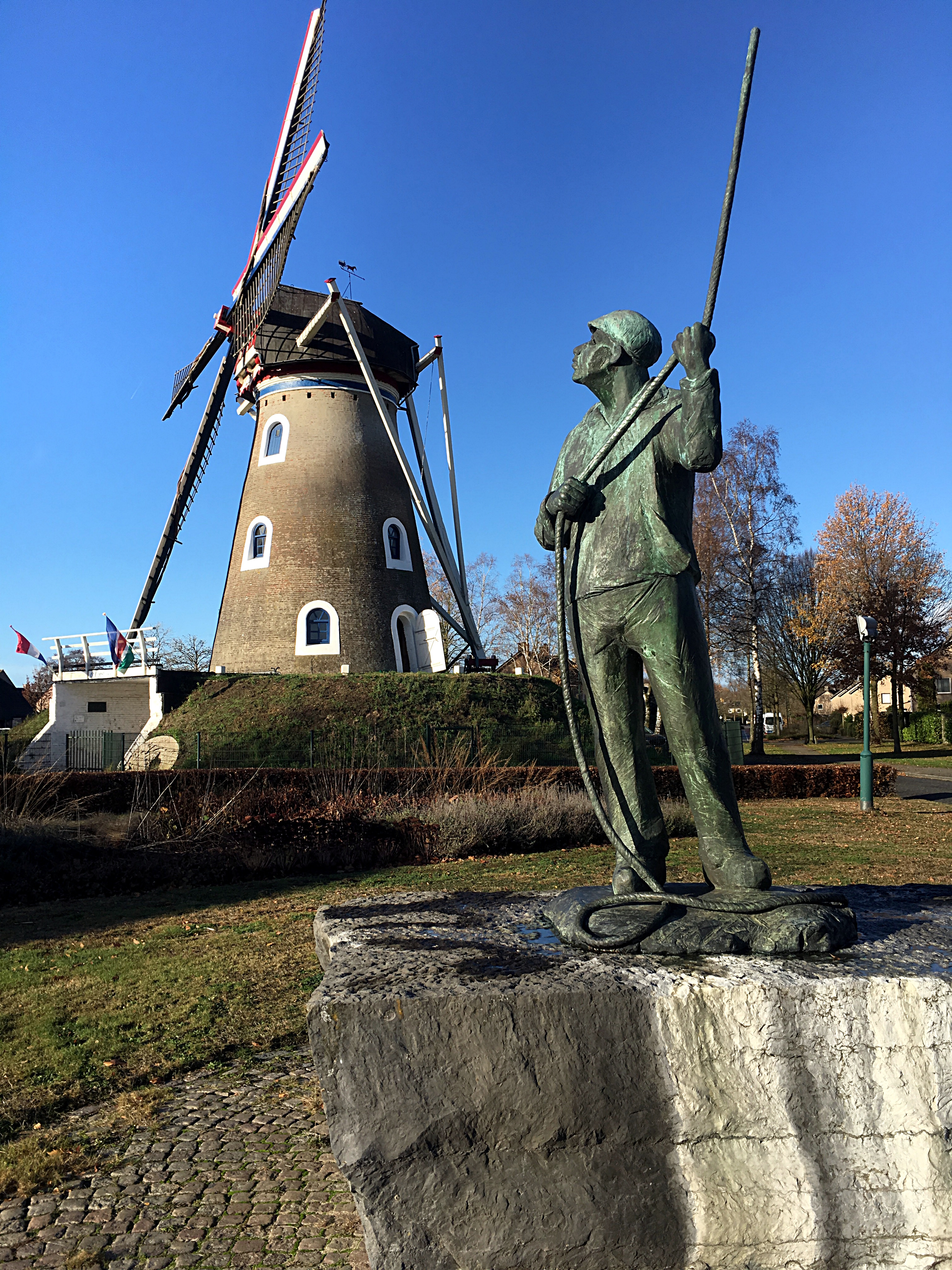
De Mulder Lieshout, 1989
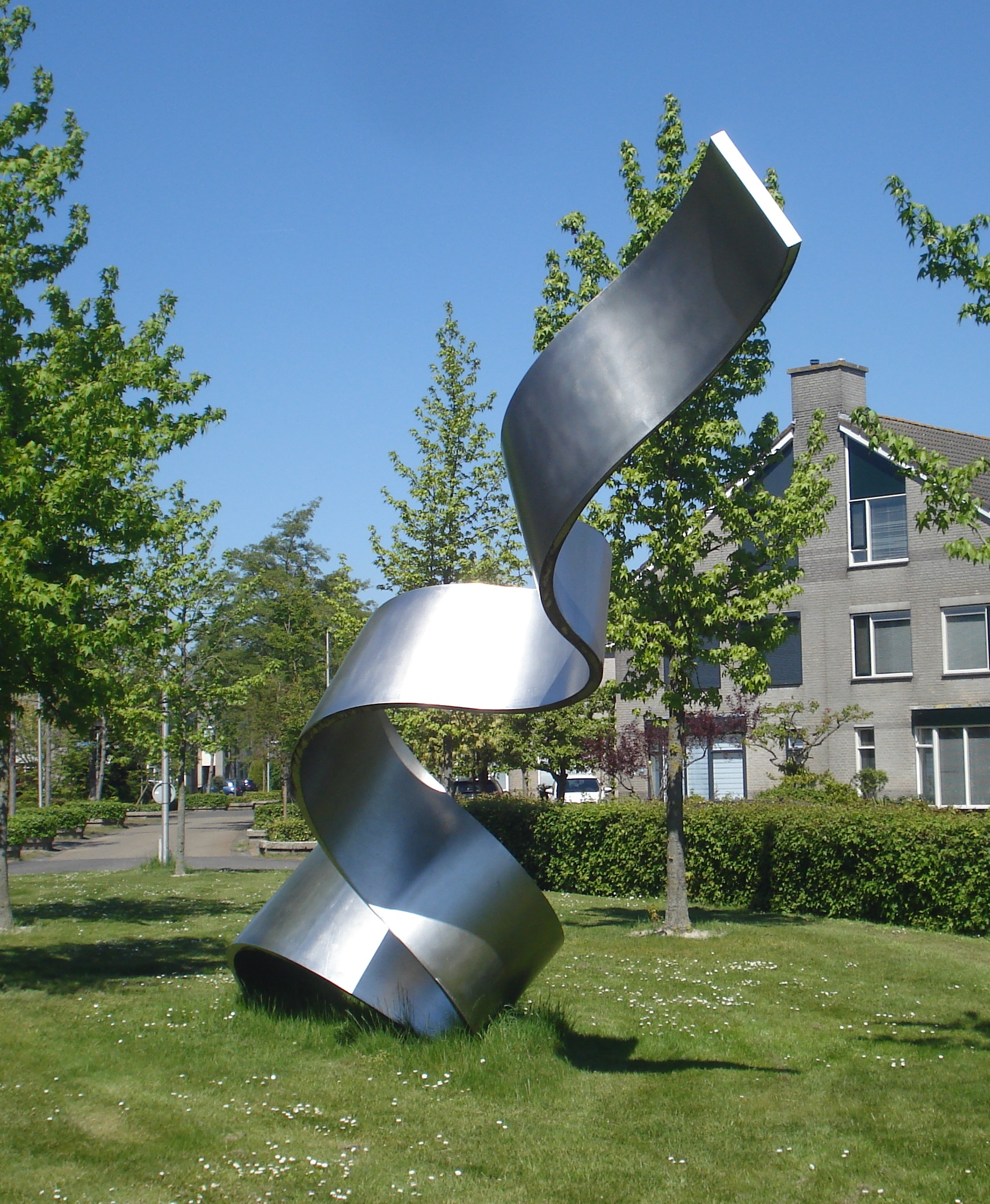
Wimpel Etten-Leur, 1995
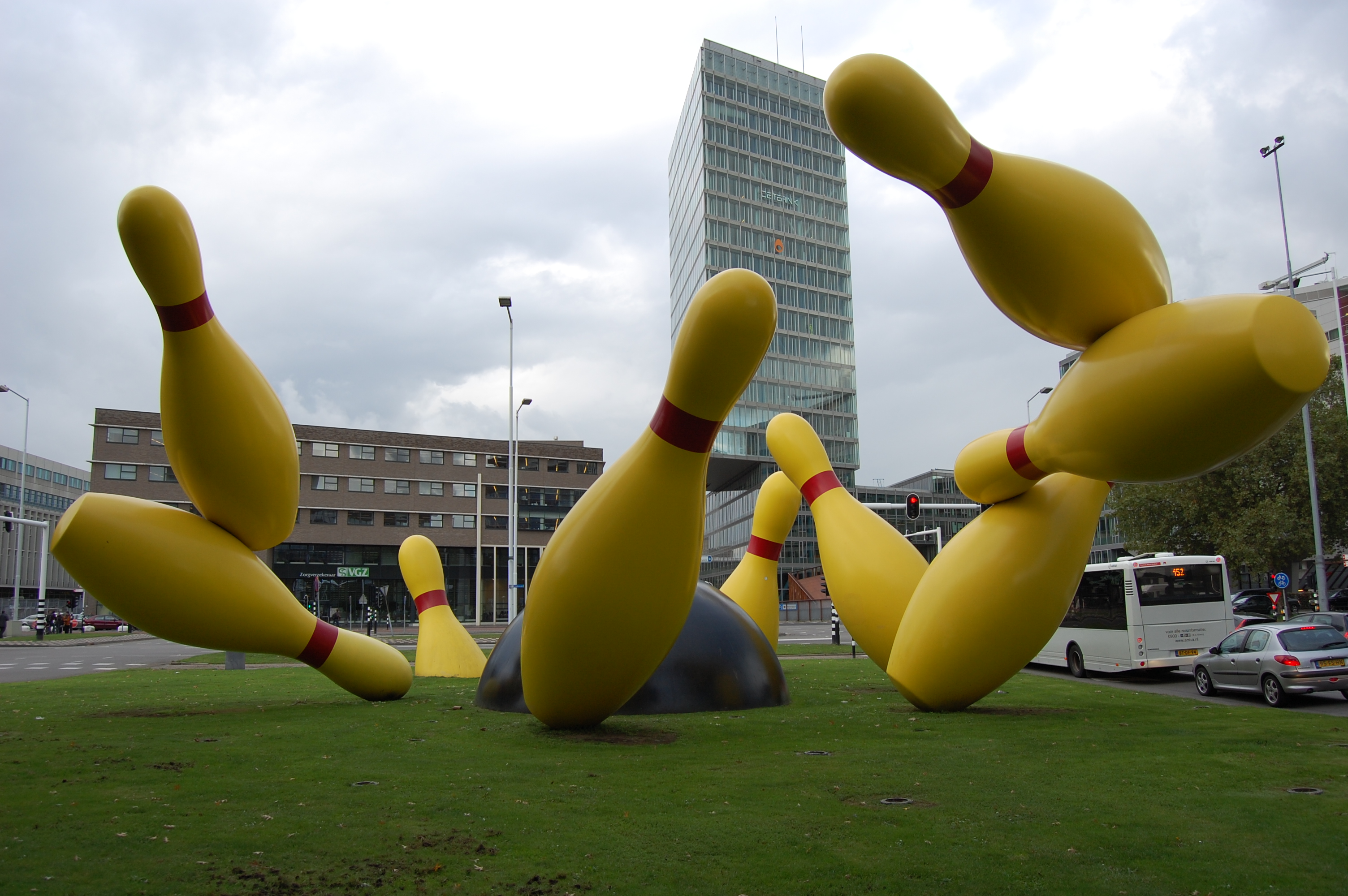
De Vliegende Kegels Eindhoven, 2000
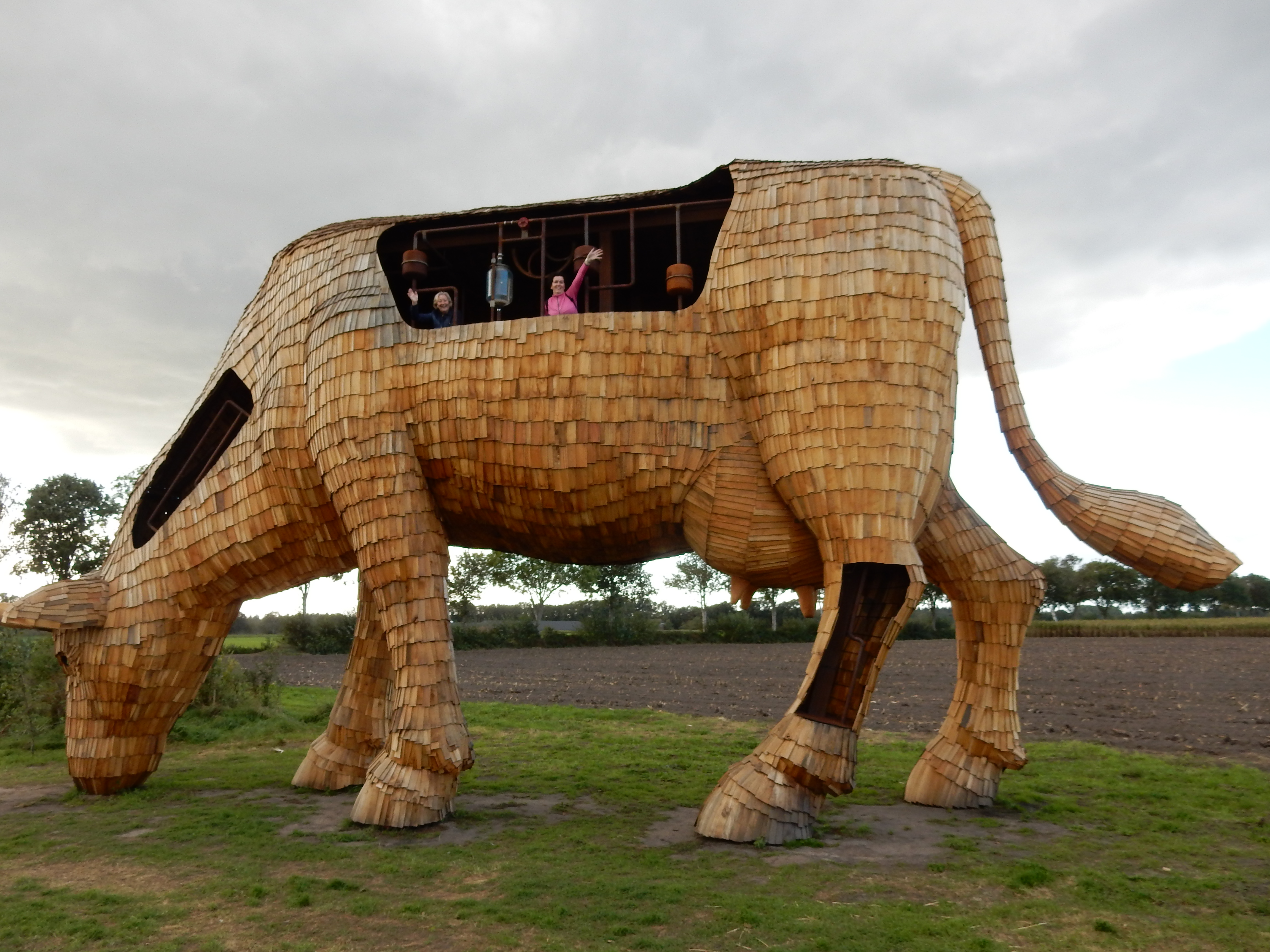
"De Melkfabriek" Esbeek, 2018

### Podiumkunsten
Op het gebied van podiumkunsten zijn er twee professionele gezelschappen die Noord-Brabant geheel of gedeeltelijk als thuisbasis hebben: Het Zuidelijk Toneel en philharmonie zuidnederland. Het Zuidelijk Toneel, dat in Tilburg gevestigd is, speelt in Nederland en Vlaanderen, met een bijzondere aandacht voor Noord-Brabant. Het muziekgezelschap philharmonie zuidnederland is ontstaan uit een fusie van Het Brabants Orkest met het Limburgs Symfonie Orkest. Het is gevestigd in twee locaties: Eindhoven en Maastricht, en rekent ook de provincie Zeeland tot zijn werkingsgebied.

### Overige kunstvormen
Ook in andere kunstvormen hebben Brabantse kunstenaars internationaal naam gemaakt. Vermeldenswaard zijn onder meer de fotograaf Martien Coppens (1908), bekend van foto's van eenvoudige Brabantse boerenfamilies; cartoonist en striptekenaar Ton Smits (1921), de eerste Nederlandse cartoonist die internationale bekendheid verwierf; componist Paul Panhuysen (1934), in Limburg geboren en vanaf 1966 vanuit Eindhoven actief binnen de stroming performance art; en filmregisseur Adriaan Ditvoorst (1940), met zijn sombere, bizarre en lyrische films in de jaren 1960 het boegbeeld van de Nederlandse experimentele film.

### Musea

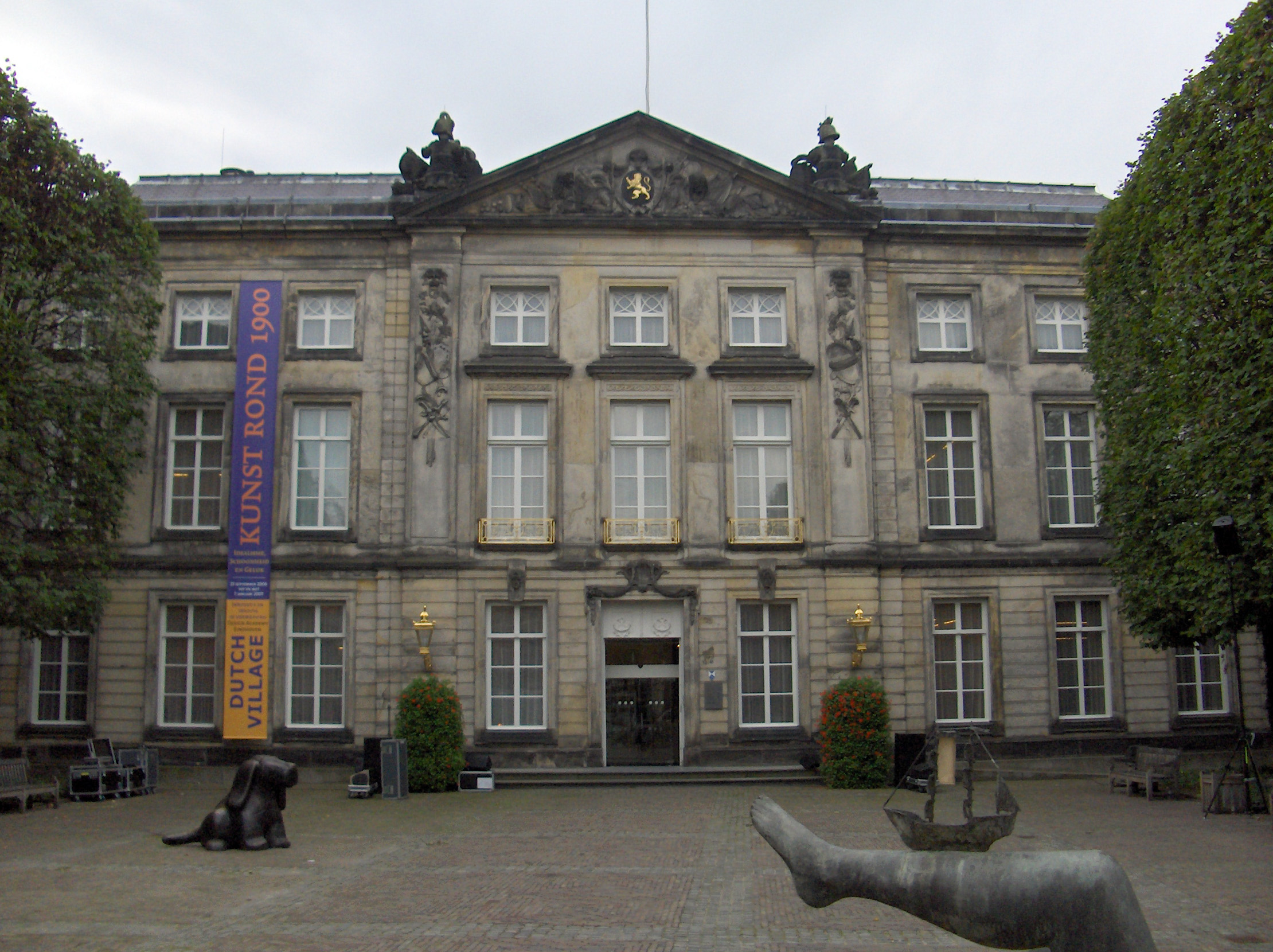
Het Noordbrabants Museum te 's-Hertogenbosch, wat is voortgekomen uit het Provinciaal Genootschap van Kunsten en Wetenschappen in Noord-Brabant.

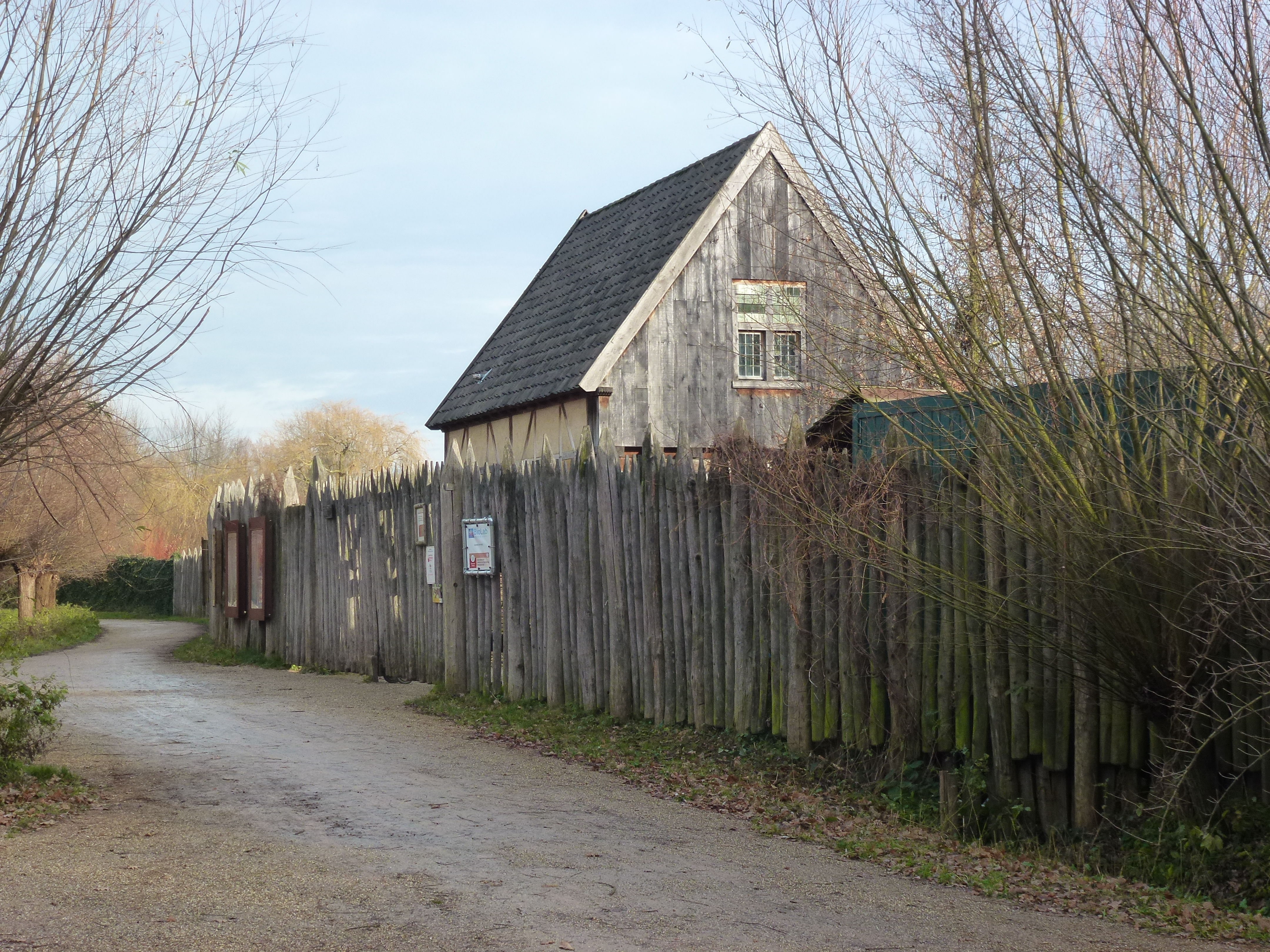
Historisch Openluchtmuseum, onderdeel van het Eindhoven Museum

Noord-Brabant kent in totaal 124 musea, die jaarlijks bijna 2 miljoen bezoekers ontvangen. De meeste richten zich op archeologie, cultuurhistorische onderwerpen en beeldende kunst, gevolgd door technische, natuurhistorische en volkenkundige onderwerpen.
De top 10 best bezochte musea in Noord-Brabant waren in 2015:
- Het Noordbrabants Museum, 's-Hertogenbosch
- Van Abbemuseum, Eindhoven
- Oorlogsmuseum Overloon
- Stedelijk Museum Breda
- Design Museum Den Bosch
- De Pont, Tilburg
- Markiezenhof, Bergen op Zoom
- Natuurmuseum Brabant, Tilburg
- Eindhoven Museum
- TextielMuseum, Tilburg

### Theaters
Podiumkunsten kunnen in Noord-Brabant gezien worden in theaters als het Parktheater Eindhoven en Muziekcentrum Frits Philips in Eindhoven, Theaters Tilburg en Concertzaal Tilburg in Tilburg, het Chassé Theater en de Nieuwe Veste in Breda, het Theater aan de Parade en de Verkadefabriek in 's-Hertogenbosh en Theater 't Speelhuis in Helmond. Ook in de meeste middelgrote steden en dorpen zijn theaters te vinden, die doorgaans kleinere zalen hebben.
Noord-Brabant heeft enkele gerenommeerde poppodia. Het Tilburgse 013 en de Effenaar in Eindhoven programmeren concerten van internationaal bekende popartiesten. Kleinere podia zoals Mezz in Breda, W2 Poppodium in 's-Hertogenbosch, Muziekcafé Helmond, en Gebouw-T in Bergen op Zoom bieden optredens aan van opkomende artiesten of van grotere namen in intieme setting. Ook de middelgrote steden en dorpen hebben vaak podia tot hun beschikking.

## Sport

### Voetbal
Noord-Brabant telt acht betaaldvoetbalclubs. Vier daarvan spelen in de Eredivisie, te weten PSV, RKC Waalwijk, NAC Breda en Willem II. In de Eerste divisie spelen FC Den Bosch, TOP Oss, FC Eindhoven, Helmond Sport en Jong PSV. In de Tweede divisie speelt één Brabantse club: Kozakken Boys.

### Wielrennen
Wat Nederland betreft waren het vooral wielrenners uit West-Brabant die in het midden van de 20e eeuw nationaal en internationaal succesvol waren. Voor veel van hen was de fiets  het middel om aan de armoede te ontsnappen.
De nestor was Wim van Est (Fijnaart, 1923), die als eerste Nederlander in de Tour de France de gele trui droeg en de Ronde van Vlaanderen won. Hij begon zijn wielercarrière op 23-jarige leeftijd; daarvoor was hij smokkelaar. Zijn streekgenoot Wout Wagtmans (Rucphen, 1929) droeg drie maal de gele trui in de Tour en won drie etappes in de Ronde van Italië. Rini Wagtmans (St. Willebrord, 1946), neef van Wout Wagtmans, was meervoudig etappewinnaar in de Tour de France en wist een dag de gele trui te dragen. Adrie van der Poel (Bergen op Zoom, 1959) behaalde onder andere zes klassiekeroverwinningen en het wereldkampioenschap veldrijden. Jean-Paul van Poppel (Tilburg, 1962), zette in totaal 22 etappezeges in de drie grote rondes op zijn naam en droeg zeventien maal de groene trui in de Tour de France.
Ook in de 21e eeuw zijn er Noord-Brabantse wielrenners actief. Allereerst Leontien van Moorsel (Boekel, 1970) die viervoudig olympisch kampioene werd. Verder Lars Boom (Vlijmen, 1985), die in 2008 het wereldkampioenschap veldrijden won. Als derde Steven Kruijswijk (Nuenen, 1987) die als eerste Nederlander ooit de top 5 in alle drie de grote rondes behaalde (4e plaats in de Giro 2016, 4e plaats in de Vuelta 2018 en 3e in de Tour 2019). Ten slotte Marianne Vos ('s-Hertogenbosch, 1987). Zij is wereldkampioen op de baan, in het veld en op de weg, en olympisch kampioen bij het baan- en wegwielrennen. Vos heeft tot nu toe in haar carrière 12 zeges behaald in het baanwielrennen, 13 in het mountainbike, 118 in het veldrijden en 301 op de weg. Daarmee staat ze op een derde plaats met meeste (weg)overwinningen ooit, achter Rik van Looy en Eddy Merckx. Met de andere disciplines meegerekend staat alleen Merckx nog boven haar met meeste wielerzeges aller tijden.

### Paardensport
Ook Noord-Brabantse ruiters hebben internationale successen geboekt. De bekendste van hen is Anky van Grunsven (Erp, 1968),  die driemaal individueel olympisch goud won in dressuur en in totaal negen olympische medailles veroverde. Tineke Bartels (Eindhoven, 1951), won twee zilveren olympische medailles in dressuur. Springruiter Piet Raijmakers (Asten, 1956), veroverde eveneens enkele olympische medailles. Zijn collega's Jan Tops (Valkenswaard, 1961) en Maikel van der Vleuten (Geldrop, 1988), wonnen beiden olympisch teamgoud. Paralympisch dressuuramazone Sanne Voets (Rosmalen, 1986), behaalde goud in handicapklasse grade IV.

### Vechtsport
Noord-Brabant kent enkele internationale kampioenen in de vechtsport. Bekende voorbeelden uit de judo-sport zijn Anita Staps (Tilburg, 1961), die goud won bij eerste wereldkampioenschappen; Irene de Kok (Eindhoven, 1963), die tweemaal goud won op een WK en een maal brons op de Olympische Spelen; en Angelique Seriese (Zevenbergen, 1968), die eenmaal goud behaalde bij een WK. Ook in kickboksen waren Noord-Brabanders succesvol. Zo won Peter Aerts (Eindhoven, 1970) drie keer het K-1 World Grand Prix-toernooi. Ramon Dekkers was achtvoudig Muay Thai- en kickbokswereldkampioen. Andy Souwer won drie keer het Shootboxing World tournament. Nieky Holzken was tussen 2015 en 2016 wereldkampioen kickboksen in de weltergewicht-klasse bij Glory. Bij Glory werd Rico Verhoeven (Bergen op Zoom, 1989) in 2014 wereldkampioen in de zwaargewicht-klasse.

### Overige sporten
Hoewel minder groot in aantal, hebben Noord-Brabanders ook naam gemaakt in zwemmen en schaatsen. Zwemmer Pieter van den Hoogenband (Maastricht, 1978), geboren in Limburg en opgegroeid in Geldrop, was onder meer drievoudig olympisch kampioen, zestienmaal Europees kampioen en eenmaal wereldkampioen. Langeafstandschaatser Gianni Romme (Lage Zwaluwe, 1973), behaalde onder andere olympisch goud op de vijf en de tien kilometer, en Ireen Wüst (Goirle, 1986), was de jongste Nederlandse olympisch kampioene schaatsen op de Winterspelen ooit en de eerste atleet die op vijf verschillende Olympische Spelen een individuele gouden medaille won. Met het tennistoernooi van Rosmalen voor zowel vrouwelijke als mannelijke professionals speelt Noord-Brabant, dat zelf geen tenniskampioen heeft voortgebracht, een rol in de internationale tenniswereld.

## Economie
Het bruto regionaal product van Noord-Brabant lag in 2019 op circa 116 miljard euro, 15 procent van het bruto binnenlands product van Nederland. Daarmee is het – op provinciaal niveau – de derde grootste economie van Nederland, met alleen Noord-Holland (22%) en Zuid-Holland (21%) voor zich. Noord-Brabant is in Nederland koploper in de sectoren industrie en landbouw. In vrijwel alle andere sectoren behoort de provincie tot de top 3. Alleen in de sector zorgbedrijven valt Noord-Brabant daarbuiten.
De economie in Noord-Brabant vertoont groei. Het aantal bedrijfsvestigingen steeg in de periode 2009-2018 van 181.870 naar 231.880, een toename van ruim 50.000 vestigingen. De omvang van de werkzame beroepsbevolking steeg in die periode van ongeveer 1,21 miljoen personen naar ruim 1,27 miljoen, een toename van bijna 63.000 personen. De stijging deed zich niet in alle bedrijfstakken voor. In de sectoren industrie, landbouw en bouw daalde het aantal banen enigszins. De groei deed zich voor in de sectoren handel en diensten. Vooral de sector niet-commerciële diensten groeide sterk, met een kleine 100.000 banen.
| Regio      | Beroepsbevolking | Werkzame beroepsbevolking | Vestigingen | Totale bevolking |
| ---------- | ---------------- | ------------------------- | ----------- | ---------------- |
| West       | 330.451          | 319.030                   | 57.180      | 631.425          |
| Midden     | 247.372          | 239.021                   | 43.950      | 475.225          |
| Noord-Oost | 340.740          | 328.478                   | 56.110      | 654.820          |
| Zuid-Oost  | 400.505          | 386.987                   | 74.740      | 766.820          |
| Totaal     | 1.319.068        | 1.273.516                 | 231.880     | 2.528.280        |

### Economische sectoren

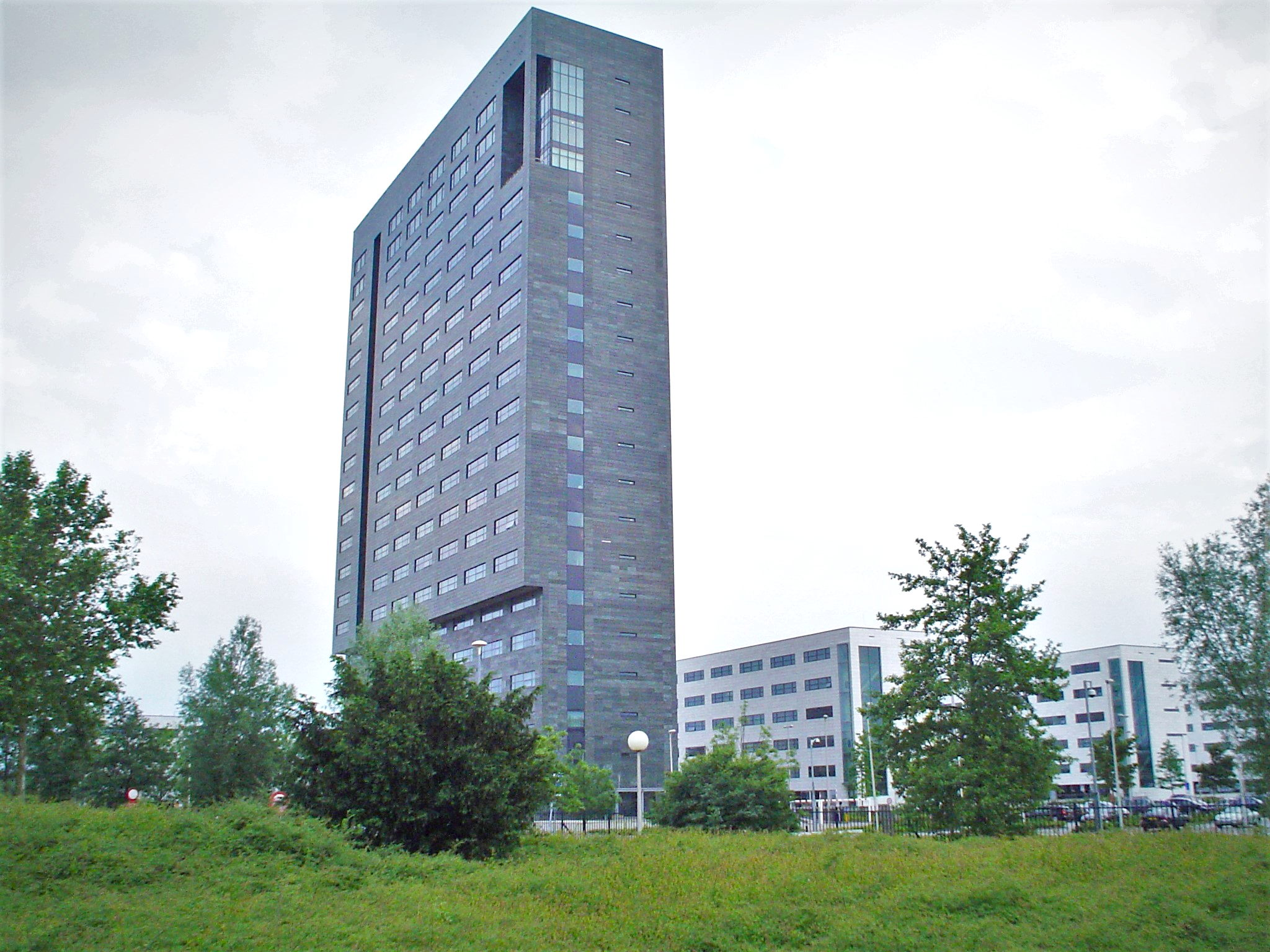
Hoofdkantoor van ASML in Veldhoven

Dat Noord-Brabant een redelijk welvarende provincie is, komt mede door de concentratie van kwalitatief hoogwaardige industrie en de goede infrastructuur. De regio West-Brabant ligt gunstig tussen Antwerpen en Rotterdam, terwijl het oostelijke deel van de provincie goede verbindingen heeft met zowel de Randstad, als met België en Duitsland. Op de ranglijst 'Logistieke Hotspot van het Jaar' stond in Nederland de regio Tilburg-Waalwijk in 2019 op de eerste plaats en regio West-Brabant op de derde. Ook de regio's Oss-Veghel-‘s-Hertogenbosch (plaats 7) en Eindhoven-Helmond (plaats 8) vallen onder de top 10 logistieke regio's van Nederland. Niet alleen het vrachtverkeer over de weg, maar ook de binnenvaart profiteert hiervan.
Een belangrijke economische activiteit is de metaal- en elektronica-industrie die zich onder meer heeft ontwikkeld als spin-off van Philips. Philips zelf opereert succesvol op wereldniveau, evenals de afgesplitste bedrijven, het lichtconcern Signify en chipmaker NXP. Het uit een fusie voortgekomen ASML heeft een dominante plek veroverd in de wereld van de chipmachines. Ook buiten de elektronica zijn Brabantse bedrijven actief in de maakindustrie, zoals vrachtwagenfabrikant DAF, Vanderlande met geautomatiseerde logistieke systemen en de VDL Groep met verscheidene metaalverwerkende dochterondernemingen.
Een voor Noord-Brabant relatief jonge sector is de procesindustrie, die zich sinds de jaren 1970 ontwikkelt bij Moerdijk. Als eerste bouwde Shell drie petrochemische fabrieken op een industriegebied van 2500 hectare. Later vestigden zich er meerdere bedrijven waaronder een afvalverwerker, een producent van biobrandstofkorrels, een bedrijf dat een mestverbrandingsinstallatie exploiteert, een slibverwerkingsbedrijf, een  elektriciteitscentrale en diverse logistieke firma's. In 2018 waren er  ruim 350 bedrijven actief met in totaal een kleine 10.000 werknemers.
Het succes van Noord-Brabant op technologisch gebied is mede te danken aan de innovatiekracht in de provincie. Hoogwaardige technologische bedrijven, waaronder tientallen start-ups, vormen clusters op de acht open-innovatiecampussen die Noord-Brabant telt, waaronder de High Tech Campus Eindhoven. De uitgaven voor Onderzoek & Ontwikkeling – in 2016 zo'n 1200 euro per inwoner – zijn structureel hoger dan die in de andere provincies. Brabantse bedrijven hebben in 2017 in totaal 3655 octrooi-aanvragen ingediend en daarmee stond de provincie in de Europese regionale top vijf.
De landbouwsector, die onder politieke en sociale druk staat om de bedrijfsvoering te verduurzamen, neemt in Noord-Brabant een belangrijke plaats in. Vooral varkens- en kippenbedrijven en boomkwekerijen hebben een groot aandeel in de Nederlandse landbouw. In 2018 werd ongeveer 50 procent van de Nederlandse varkensstapel in Noord-Brabant gehouden, voor kippen was dat percentage 40 en voor het grondgebruik voor boomkwekerijen 47. Het aantal landbouwbedrijven in de provincie is in de periode 2009-2018 afgenomen van bijna 13.000 naar 9.600, een daling van 33 procent. Vooral in de glastuinbouw en varkenshouderij zijn veel bedrijven gestopt. In dezelfde periode vond echter een zodanige schaalvergroting plaats dat de productiecapaciteit op hetzelfde niveau is gebleven. Het aantal varkens is zelfs significant gestegen naar een niveau van bijna 6 miljoen in 2018.
Het aandeel innovatieve bedrijven in de landbouw in Noord-Brabant is minder dan 1 procent, dat is lager dan gemiddeld in Nederland. Innovatie vindt vooral plaats in de glastuinbouw, met als succesvol voorbeeld de productvernieuwing in de tomatenteelt. De andere sectoren zijn voornamelijk gericht op kostprijsverlaging. Geldt voor de agrosector in Nederland als geheel dat deze bedrijfstak weinig vernieuwend is, voor Noord-Brabant geldt dit in versterkte mate.

### Toerisme

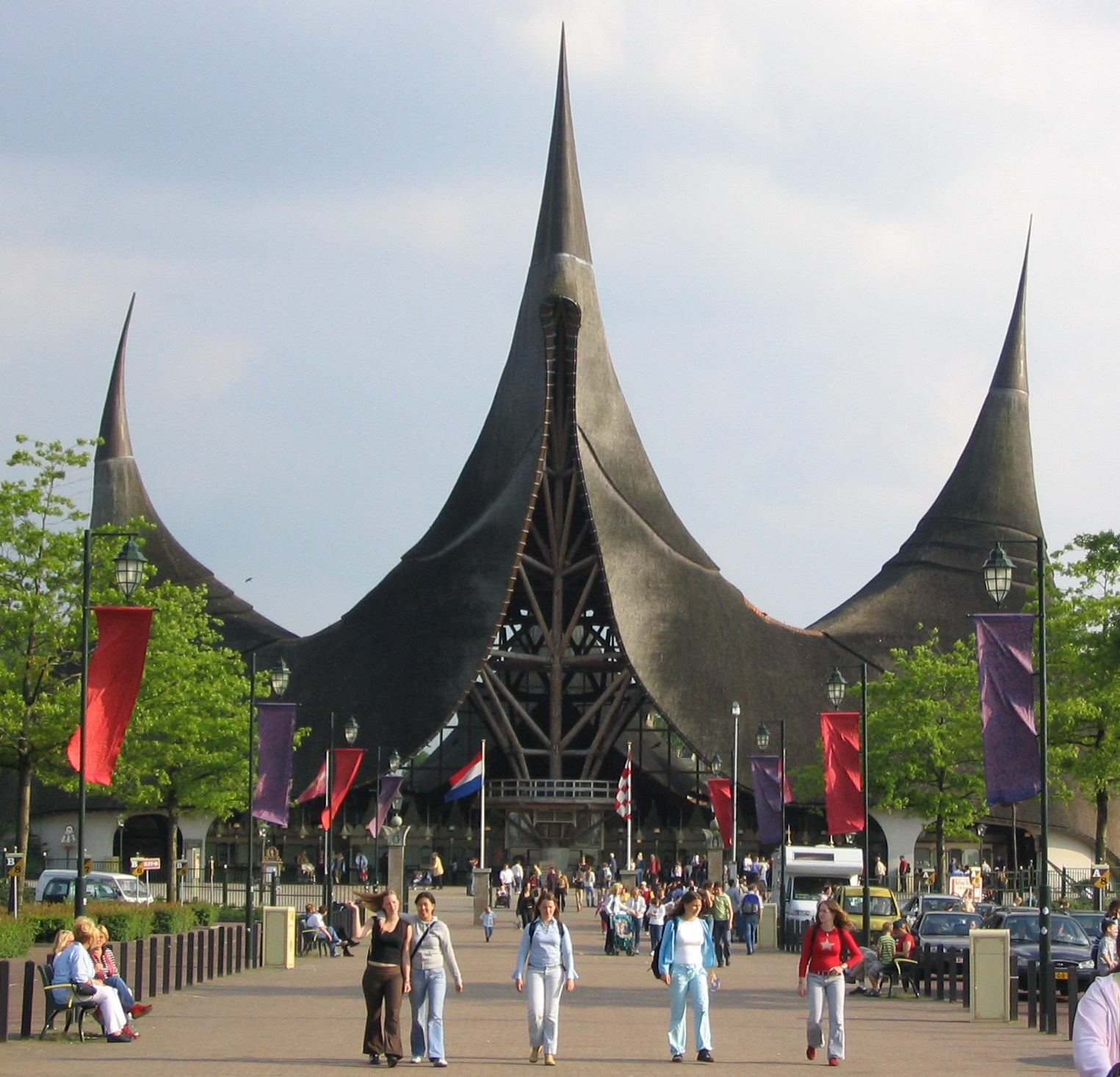
Het Huis van de Vijf Zintuigen, de entree van de Efteling

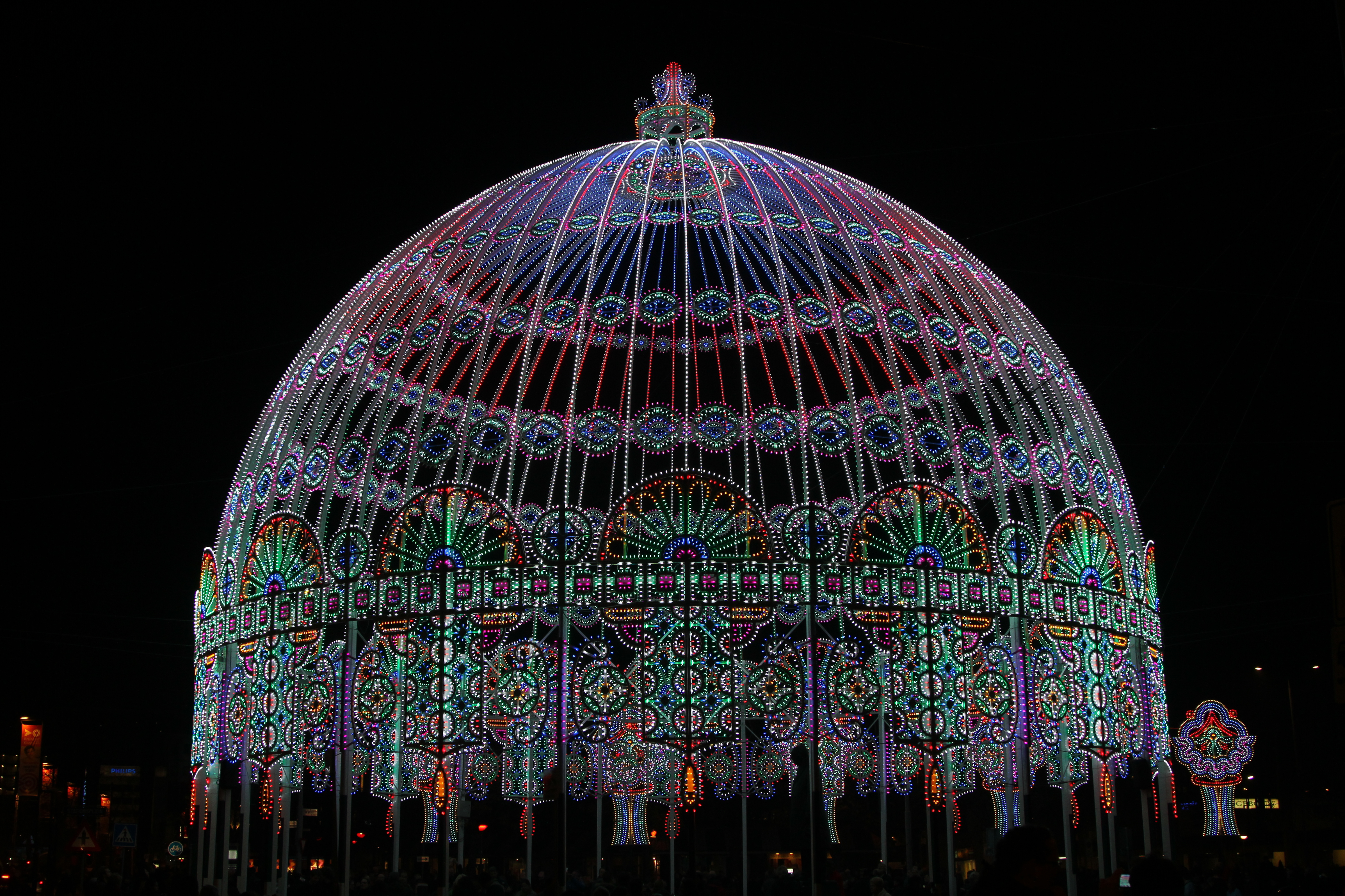
Cupola bij Station Eindhoven Centraal tijdens Glow 2011

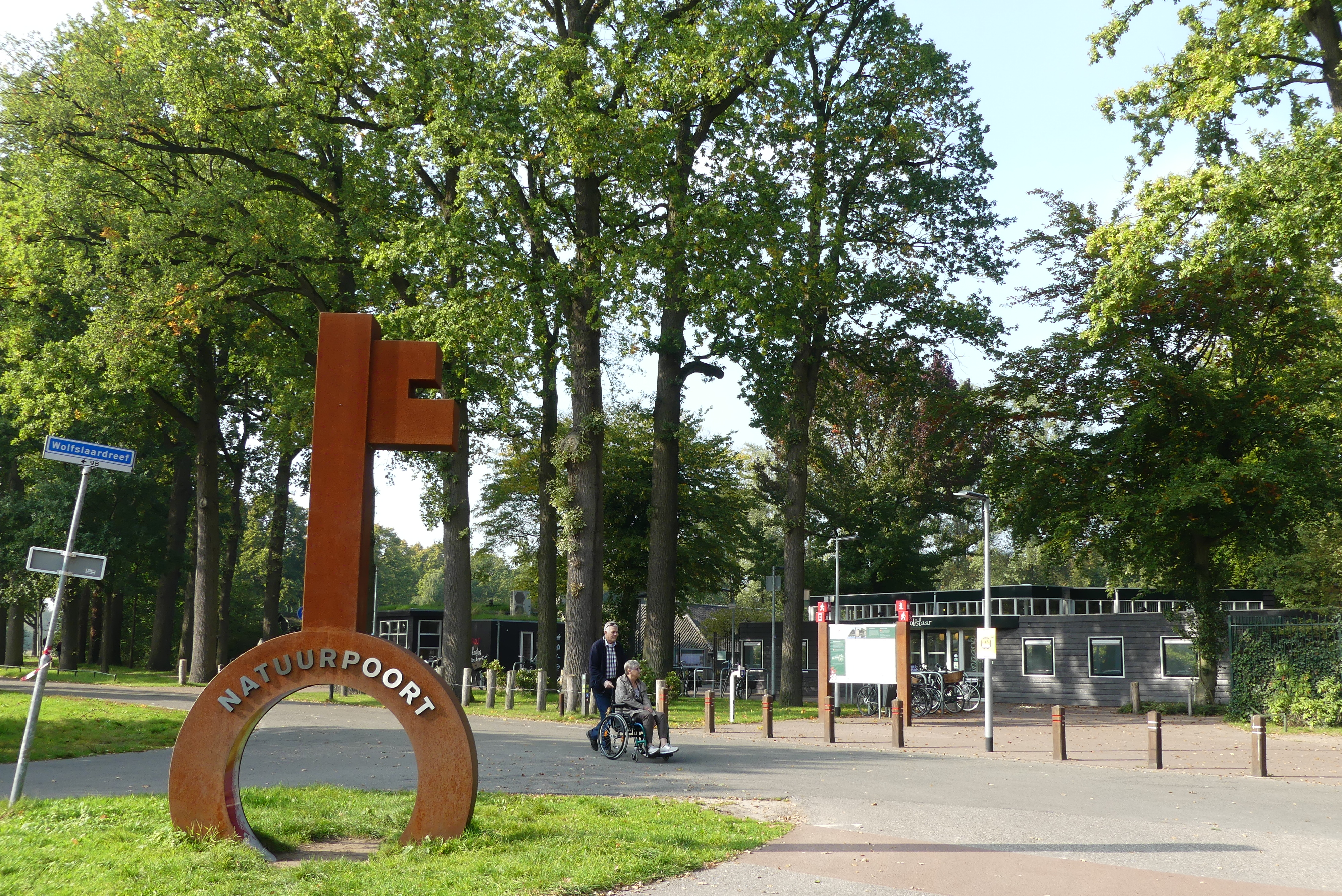
Natuurpoort Wolfslaar bij Breda

In 2018 telde de provincie Noord-Brabant 4,1 miljoen verblijfsgasten. Van hen overnachtten er 2,4 miljoen in hotels en 1,7 miljoen in andere recreatieve bedrijven. Het merendeel van de verblijfsgasten kwam uit eigen land, te weten 2,8 miljoen. Van de 1,3 miljoen buitenlanders kwam bijna de helft uit een van de buurlanden België of Duitsland. De gasten waren samen goed voor 10,6 miljoen overnachtingen. Binnenlandse toeristen besteedden in 2018 in Noord-Brabant gemiddeld 177 euro per vakantie, goed voor een totale economische waarde van bijna 500 miljoen euro. Gemiddeld besteedden buitenlandse gasten – toeristen en zakenreizigers samen – ongeveer 493 euro aan hun verblijf, in totaal ruim € 615 miljoen. Toerisme is een groeisector: in 2018 was het aantal buitenlandse verblijfsgasten 45 procent groter dan in 2012. De ontwikkeling van het aantal binnenlandse gasten is met een toename van 16 procent gematigder.
Het provinciebestuur ondersteunt het toerisme omdat de vrijetijdssector niet alleen directe inkomsten genereert, maar ook van belang is voor een goed vestigingsklimaat en het aantrekken van talent. Hierbij is gekozen voor focus op thematische lijnen zoals 'Van Gogh' en 'Design', en op de internationale Familyfun-Shortbreak-markt die gekenmerkt wordt door een gemiddeld hoger bestedingspatroon en een meer door het jaar heen gespreid bezoek. Daartoe is de jaarlijkse publiekscampagne ‘Brabant is Open’ georganiseerd, die in 2018 voor het eerst gehouden is. Ondernemers in de sector worden gestimuleerd door het uitreiken van de 'Brabantse Gastvrijheid Award'.
Belangrijke toeristische attracties zijn:
- Attractieparken
De Efteling in Kaatsheuvel trok in 2017 ruim 5,1 miljoen bezoekers en stond bovenaan de landelijke lijst van dagattracties. Op nummer 14 stond Safaripark Beekse Bergen in Hilvarenbeek met ruim 1,1 miljoen bezoekers.[45]
- Jaarlijkse evenementen, zowel vrij toegankelijke als entreeheffende
Koploper met het aantal bezoekers in de categorie vrij toegankelijk is de Tilburgse Kermis die jaarlijks ongeveer 1,4 miljoen bezoekers trekt en in 2019 in de top 50 van de best bezochte gratis evenementen van Nederland op nummer 2 stond.[46] Naar de Eindhovense evenementen GLOW Festival (nummer 8) en Dutch Design Week (nummer 19) komen jaarlijks circa 750.000 respectievelijk 335.000 bezoekers. Het Breda Jazz Festival (nummer 31), is met ongeveer 250.000 bezoekers een goed bezocht muziekevenement. Ook de bloemencorso's in Zundert (nummer 47) en Valkenswaard, met circa 70.000 respectievelijk 40.000 bezoekers zijn toeristische publiekstrekkers.[47][48] De Brabantse dag in Heeze trekt eveneens ongeveer 40.000 bezoekers.[49]
Bij de entreeheffende evenementen is Noord-Brabant minder goed vertegenwoordigd. In de top 50 van bezoekersaantallen in deze groep komt de provincie alleen voor met de muziekfestivals Paaspop (nummer 38), Best Kept Secret (nummer 44) en Wish Outdoor (nummer 49) die jaarlijks door ongeveer 90.000 respectievelijk 75.000 en 50.000 bezoekers bijgewoond worden.[50][51]
- Nationale parken
Uit onderzoek van NBTC-NIPO blijkt dat in 2015 drie nationale parken uit de provincie in de landelijke top 10 stonden. Op jaarbasis bezoeken ongeveer 1,2 miljoen mensen de Loonse en Drunense Duinen, waarmee het park nationaal gezien op de tweede plek stond, op de voet gevolgd door Nationaal Park De Biesbosch met een jaarlijks bezoekersaantal van ruim 1,1 miljoen. De laatste in de landelijke top 10 was nationaal park de Groote Peel, dat per jaar ongeveer 270.000 bezoekers trekt.[52]
- Brabantse Natuurpoorten
Op initiatief van de provincie is het netwerk 'Brabantse Natuurpoorten' opgericht, in samenwerking met 23 gemeenten, vier nationale parken, drie waterschappen, Staatsbosbeheer en Het Brabants Landschap. Verspreid over de provincie omvat het netwerk 29 Natuurpoorten met startpunten voor fiets- of wandeltochten door de Brabantse natuur.[53]
- Carnaval
Tijdens carnaval 2019 telde Noord-Brabant 382 carnavalsoptochten.[54] De meeste worden lokaal georganiseerd, waarbij de toeschouwers vooral uit de eigen plaats komen. Er zijn echter ook optochten – voornamelijk in de grote steden – die veel bezoekers trekken uit plaatsen waar de optocht op een andere dag wordt gehouden of die van buiten de provincie komen. Carnavalsoptochten zijn gratis toegankelijk, waardoor concrete gegevens over bezoekersaantallen veelal ontbreken.

De jarenlang gestaag groeiende vrijetijdssector in Noord-Brabant is door de coronapandemie in een situatie van aanzienlijke krimp terechtgekomen. Over het tweede kwartaal van 2020 werd een daling van het aantal toeristen van ruim 73 procent gerapporteerd ten opzichte van dezelfde periode in 2019.

## Onderwijs

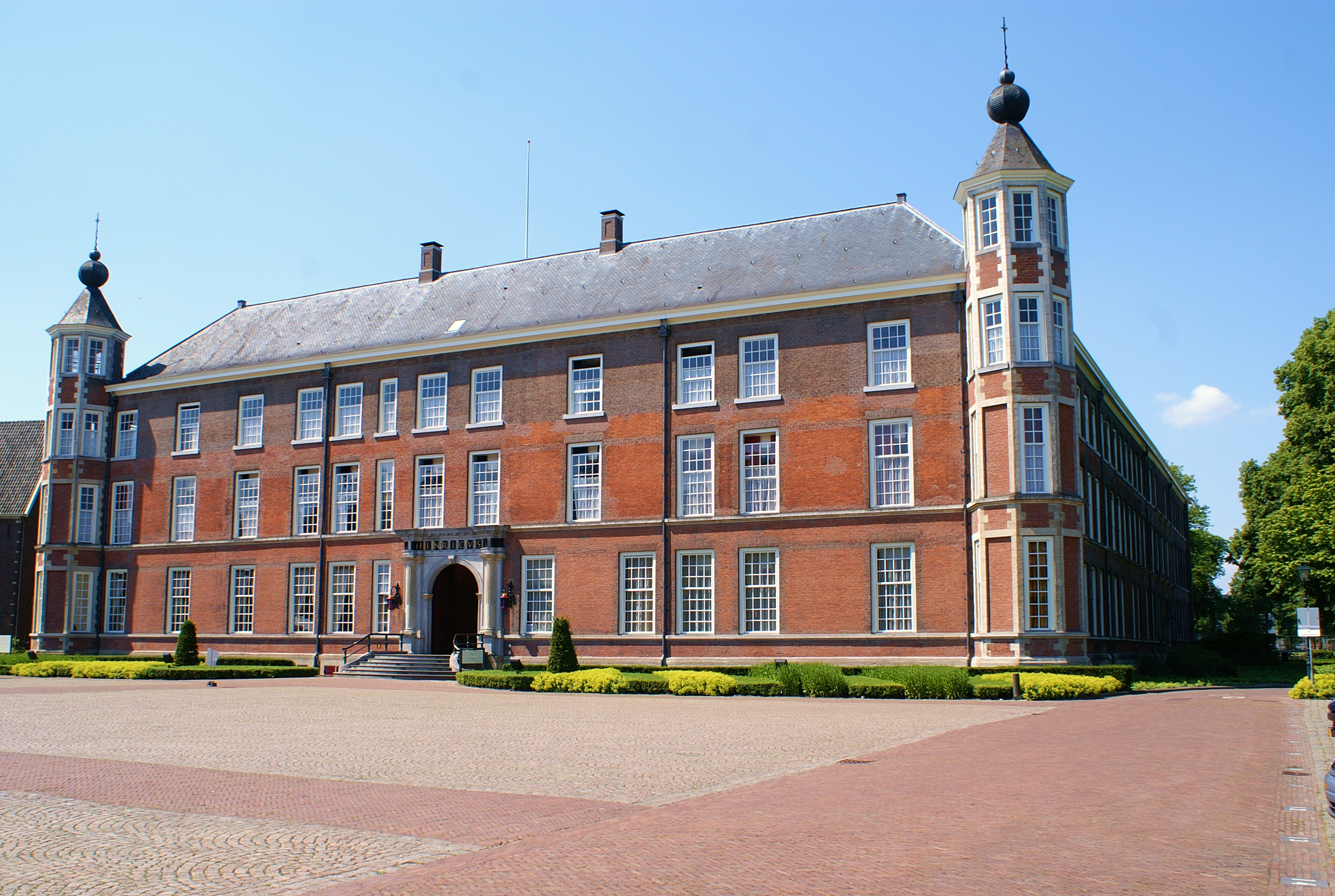
Het kasteel van Breda, waarin de KMA is gevestigd

Ongeveer 300.000 Noord-Brabantse jongeren die de basisschool hebben doorlopen, zijn ingeschreven aan een instelling van voortgezet onderwijs, middelbaar beroepsonderwijs, hoger beroepsonderwijs of wetenschappelijk onderwijs (2019).
Het voortgezet onderwijs wordt gegeven door een groot aantal onderwijsinstellingen met in totaal ruim 135.000 leerlingen (2019). Een belangrijke speler in dit veld is Ons Middelbaar Onderwijs, een van oorsprong katholieke organisatie met een zestigtal scholen op het niveau van vmbo tot en met atheneum en gymnasium, met in totaal circa 60.000 leerlingen (2019).
Voor het middelbaar beroepsonderwijs zijn in de provincie veertien publieke instellingen actief en twintig particuliere organisaties met in totaal ruim 70.000 geregistreerde leerlingen (2019).
Het hoger beroepsonderwijs in de provincie wordt verzorgd door zes HBO-instellingen, eveneens voor ruim 70.000 studenten (2019). Er zijn grote instellingen met tienduizenden leerlingen, middelgrote met aantallen tussen duizend en tienduizend, en kleine instellingen met minder dan duizend leerlingen. De instellingen zijn: 
- Avans Hogeschool, een grote instelling met opleidingen in acht sectoren, in vier vestigingen
- Breda University of Applied Sciences, een middelgrote instelling met elf opleidingen op het gebied van toerisme, verkeer en daaraan gerelateerde sectoren
- Design Academy Eindhoven, een kleine instelling met opleidingen op het gebied van industriële vormgeving
- Fontys Hogescholen, een grote instelling met opleidingen in elf sectoren, in vier Noord-Brabantse vestigingen
- HAS green academy, een middelgrote instelling met opleidingen op het gebied van Agro, Food en Leefomgeving
- Pedagogische Hogeschool De Kempel, een kleine zelfstandige instelling met uitsluitend de opleiding tot leraar basisonderwijs.

In Noord-Brabant zijn drie instituten voor wetenschappelijk onderwijs gevestigd, waaraan ruim 30.000 studenten zijn ingeschreven (2019):
- Koninklijke Militaire Academie, met een combinatie van militair en wetenschappelijk onderwijs
- Technische Universiteit Eindhoven, met negen technisch-wetenschappelijke faculteiten
- Tilburg University, een katholieke universiteit die is gespecialiseerd in mens- en maatschappijwetenschappen.

## Verkeer en vervoer
Noord-Brabant kent een groot netwerk van wegen, kanalen, rivieren en spoorlijnen. De provincie genereert over dat netwerk zelf veel verkeer, dat op enkele autosnelwegen en spoorlijnen nog aanzienlijk vergroot wordt door vrachtvervoer tussen de haven van Antwerpen, de haven van Rotterdam en de haven van Zeeland ten westen van de provincie, en het Ruhrgebied aan de oostzijde.

### Wegverkeer
Op Noord-Brabants grondgebied liggen rijkswegen met een totale lengte van 874 kilometer, oftewel ruim 16 procent van het Nederlandse rijkswegennet. Tot het net behoren onder meer twaalf autosnelwegen die de provincie verbinden met andere Nederlandse provincies en met België. Het Noord-Brabantse deel van het landelijke snelwegnet kent meerdere knelpunten en is dominant in de top tien van files.
De drukst bereden noord-zuidverbindingen zijn de A2 die komt van Amsterdam en via 's-Hertogenbosch en Eindhoven naar Eijsden leidt en daar aansluit op de Belgische A25 naar Luik, de A16 die Rotterdam verbindt met Antwerpen via Breda, de A27 die van Breda via Utrecht naar knooppunt Almere voert, en de A50 die in Eindhoven begint en via Ravenstein doorloopt tot Emmeloord. Druk bereden oost-west verbindingen zijn de A58, die van knooppunt Batadorp bij Eindhoven naar Zeeland loopt en eindigt in Vlissingen, de A59 die begint in Oss en via de Langstraat en een stukje Zuid-Holland naar het Zeeuwse Serooskerke voert, en de A67 die, komende van Antwerpen, van de Belgische grens bij Hapert via Eindhoven naar de Duitse grens bij Venlo leidt en aansluit op de Bundesautobahn 40 naar Dortmund.
Daarnaast kent Noord-Brabant zo'n 610 kilometer aan provinciale wegen. Enkele daarvan verwerken een grote verkeersstroom, zoals de ex-Rijksweg N69 die van Veldhoven via Valkenswaard naar de Belgische grens bij Lommel voert en daar overgaat in de Belgische N74 naar Hasselt, de N279 die grotendeels langs de Zuid-Willemsvaart van 's-Hertogenbosch naar Limburg is aangelegd en daar bij Horn aansluit op de N273, en de korte A270 tussen Eindhoven en Helmond.

### Vliegverkeer

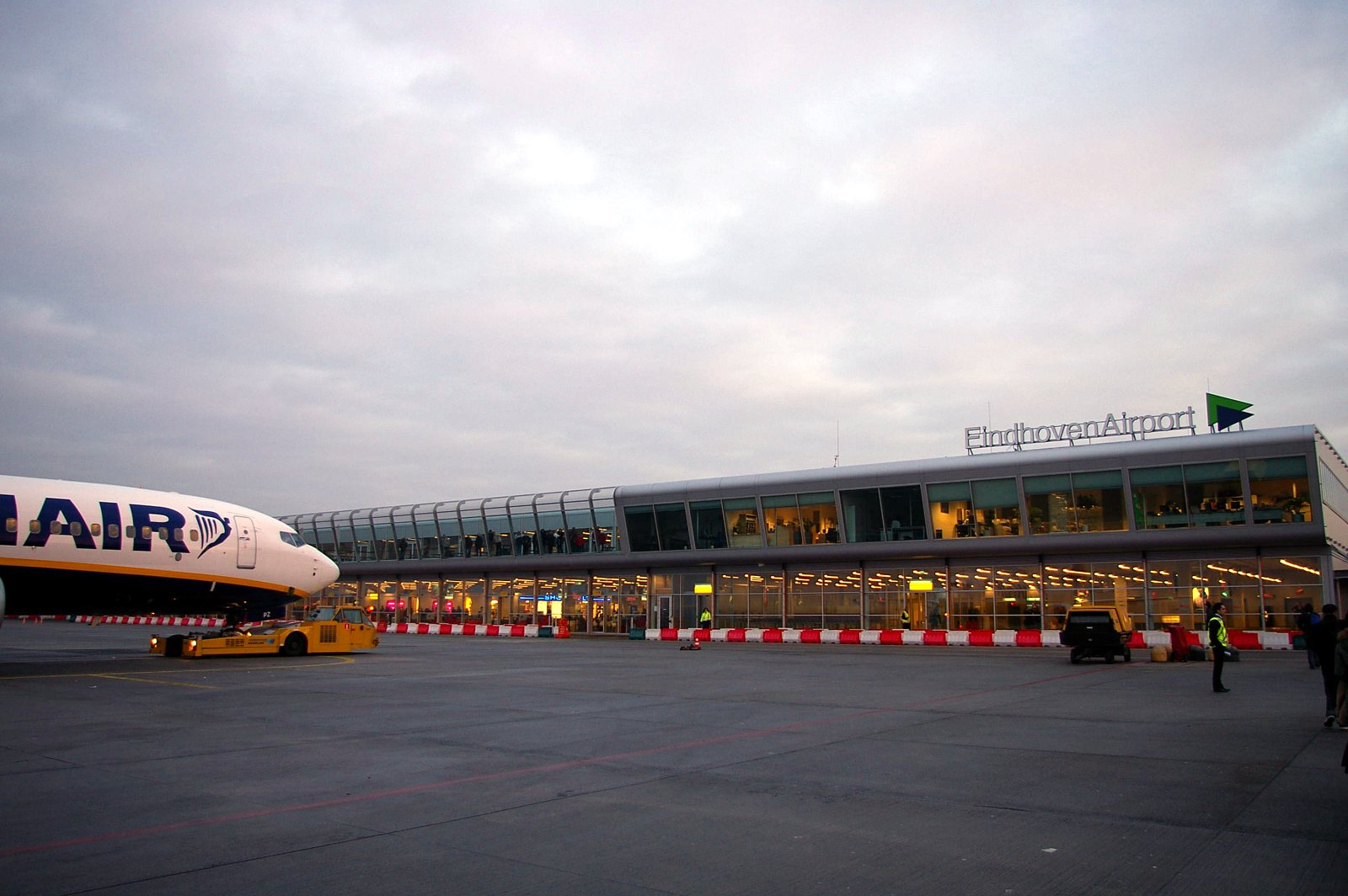
Eindhoven Airport

In de provincie zijn zes vliegvelden gelegen. Een daarvan, Eindhoven Airport, wordt zowel voor militaire als voor burgerluchtvaart gebruikt; het is de grootste regionale luchthaven van Nederland. Drie andere hebben uitsluitend een militaire bestemming, Vliegbasis Gilze-Rijen, Vliegbasis Volkel en Vliegbasis Woensdrecht.  De twee overige vliegvelden, Breda International Airport en Kempen Airport, hebben een geringe verkeersomvang, die voornamelijk bestaat uit zakelijke vluchten, rondvluchten en vlieglessen.
De Klappenbergse Heide in Etten-Leur is geen vliegveld, maar is geroemd omdat de eerste gemoderniseerde vlucht in Nederland hier plaatsvond.

### Scheepvaartverkeer

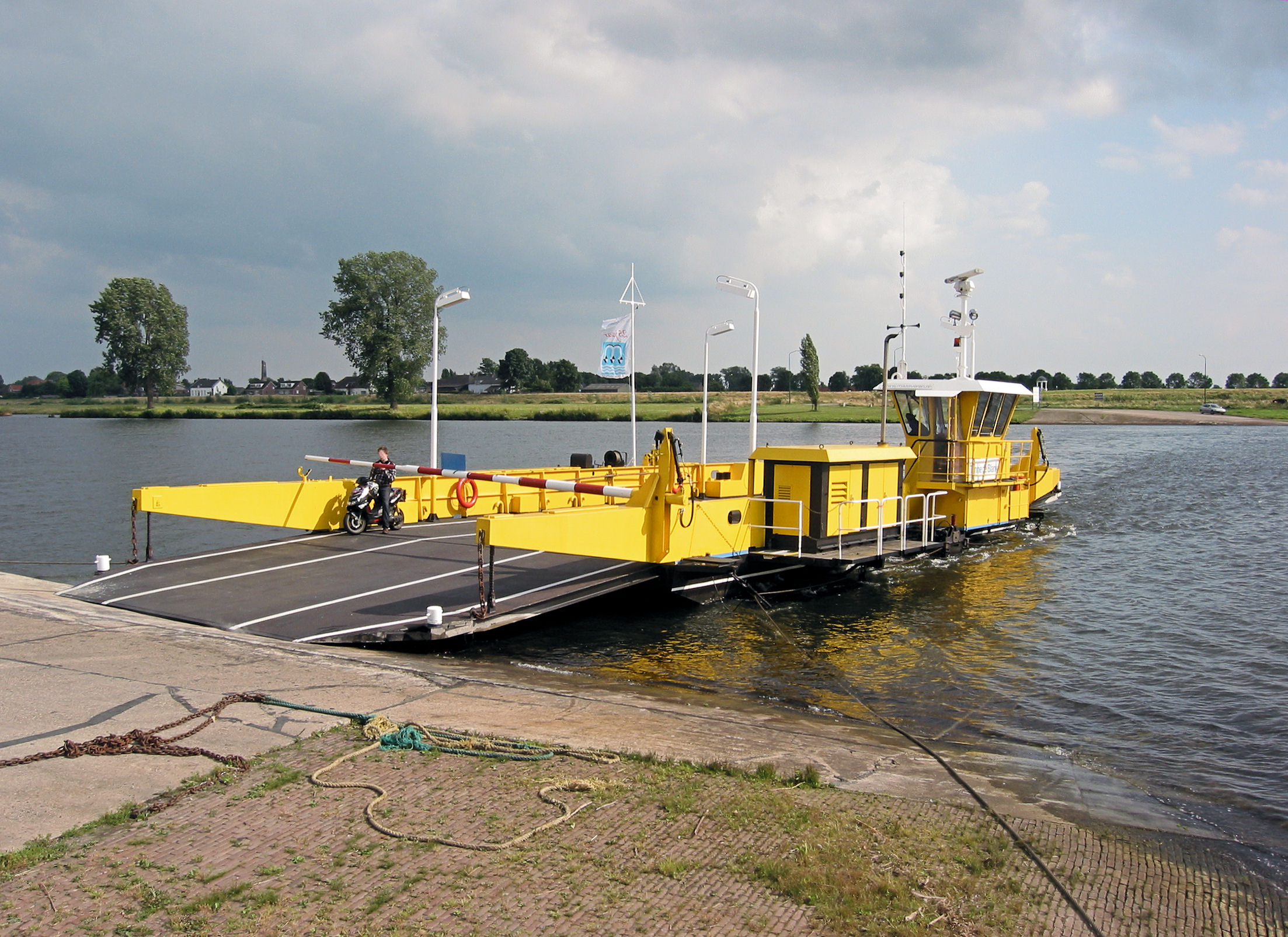

Er zijn twee belangrijke aders voor het scheepvaarverkeer door Noord-Brabant. Allereerst de Zuid-Willemsvaart, die ‘s-Hertogenbosch verbindt met Luik. Tot aan Veghel is het kanaal bevaarbaar voor schepen tot 1350 ton (klasse IV). Het overige deel is beduidend smaller en daarmee slechts bevaarbaar voor schepen tot 650 ton (klasse II). De andere ader is het Wilhelminakanaal, dat loopt van Geertruidenberg naar Laarbeek en daar aansluit op de Zuid-Willemsvaart. Vanaf Geertruidenberg tot Dongen is het kanaal bevaarbaar voor schepen tot 1350 ton, daarna voor schepen tot 650 ton. Daarnaast loopt langs de westgrens van de provincie het Schelde-Rijnkanaal dat Antwerpen verbindt met Rotterdam.
Noord-Brabant telt vijftien grote industriehavens, die samen goed zijn voor ongeveer 10 procent van de totale overslag in de Nederlandse binnenhavens. Van die vijftien havens behoren Bergen op Zoom, Breda, Cuijk, Geertruidenberg, Moerdijk, Oss, 's-Hertogenbosch en Veghel elk op hun gebied tot de top 5 van de Nederlandse binnenhavens. 's-Hertogenbosch is de grootste containerterminal onder de Nederlandse binnenhavens.
Er zijn diverse veerdiensten in het noorden van de provincie actief. Ze maken de oversteek bij de Maas en Waal mogelijk.

### Spoorverkeer

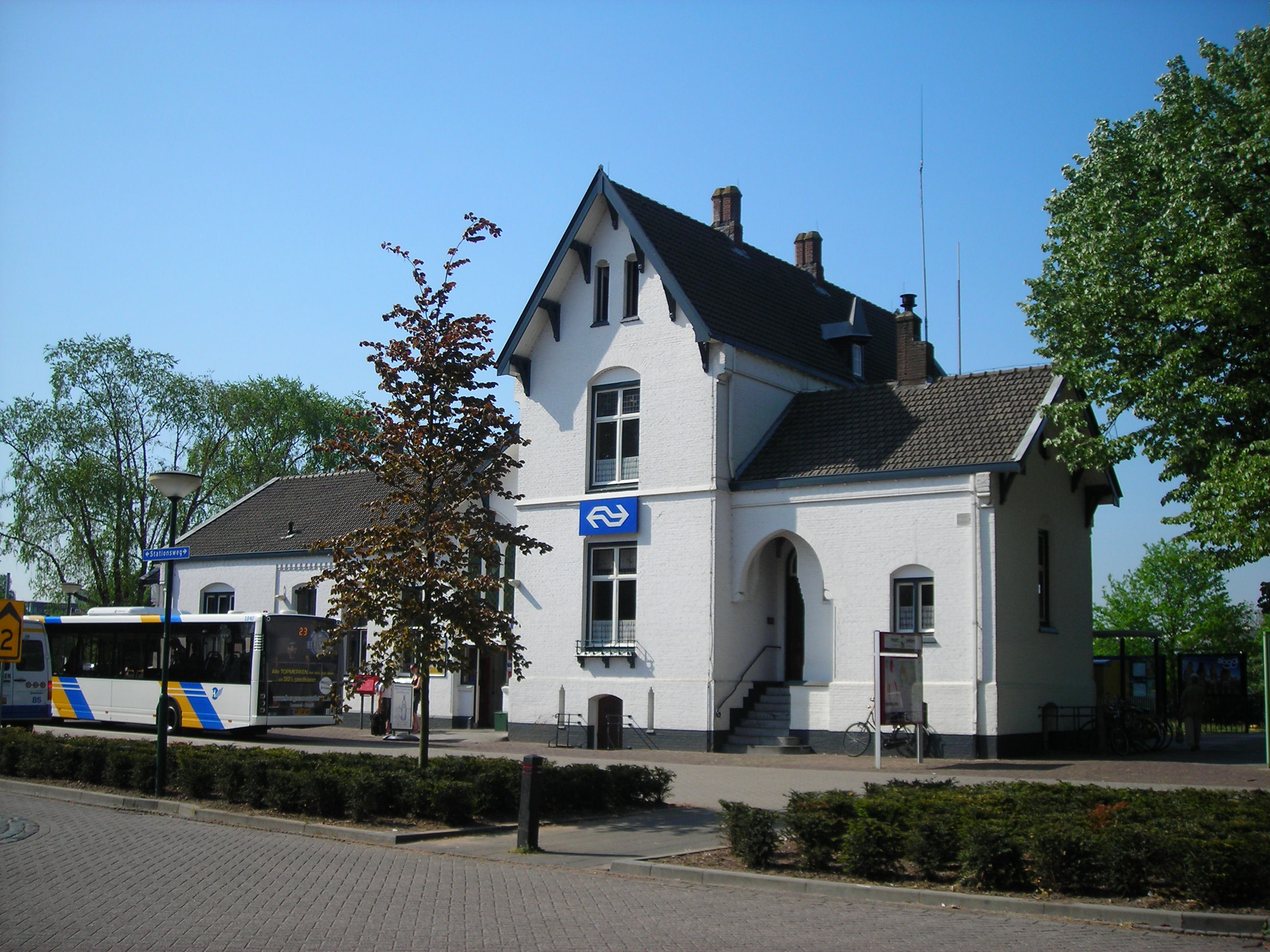
Station Boxmeer

Het aandeel van de trein in het personenvervoer in Noord-Brabant is met 2 procent in verplaatsingen en 7 procent in reizigerskilometers beperkt. Het belang van het goederenverkeer per spoor voor de provinciale economie is eveneens klein; het merendeel van het goederenvervoer per spoor is doorgaand, met een groot aandeel van vrachtverkeer tussen Noordzeehavens en Duitsland.
De centrale en drukst bereden spoorlijn in Noord-Brabant is de oost-westverbinding tussen Station Eindhoven Centraal en Station Breda. Aan de Eindhovense kant sluit de lijn aan op spoorlijnen naar Utrecht, Nijmegen, Venlo en Roermond. Aan de zijde van Breda geeft de lijn toegang tot de spoorlijnen naar Rotterdam, Vlissingen en Antwerpen. Bovendien heeft Station Breda in beide richtingen een aansluiting op de Hogesnelheidslijn Schiphol - Antwerpen. In het westen van de provincie loopt nog een spoorlijn via Roosendaal naar Antwerpen, en in het oosten gaat de Maaslijn bij Cuijk en Boxmeer over Brabants grondgebied.

### Busvervoer

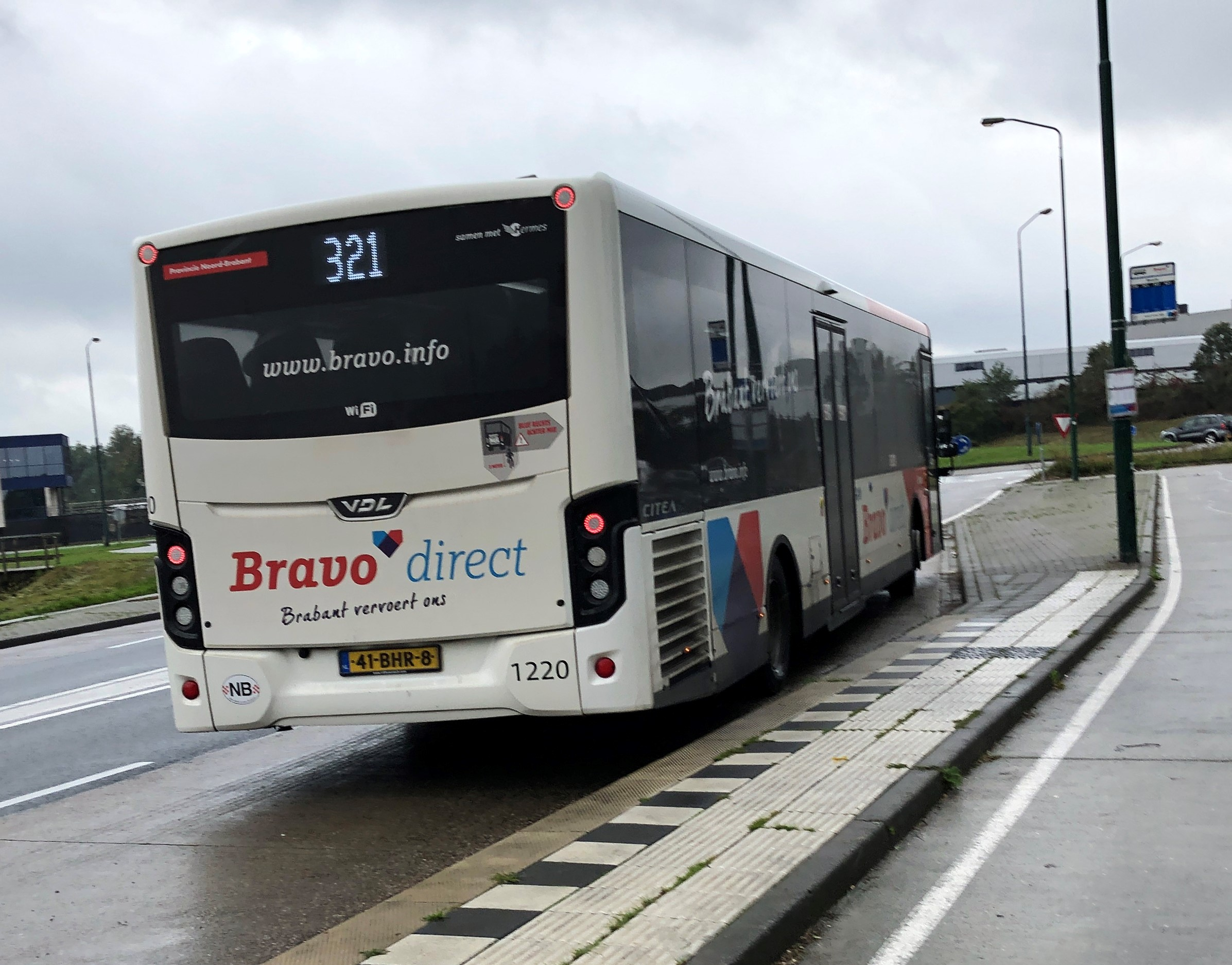
Een Hermes-bus met Bravo-belettering

Noord-Brabant besteedt op basis van de Wet personenvervoer 2000 het busvervoer aan. De provincie is daartoe verdeeld in drie concessiegebieden, West-Brabant, Oost-Brabant en Zuidoost-Brabant. De lopende concessies zijn:
| OV-autoriteit           | Concessiegebied  | Vervoerder | Duur                    |
| ----------------------- | ---------------- | ---------- | ----------------------- |
| Provincie Noord-Brabant | Zuidoost-Brabant | Hermes     | 11.12.2016 - 14.07.2029 |
| Provincie Noord-Brabant | West-Brabant     | Arriva     | 14.12.2014 - 05.07.2025 |
| Provincie Noord-Brabant | Oost-Brabant     | Arriva     | 14.12.2014 - 12.12.2026 |

Naast streekdiensten bieden de concessiehouders ook stadsdiensten aan. Dit geldt voor de steden 's-Hertogenbosch, Bergen op Zoom, Breda, Eindhoven, Helmond, Roosendaal en Tilburg. Alle bussen die onder de Brabantse concessies vallen, rijden onder de naam Bravo, met de slogan 'Brabant vervoert ons'.